# Liste der Biografien/Pau
Liste der Biografien |
Portal Biografien |
Personensuche
# |
A |
B |
C |
D |
E |
F |
G |
H |
I |
J |
K |
L |
M |
N |
O |
P |
Q |
R |
S |
T |
U |
V |
W |
X |
Y |
Z |
?
 
Pa |
Pc |
Pe |
Pf |
Ph |
Pi |
Pj |
Pk |
Pl |
Pm |
Pn |
Po |
Pr |
Ps |
Pt |
Pu |
Pv |
Pw |
Py
 
Paa |
Pab |
Pac |
Pad |
Pae |
Paf |
Pag |
Pah |
Pai |
Paj |
Pak |
Pal |
Pam |
Pan |
Pao |
Pap |
Paq |
Par |
Pas |
Pat |
Pau |
Pav |
Paw |
Pax |
Pay |
Paz
Die Liste der Biografien führt alle Personen auf, die in der deutschsprachigen Wikipedia einen Artikel haben. Dieses ist eine Teilliste mit 1252 Einträgen von Personen, deren Namen mit den Buchstaben „Pau“ beginnt.

## Pau
- Pau, Antonio (* 1953), spanischer Jurist und Literat
- Pau, Enrico (* 1956), italienischer Filmregisseur
- Pau, Francesco (* 1954), italienischer Schauspieler
- Pau, Núria (* 1994), spanische Skirennläuferin
- Pau, Paul (1848–1932), französischer General
- Pau, Peter (* 1952), US-amerikanischer Kameramann
- Pau, Petra (* 1963), deutsche Politikerin (Die Linke), MdA, MdBPetra Pau (* 1963)

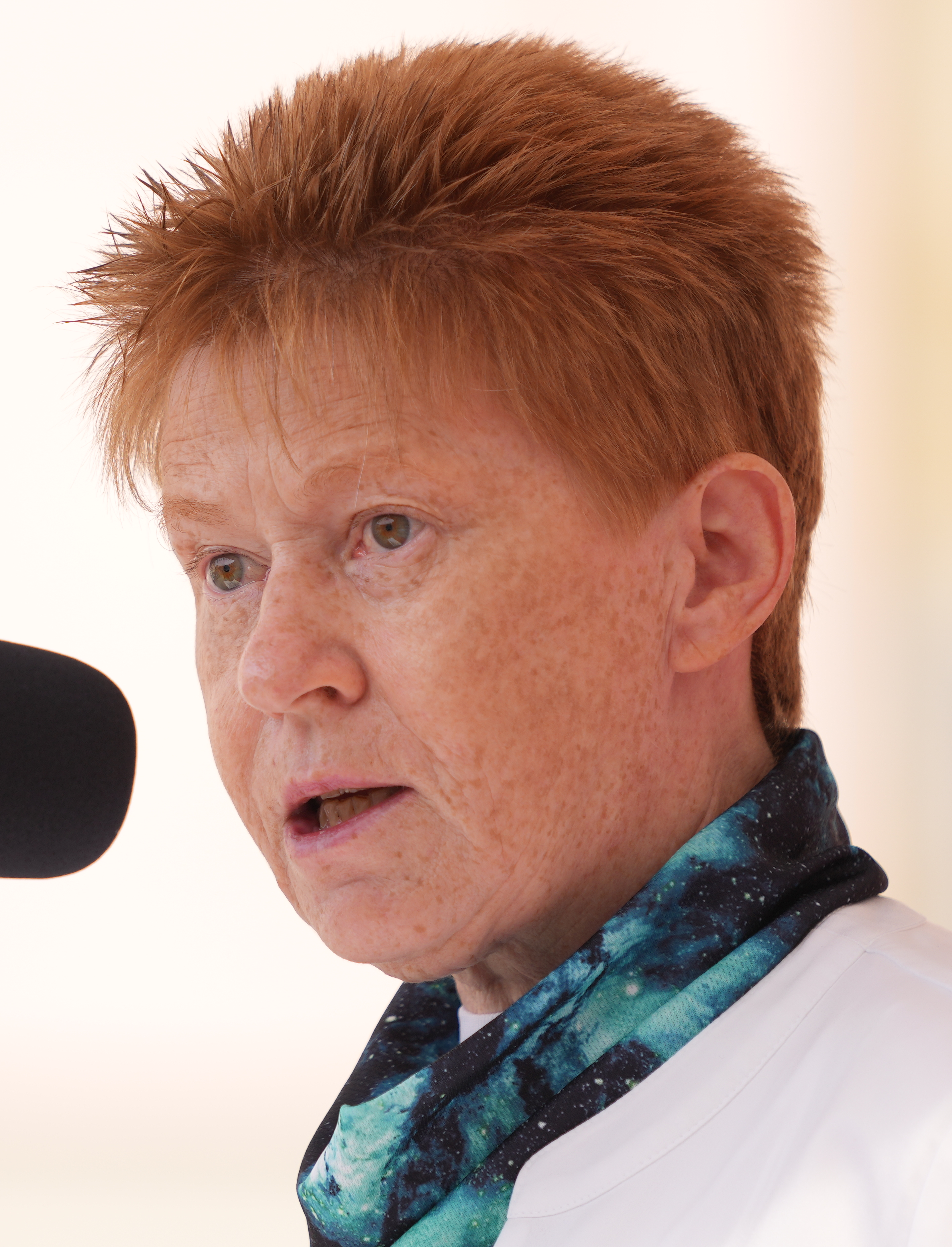
Petra Pau (* 1963)

- Pau-Langevin, George (* 1948), französische Politikerin, Mitglied der Nationalversammlung

### Paub
- Paubandt, Gari (* 1989), deutscher Sportjournalist, -kommentator und -moderator
- Paubel, Stefan (* 1952), deutscher Mediengestalter und Künstler

### Pauc
- Pauc, Christian (1911–1981), französischer Mathematiker
- Păuca, Simona (* 1969), rumänische Kunstturnerin
- Pauchard, Esther (* 1973), Schweizer Autorin und Fachärztin für Psychiatrie und Psychotherapie
- Pauchon, Sébastien (* 1971), Schweizer Spieleautor
- Pauck, Heinz (1904–1986), deutscher Drehbuchautor
- Pauck, Wilhelm (1901–1981), deutsch-amerikanischer evangelischer Kirchenhistoriker
- Paucka, Johannes (1897–1945), deutsches KPD-Mitglied, Widerstandskämpfer und NS-Opfer
- Paucken, Dieter (* 1982), deutscher Fußballspieler
- Paucker, Arnold (1921–2016), deutscher Historiker
- Paucker, Georg (1910–1979), deutscher Kurzschrifttheoretiker und -praktiker sowie der Erfinder der Deutschen Notizschrift
- Paucker, Heinrich Johann (1759–1819), evangelischer Geistlicher
- Paucker, Hermann von (1822–1889), Professor an der Ingenieurschule in St. Petersburg, Generalleutnant, Staatsmann und Minister
- Paucker, Hugo Richard (1807–1872), estländischer evangelischer Geistlicher
- Paucker, Johann Christoph (1736–1776), evangelischer Geistlicher
- Paucker, Julius von (1798–1856), deutsch-estländischer Jurist und Historiker
- Paucker, Karl von (1820–1883), deutsch-kurländischer Klassischer Philologe
- Paucker, Magnus Georg (1787–1855), baltischer Physiker
- Paucker, Michael (* 1980), deutscher Musiker
- Paucker, Walther (1878–1919), deutsch-baltischer Pfarrer und evangelischer Märtyrer
- Paucksch, Hermann (1816–1899), deutscher Maschinenbau-Unternehmer
- Pauckstadt, Caspar (* 1964), schwedischer Fußballspieler
- Pauckstadt-Maihold, Ulrike (* 1954), deutsche Staatsanwältin und Verfassungsrichterin
- Paucton, Alexis-Jean-Pierre (1732–1798), französischer Mathematiker

### Paud
- Paudel, Ram Chandra (* 1944), nepalesischer Politiker
- Paudel, Rohit (* 2002), nepalesischer Cricketspieler
- Pauderer, Monika (* 1940), deutsche Schriftstellerin, die in bairischer Mundart veröffentlicht
- Paudiß, Christopher (1630–1666), deutscher Maler des Barock
- Paudler, Anton Amand (1844–1905), römisch-katholischer Priester, Gymnasiallehrer, Schriftsteller und Heimatforscher
- Paudler, Fritz (1882–1945), deutscher Ethnologe
- Paudler, Maria (1903–1990), deutsche Schauspielerin
- Paudras, Francis (1935–1997), französischer Jazz-Autor

### Paue
- Pauels, Heinz (1908–1985), deutscher Komponist
- Pauels, Lena (* 1998), deutsche Fußballspielerin
- Pauels, Stephanie (* 1992), belgische Politikerin
- Pauels, Willibert (* 1954), deutscher Büttenredner im Kölner Karneval und katholischer DiakonWillibert Pauels (* 1954)

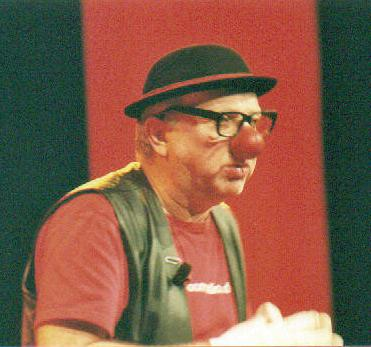
Willibert Pauels (* 1954)

- Pauelsen, Erik (1749–1790), dänischer Zeichner, Kupferstecher und Maler
- Pauen, Carl (1859–1935), deutscher Moderner Fünfkämpfer
- Pauen, Michael (* 1956), deutscher Philosoph und Professor an der Humboldt-Universität Berlin
- Pauen, Sabina (* 1963), deutsche Entwicklungspsychologin und Hochschullehrerin
- Pauer, Elisabeth (* 1983), österreichische Speerwerferin
- Pauer, Ernst (1791–1861), österreichischer evangelisch-lutherischer Geistlicher
- Pauer, Ernst (1826–1905), österreichischer Pianist, Komponist und Musikpädagoge
- Pauer, Franz (1870–1936), österreichischer Verwaltungsbeamter
- Pauer, Friedrich (1766–1831), ungarischer Jurist und Königlich Großbritannischer und Kurfürstlich Braunschweig-Lüneburgischer Kanzlei- und später Königlich Hannoverscher Hofrat
- Pauer, Friedrich (1802–1848), deutscher Jurist, Eisenbahnmanager in New York, Übersetzer, Sachbuchautor für Auswanderer und lyrischer Schriftsteller
- Pauer, Fritz (1943–2012), österreichischer Jazzpianist
- Pauer, Gyula (1941–2012), ungarischer Künstler (Aktionskünstler, Maler, Bildhauer, Schauspieler und Filmemacher)
- Pauer, Hans (1904–1989), österreichischer Archivar und Bibliothekar
- Pauer, Hedwig (* 1948), österreichische Ordensfrau, 2. Äbtissin des Klosters Marienfeld
- Pauer, Jiří (1919–2007), tschechischer Komponist
- Pauer, Johann Paul (1813–1889), österreichischer Politiker
- Pauer, Joseph (1758–1840), österreichischer Industrieller
- Pauer, Joseph Chrysostomus (1756–1826), österreichischer Geistlicher, Bischof von St Pölten
- Pauer, Karl Gottfried, ungarischer Jurist, mathematischer Schriftsteller und Herausgeber
- Pauer, Maria († 1750), Opfer der Hexenverfolgung
- Pauer, Max (1924–1999), deutscher Bibliothekar
- Pauer, Max von (1866–1945), deutscher Pianist
- Pauer, Nada Ina (* 1986), österreichisch-deutsche Langstreckenläuferin
- Pauer, Nina (* 1982), deutsche Journalistin
- Pauer, Stefan (1922–2011), österreichischer Bergsteiger und -filmer
- Pauer, Walther (1887–1971), deutscher Wärmewirtschafter und Hochschullehrer
- Pauer-Studer, Herlinde (* 1953), österreichische Philosophin
- Pauerspach, Karl Michael von († 1802), Theaterdirektor zu Eszterház, Schriftsteller, Jurist und Postkommissar in Regensburg und Nürnberg
- Paues, Anna (1867–1945), schwedische Philologin und Manuskriptforscherin

### Pauf
- Pauffler, Friedrich Nikolaus von (1778–1856), deutschbaltischer Theologe
- Paufler, Hans-Dieter (1935–2014), deutscher Romanist und Hispanist
- Paufler, Peter (* 1940), deutscher Physiker und Kristallograph

### Paug
- Paugain, Wilguens (* 2001), haitianisch-französischer Fußballspieler
- Paugam, Jean-Marie, französischer Diplomat, stellvertretender Generaldirektor der Welthandelsorganisation
- Pauge, Burkhard (* 1949), deutscher Jurist und Richter am Bundesgerichtshof
- Pauger, Leon (* 1998), österreichischer Triathlet

### Pauh
- Pauhofová, Táňa (* 1983), slowakische Schauspielerin

### Pauk
- Pauk, Alex (* 1945), kanadischer Komponist, Dirigent und Musikpädagoge
- Pauk, Christian (* 1964), deutscher Basketballspieler
- Pauk, György (1936–2024), ungarischer Violinist
- Pauk, Thierry (* 1966), französischer Fußballspieler
- Pauke, Otto, deutscher Fußballspieler
- Paukens, Gabriele (* 1962), deutsche Rechtsanwältin und TV-Staatsanwältin
- Pauker, Ana (1893–1960), rumänische PolitikerinAna Pauker (1893–1960)

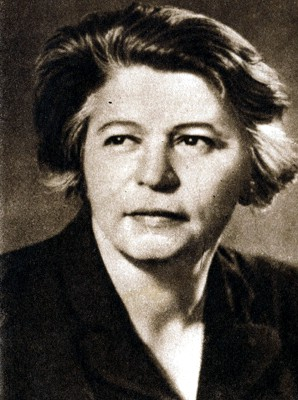
Ana Pauker (1893–1960)

- Pauker, Karl Wiktorowitsch (1893–1937), Offizier des NKWD
- Pauker, Marcel (1896–1938), rumänischer Kommunist und Ingenieur, Ehemann Ana Paukers
- Pauker, Wolfgang (1867–1950), österreichischer katholischer Geistlicher und Kunsthistoriker
- Paukner, Corinna (* 1986), deutsche Fußballspielerin
- Paukner, Matúš (* 1991), slowakischer Fußballspieler
- Paukštė, Dainius Petras (1953–2020), litauischer Politiker
- Paukštė, Simonas (* 2004), litauischer Basketballspieler
- Paukštys, Kęstutis Povilas (1940–2013), litauischer Politiker
- Paukštytė, Patricija (* 2004), litauische Tennisspielerin

### Paul
- Paul (1901–1964), griechischer KönigPaul (1901–1964)

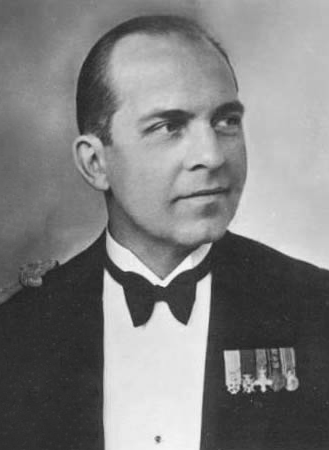
Paul (1901–1964)

##### Paul A
- Paul Abine Ayah (1950–2024), kamerunischer Jurist

##### Paul F
- Paul Friedrich (1800–1842), Großherzog von Mecklenburg
- Paul Friedrich zu Mecklenburg (1852–1923), Herzog zu Mecklenburg, General der Kavallerie
- Paul Friedrich zu Mecklenburg (1882–1904), deutscher Adeliger und Leutnant zur See

##### Paul H
- Paul Hake, Domherr zu Lübeck, zu Bremen und zu Schwerin

##### Paul I
- Paul I. († 767), Papst (757–767)
- Paul I. (1754–1801), Zar von Russland
- Paul II. (1417–1471), Papst (1464–1471)
- Paul III. (1468–1549), Papst (1534–1549)
- Paul IV. (1476–1559), Papst

##### Paul L
- Paul Lucas (1683–1759), Genealoge, Augustiner-Barfüsser

##### Paul N
- Paul NZA, deutscher Musikproduzent

##### Paul O
- Paul Olmari (1914–1988), finnischer Geistlicher und orthodoxer Erzbischof von Karelien und ganz Finnland

##### Paul S
- Paul Stange von Legendorf († 1467), kulmländischer Geistlicher und Fürstbischof von Ermland

##### Paul V
- Paul V. (1552–1621), Papst (1605–1621)
- Paul VI. (1897–1978), italienischer Geistlicher, 262. Papst, Bischof von Rom, Staatsoberhaupt des VatikansPaul VI. (1897–1978)

Paul VI. (1897–1978)

- Paul vom Kreuz (1694–1775), italienischer katholischer Mystiker und Ordensgründer
- Paul von Antiochien, melkitischer Bischof in Sidon
- Paul von Banz, Zisterzienser; Weihbischof in Breslau und Titularbischof von Tiberias
- Paul von Blankenfelde († 1436), Berliner Bürgermeister
- Paul von Griechenland (* 1967), griechischer Adeliger, letzter Kronprinz von Griechenland
- Paul von Jägerndorf († 1377), Bischof von Gurk und Fürstbischof von Freising
- Paul von Jugoslawien (1893–1976), jugoslawischer Adeliger, Prinzregent von Jugoslawien
- Paul von Leutschau, mittelalterlicher Holzkünstler und Bildhauer
- Paul von Limburg († 1416), niederländischer Miniaturmaler
- Paul von Middelburg (1445–1534), römisch-katholischer Wissenschaftler und Bischof von Fossombrone (ab 1494)
- Paul von Miličin und Talmberg († 1450), Bischof von Olmütz
- Paul von Rusdorf († 1441), Hochmeister des Deutschen Ordens
- Paul von Samosata, Bischof von Antiochien
- Paul von Tella, syrisch-orthodoxer Bischof von Tella

#### Paul, A – Paul, Z

##### Paul, A
- Paul, Aabha (* 1987), indisches Model und Schauspielerin
- Paul, Aaron (* 1979), US-amerikanischer SchauspielerAaron Paul (* 1979)

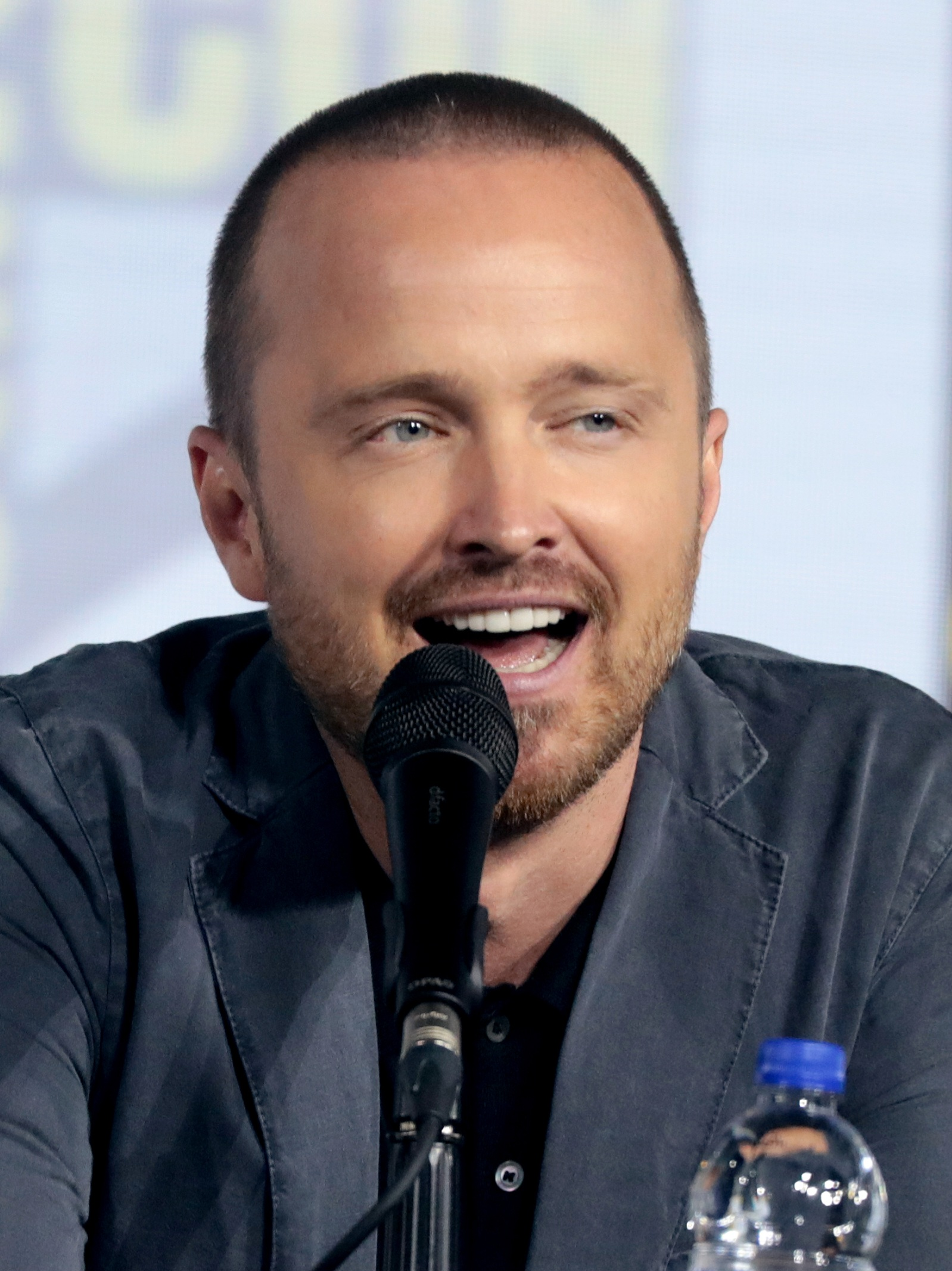
Aaron Paul (* 1979)

- Paul, Adolf (1863–1943), deutsch-schwedisch-finnischer Schriftsteller, Drehbuchautor und Schauspieler
- Paul, Adolf (1890–1979), deutscher Reichsgerichtsrat
- Paul, Adrian (* 1959), britischer Schauspieler, Produzent und Regisseur
- Paul, Ágnes (* 1981), ungarische Journalistin
- Paul, Aislinn (* 1994), kanadische Schauspielerin
- Paul, Alan (* 1949), US-amerikanischer Sänger, Komponist und Arrangeur
- Paul, Albert (1856–1928), deutscher Schauspieler
- Paul, Albert (1879–1949), deutscher Beamter, Kommunalpolitiker (DDP) und Manager
- Paul, Alexandra (* 1963), US-amerikanische SchauspielerinAlexandra Paul (* 1963)

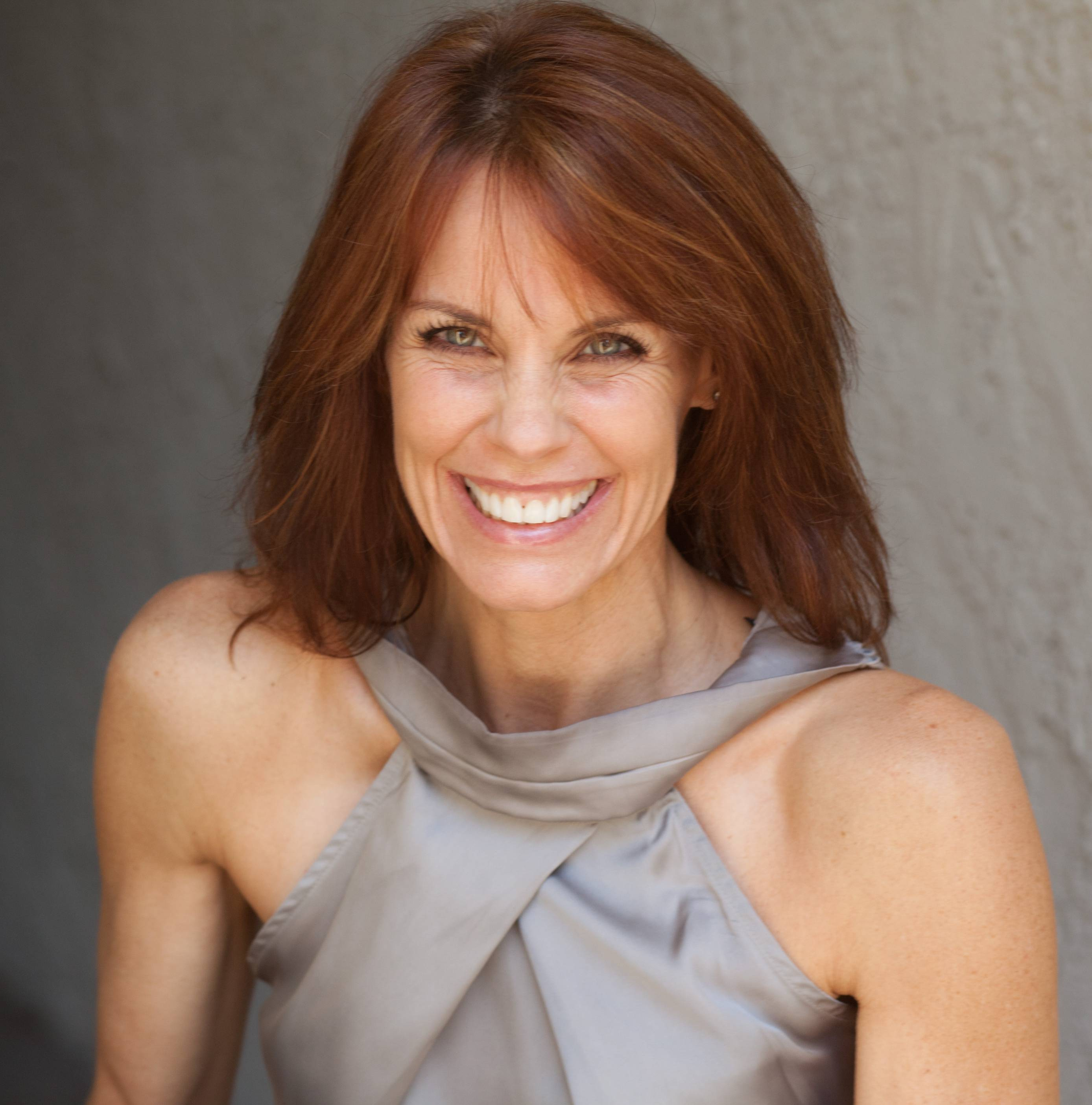
Alexandra Paul (* 1963)

- Paul, Alice (1885–1977), US-amerikanische Suffragette und Feministin
- Paul, Alwin (1879–1971), deutscher Anglistiker und Hochschullehrer
- Paul, Amit Sebastian (* 1983), schwedischer Sänger
- Paul, Andreas (* 1978), deutscher Politiker (AfD)
- Paul, Andrew (* 1961), australischer Biathlet
- Paul, Andy, zyprischer Popsänger
- Paul, Annamie (* 1972), kanadische Politikerin
- Paul, Annelies (1920–2009), deutsche Schriftstellerin
- Paul, Anthony (* 1985), deutscher Schauspieler
- Paul, Anthony Bernard (* 1953), malaysischer Geistlicher und römisch-katholischer Bischof von Melaka-Johor
- Paul, Arthur (1925–2018), US-amerikanischer Grafikdesigner, Designer des Playboy-Bunnys
- Paul, Artur (1899–1968), deutscher General-Ingenieur und Chefingenieur der Luftwaffe, später Brigadegeneral der Bundeswehr

##### Paul, B
- Paul, Bernard (1930–1980), französischer Regisseur, Drehbuchautor, Schauspieler und Produzent
- Paul, Bernard (* 1965), mauritischer Boxer
- Paul, Bernd (* 1958), deutscher Polizist, Polizeipräsident Mittelhessen
- Paul, Bernhard (* 1947), österreichischer Zirkusdirektor, Regisseur und ClownBernhard Paul (* 1947)

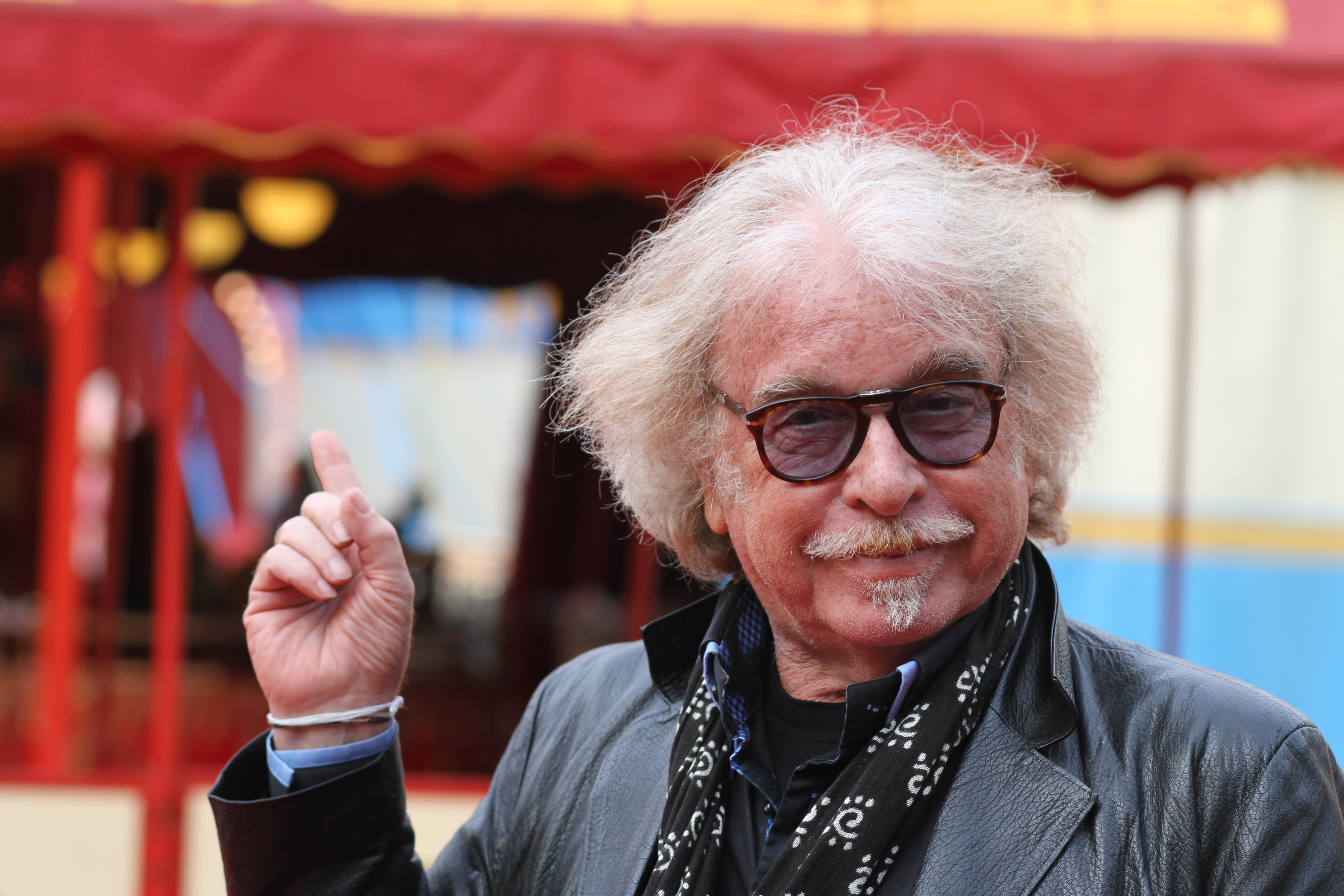
Bernhard Paul (* 1947)

- Paul, Bernie (* 1950), deutscher Sänger und Produzent
- Paul, Berthold (1948–2022), deutscher Komponist ernster Musik, Pianist, Musikverleger (AURUM-Verlag), Dirigent und Fotograf
- Paul, Billy (1934–2016), US-amerikanischer Sänger
- Paul, Bonaventure Patrick (1929–2007), pakistanischer Geistlicher; Bischof von Hyderabad
- Paul, Brenda Dean (1907–1959), britische Schauspielerin und It-Girl
- Paul, Brian, Programmierer und Initiator der Open-Source-Grafikbibliothek Mesa 3D
- Paul, Bruno (1874–1968), deutscher Architekt, Designer und Karikaturist
- Paul, Butch (1943–1966), kanadischer Eishockeyspieler

##### Paul, C
- Paul, Carl (1857–1927), deutscher Pfarrer, Missionsdirektor und Professor
- Paul, Carl Maria (1838–1900), österreichischer Geologe
- Paul, Carsten (* 1966), deutscher Jurist, Richter am Bundesgerichtshof
- Paul, Cedar (1880–1972), britische Übersetzerin
- Paul, Celia (* 1959), britische Künstlerin
- Paul, Charlotte (* 1973), australische Triathletin
- Paul, Chris (* 1962), deutsche Psychotherapeutin, Trauerbegleiterin und Autorin
- Paul, Chris (* 1985), US-amerikanischer Basketballspieler
- Paul, Christelle, haitianische Leichtathletin und Behindertensportlerin
- Paul, Christiane, Kuratorin von Kunstausstellungen
- Paul, Christiane (* 1974), deutsche SchauspielerinChristiane Paul (* 1974)

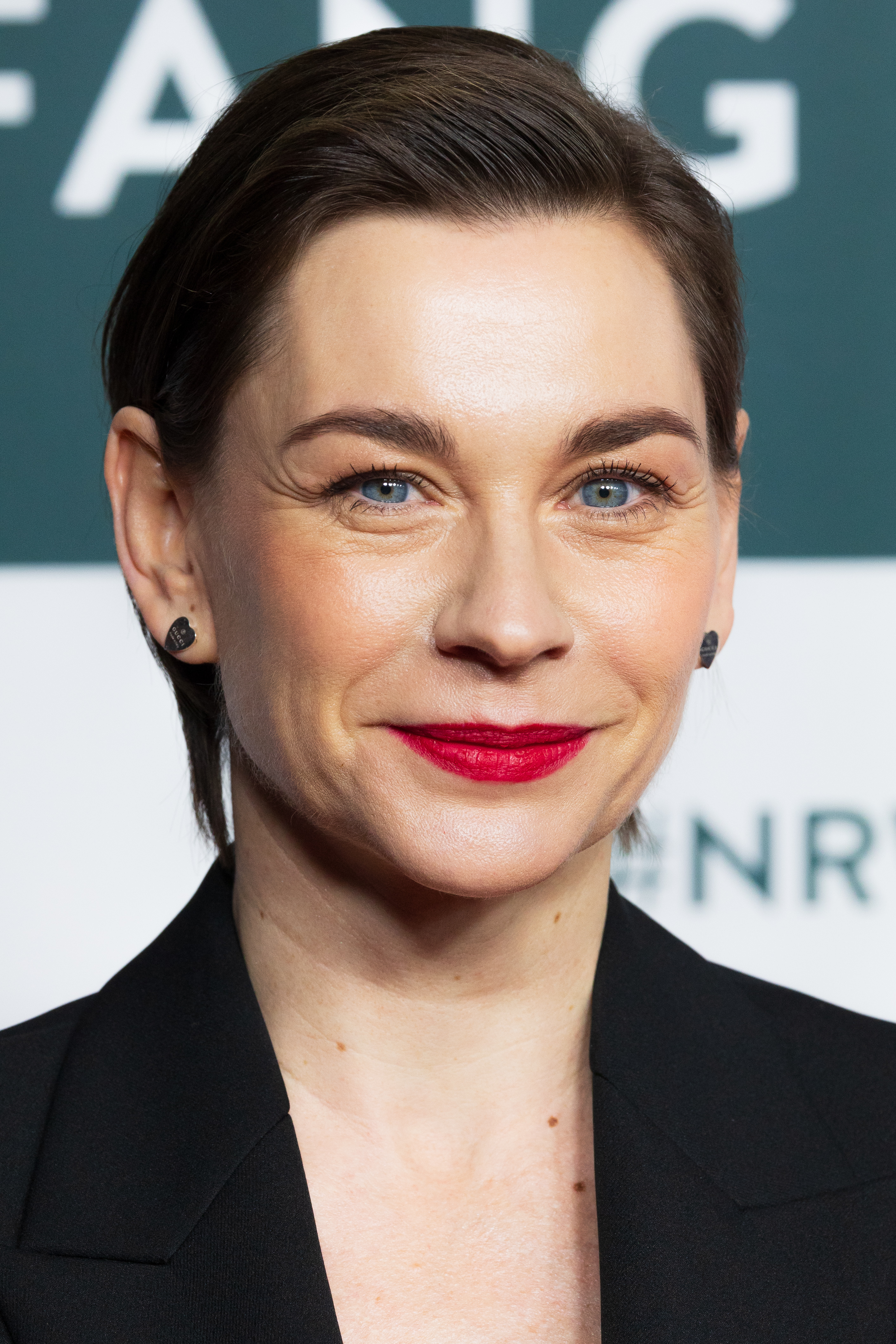
Christiane Paul (* 1974)

- Paul, Christine (* 1965), deutsche Fußballspielerin
- Paul, Christoph (* 1950), deutscher Jurist und Mediator
- Paul, Cinco, US-amerikanischer Drehbuchautor
- Paul, Cyril (1903–1984), britischer Autorennfahrer

##### Paul, D
- Paul, David (1957–2020), US-amerikanischer Schauspieler
- Paul, Dieter (* 1938), deutscher Chemiker
- Paul, Don Michael (* 1963), US-amerikanischer Schauspieler, Regisseur, Drehbuchautor

##### Paul, E
- Paul, Ebenezer, US-amerikanischer Jazzmusiker (Kontrabass)
- Paul, Eberhard (1932–2014), deutscher Klassischer Archäologe
- Paul, Edward (1896–1983), US-amerikanischer Filmkomponist und Filmschaffender
- Paul, Egbert (1918–1998), deutscher Jurist
- Paul, Ela (* 1982), deutsche SchauspielerinEla Paul (* 1982)

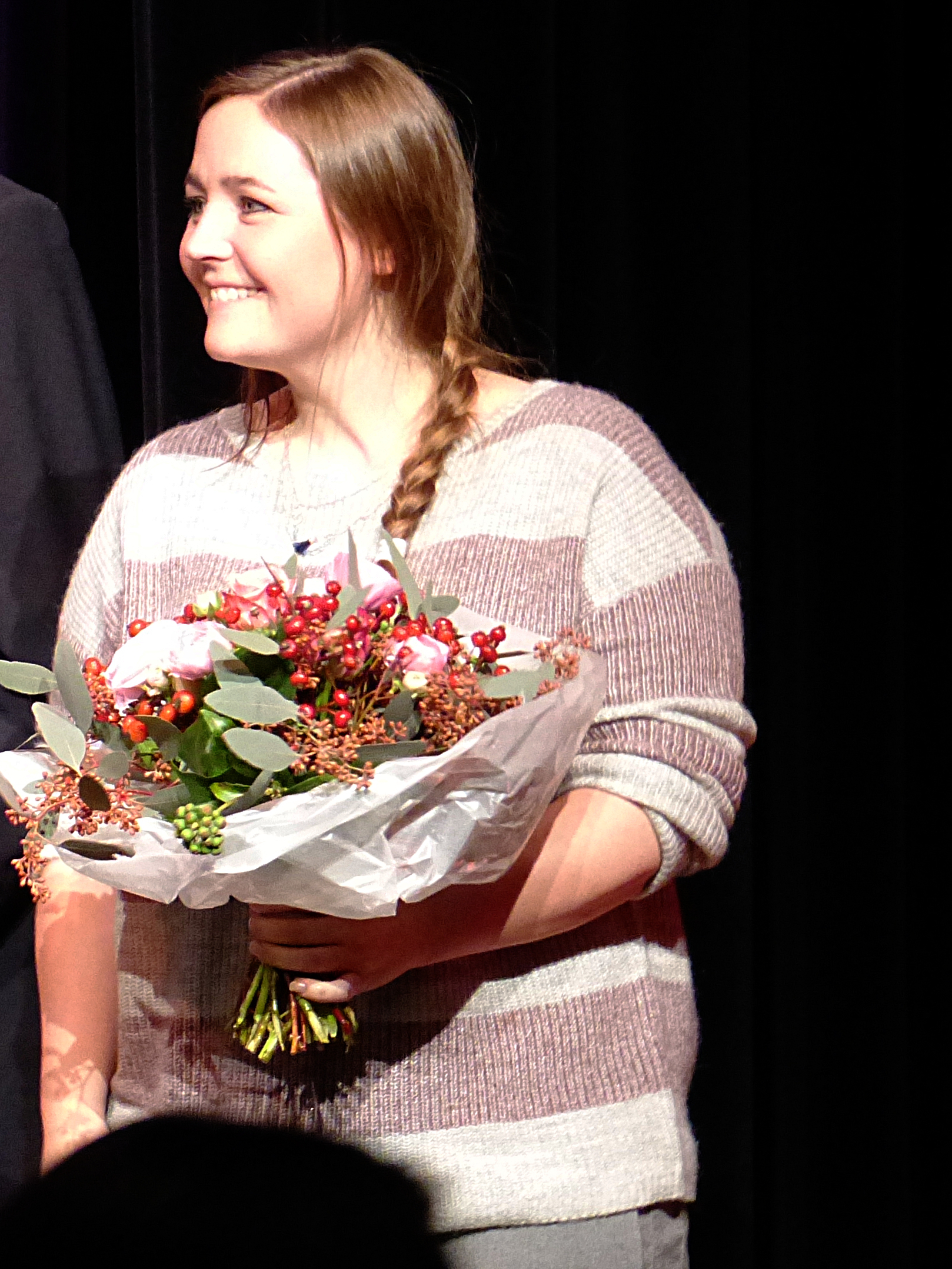
Ela Paul (* 1982)

- Paul, Eldhose (* 1996), indischer Dreispringer
- Paul, Elfriede (1900–1981), deutsche Hochschullehrerin, Gesundheitspolitikerin und Widerstandskämpferin
- Paul, Elisabeth (1895–1991), deutsche Literaturwissenschaftlerin und Reformpädagogin
- Paul, Ellis (* 1965), US-amerikanischer Singer-Songwriter und Folk-Musiker
- Paul, Eric Magnus (* 1997), deutscher Ruderer
- Paul, Ernest (1881–1964), französischer Radrennfahrer
- Paul, Ernst (1897–1978), deutscher Politiker (SPD), MdB
- Paul, Ernst Wilhelm (1856–1931), deutscher Bildhauer
- Paul, Eugen (1932–1995), deutscher römisch-katholischer Theologe
- Paul, Evans (* 1955), haitianischer Journalist, Radio- und Fernsehmoderator und Politiker

##### Paul, F
- Paul, Félix (1935–2001), seychellischer Geistlicher, römisch-katholischer Bischof von Port Victoria
- Paul, Fernando de (* 1991), chilenischer Fußballtorwart
- Paul, Fiann (* 1980), isländischer Künstler und SportlerFiann Paul (* 1980)

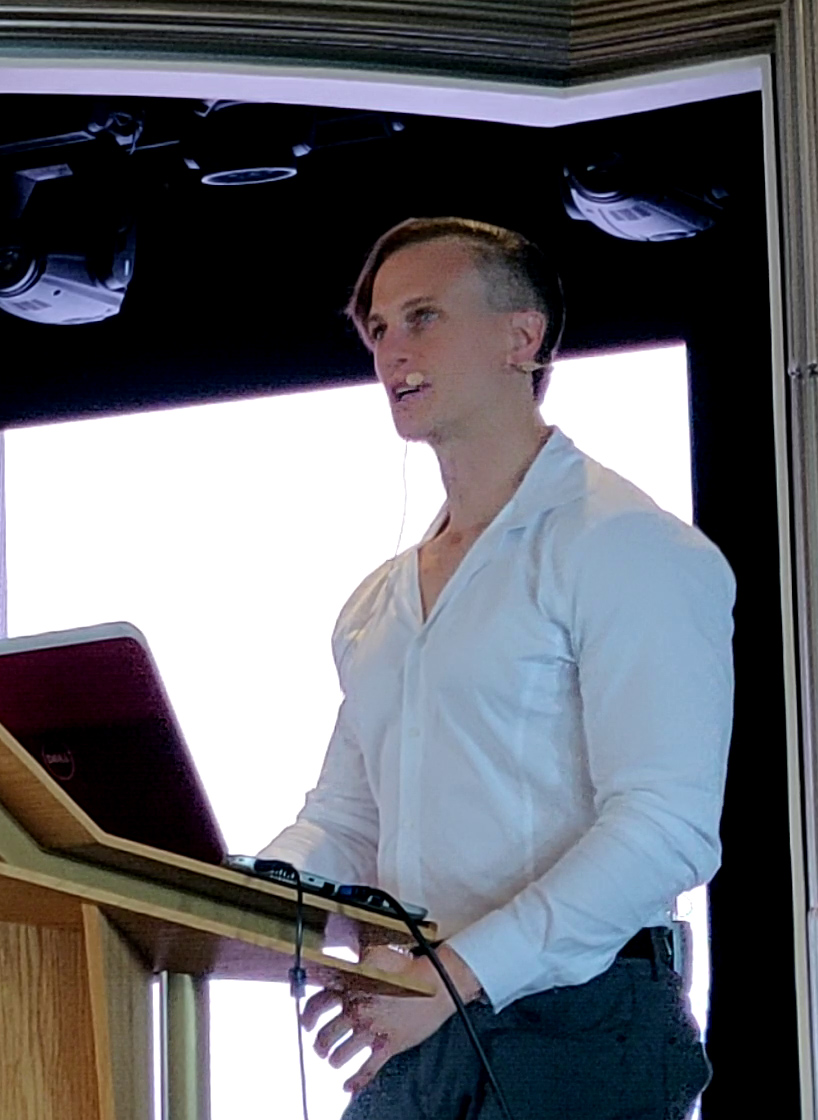
Fiann Paul (* 1980)

- Paul, Florian (* 1995), deutscher Musiker, Texter, Komponist und Sänger
- Paul, Frank R. (1884–1963), austro-amerikanischer Illustrator von Science-Fiction-Stories
- Paul, Frankie (1965–2017), jamaikanischer Dancehall-Musiker
- Paul, Franz (1911–1985), deutscher Politiker (NSDAP), MdR
- Paul, Frieda (1902–1989), deutsche NS-Widerstandskämpferin
- Paul, Friedrich (1903–1967), deutscher Verbandsfunktionär
- Paul, Frithjof (1929–2009), deutscher Forstwissenschaftler und Hochschullehrer
- Paul, Fritz (1903–1988), deutscher NS-Widerstandskämpfer
- Paul, Fritz (1919–1998), deutscher Fotojournalist und Theaterfotograf
- Paul, Fritz (* 1942), deutscher Skandinavist

##### Paul, G
- Paul, Geoffrey (1921–1983), britischer Theologe; Bischof von Bradford
- Paul, Georg (1901–1980), deutscher Maler und Grafiker
- Paul, George (1841–1921), englischer Rosenzüchter
- Paul, Georges (* 1996), mauritischer Badmintonspieler
- Paul, Gerhard (1936–1994), deutscher Redemptorist und Liedautor
- Paul, Gerhard (1938–2024), deutscher Synchronsprecher, Dialogregisseur und Schauspieler
- Paul, Gerhard (* 1949), österreichischer Opernsänger (Tenor) und Schauspieler
- Paul, Gerhard (* 1951), deutscher Historiker
- Paul, Gianna (* 2006), trinidadisch-tobagische Leichtathletin
- Paul, Gloria (* 1940), britische Tänzerin und Schauspielerin
- Paul, Gregor (* 1947), deutscher Philosoph
- Paul, Gregory S. (* 1954), US-amerikanischer Paläontologe und Illustrator
- Paul, Günter (* 1941), deutscher Rechtsanwalt und Notar, Verfassungsrichter und Pferdesportfunktionär
- Paul, Günter (* 1946), deutscher Physiker und Wissenschaftsjournalist
- Paul, Gustav (1859–1935), tschechischer Immunologe und Serotherapeut

##### Paul, H
- Paul, Hans (1871–1948), österreichischer Politiker (CS)
- Paul, Hans (* 1954), deutscher Paparazzo
- Paul, Hans-Joachim (1921–1975), deutscher Ingenieur und Politiker (LDPD), MdV
- Paul, Harry (* 1931), deutscher Physiker und emeritierter Hochschullehrer
- Paul, Heike (* 1968), deutsche Amerikanistin und Kulturwissenschaftlerin
- Paul, Heinz (1893–1983), deutscher Filmregisseur und Produzent
- Paul, Heinz (1918–2006), deutscher Jurist und Hochschullehrer
- Paul, Heinz Dieter (1943–2019), deutscher Komponist und Dirigent
- Paul, Helmut (1929–2015), österreichischer Kern- und Atomphysiker
- Paul, Henri (1956–1997), französischer Fahrer des Wagens, in dem Prinzessin Diana verunglückte
- Paul, Herbert (* 1994), deutscher Fußballspieler
- Paul, Herbert Woodfield (1853–1935), britischer Politiker und Sachbuchautor
- Paul, Hermann, deutscher Fußballspieler
- Paul, Hermann (1846–1921), deutscher germanistischer Mediävist, Sprachwissenschaftler und LexikographHermann Paul (1846–1921)

Hermann Paul (1846–1921)

- Paul, Hermann (* 1920), deutscher Fußballspieler
- Paul, Hermann Julius (1824–1877), deutscher Mediziner und Chirurg in Breslau
- Paul, Hubert (1933–2015), deutscher Architekt im katholischen Sakralbau
- Paul, Hugo (1882–1957), deutscher Politiker (DNVP), MdR
- Paul, Hugo (1905–1962), deutscher Politiker (KPD), MdR, MdL, MdB
- Paul, Hulda (1873–1902), deutsche Dichterin geistlicher Lieder

##### Paul, I
- Paul, Ina (* 1935), deutsche Dramaturgin, Schriftstellerin, Lyrikerin
- Paul, Ina Ulrike (* 1958), deutsche Historikerin
- Paul, Inge (* 1946), deutsche Eiskunstläuferin
- Paul, Ingrid (* 1964), niederländische Eisschnellläuferin
- Paul, Ingwer (* 1953), deutscher Germanist

##### Paul, J
- Paul, Jake (* 1997), US-amerikanischer Boxer und WebvideoproduzentJake Paul (* 1997)

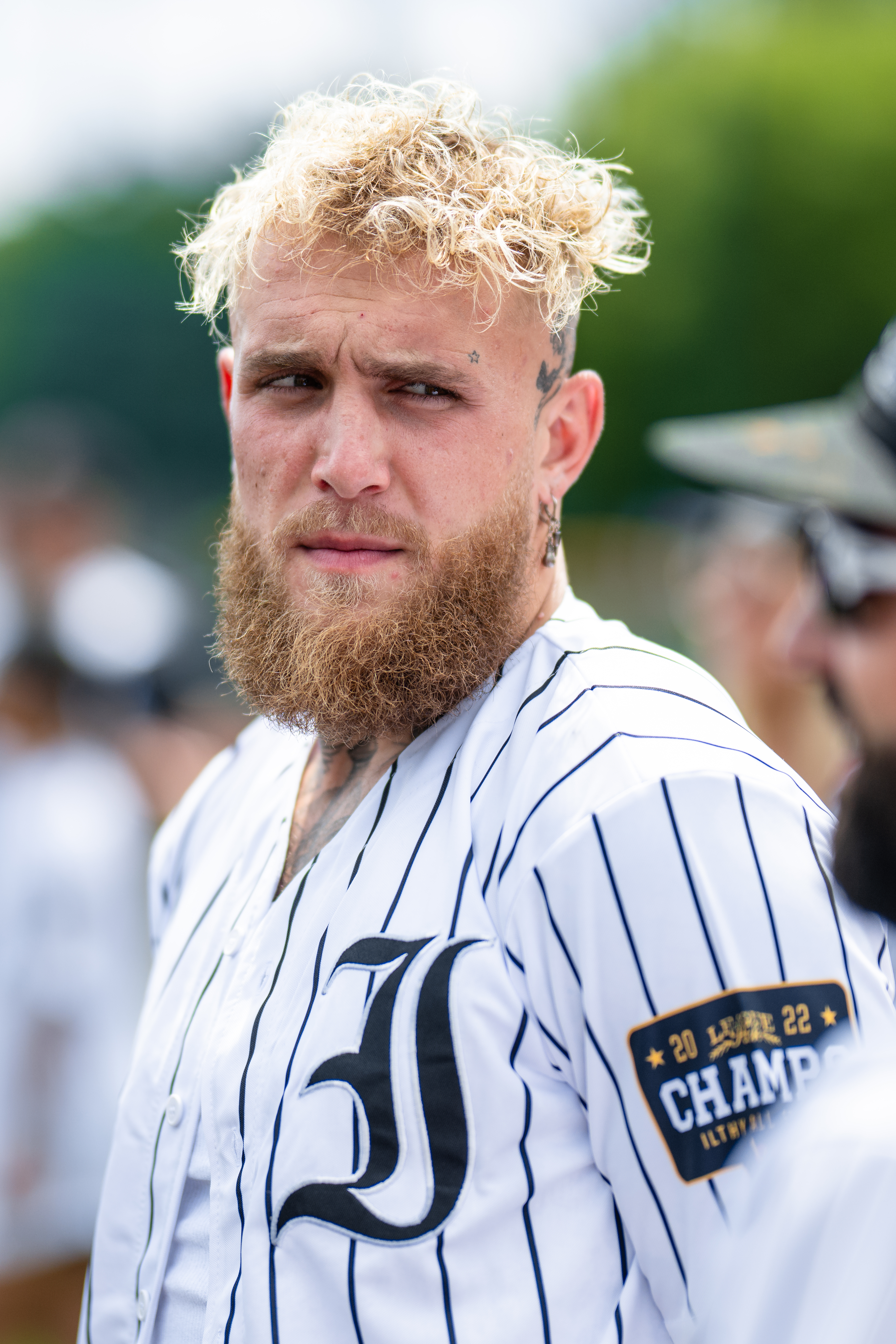
Jake Paul (* 1997)

- Paul, Jakub (* 1999), Schweizer Tennisspieler
- Paul, James Balfour (1846–1931), schottischer Heraldiker und Historiker sowie Lord Lyon King of Arms
- Paul, Jayson (* 1984), US-amerikanischer Wrestler
- Paul, Jermaine (* 1978), US-amerikanischer R&B-Sänger
- Paul, Jimmy (* 1959), US-amerikanischer Boxer im Leichtgewicht
- Paul, Jithin (* 1990), indischer Leichtathlet
- Paul, Joachim (* 1957), deutscher Politiker (Piratenpartei) und AutorJoachim Paul (* 1957)

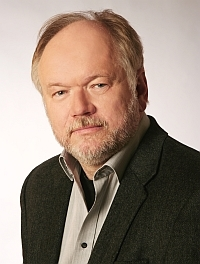
Joachim Paul (* 1957)

- Paul, Joachim (* 1970), deutscher Politiker (AfD), MdL
- Paul, Joachim A. (1956–2017), deutscher Hochschullehrer
- Paul, Jobst (* 1946), deutscher Sprach-, Literatur- und Kulturwissenschaftler
- Paul, Johann (1883–1961), österreichischer Politiker (Landbund), MdL (Burgenland)
- Paul, Johann Heinrich Valentin (1736–1780), deutscher edler Rhönräuber, sagenumwobene Gestalt
- Paul, Johannes (1891–1990), deutscher Historiker
- Paul, Johannes (1902–1958), deutscher Forschungsreisender, Gesandtschaftsrat, Verlagslektor und Autor
- Paul, John (1839–1901), US-amerikanischer Jurist und Politiker
- Paul, John (1883–1964), US-amerikanischer Jurist und Politiker
- Paul, John (* 1993), schottischer Bahnradsportler
- Paul, John Joseph (1918–2006), US-amerikanischer Geistlicher und römisch-katholischer Bischof von La Crosse
- Paul, John junior (1960–2020), US-amerikanischer Autorennfahrer und Drogenhändler
- Paul, John senior (* 1939), US-amerikanischer Autorennfahrer und Drogenhändler
- Paul, John Warburton (1916–2004), britischer Gouverneur in verschiedenen Kolonien
- Paul, Jonathan (1853–1931), deutscher evangelisch−pfingstlicher Pastor, Zeltmissionar, Kirchenlieddichter und Publizist
- Paul, Josef (1889–1937), russlanddeutscher römisch-katholischer Geistlicher und Märtyrer
- Paul, Josefine (* 1982), deutsche Politikerin (Bündnis 90/Die Grünen), MdL
- Paul, Joseph (1896–1944), französischer Autorennfahrer
- Paul, Jule (* 1990), deutsche Volleyballspielerin
- Paul, Julie Elsbeth von (1864–1945), deutsche Malerin
- Paul, July (* 1955), deutscher Sänger und Liedermacher
- Paul, Junius, US-amerikanischer Jazzmusiker (Kontrabass, E-Bass)
- Paul, Jürgen (* 1949), deutscher Islamwissenschaftler
- Paul, Justin (* 1985), US-amerikanischer Filmkomponist

##### Paul, K
- Paul, Karl (1890–1969), deutscher Maler und Grafiker
- Paul, Karl Friedrich (1915–1969), deutscher Kammersänger
- Paul, Karsten (* 1970), deutscher Psychologe
- Paul, Katerina (* 1996), australische Skilangläuferin
- Paul, Konrad (* 1979), deutscher Organist, Dirigent, Improvisator und Komponist
- Paul, Kristina Iossifowna (* 1998), russische Snowboarderin
- Paul, Kyle, US-amerikanischer Schauspieler und Stuntman

##### Paul, L
- Paul, Leah (* 1999), irische Cricketspielerin
- Paul, Lena (* 1993), US-amerikanische Pornodarstellerin
- Paul, Leonhard (* 1967), österreichischer Posaunist und Basstrompeter
- Paul, Les (1915–2009), US-amerikanischer Gitarrist
- Paul, Logan (* 1995), US-amerikanischer Influencer, Schauspieler und WrestlerLogan Paul (* 1995)

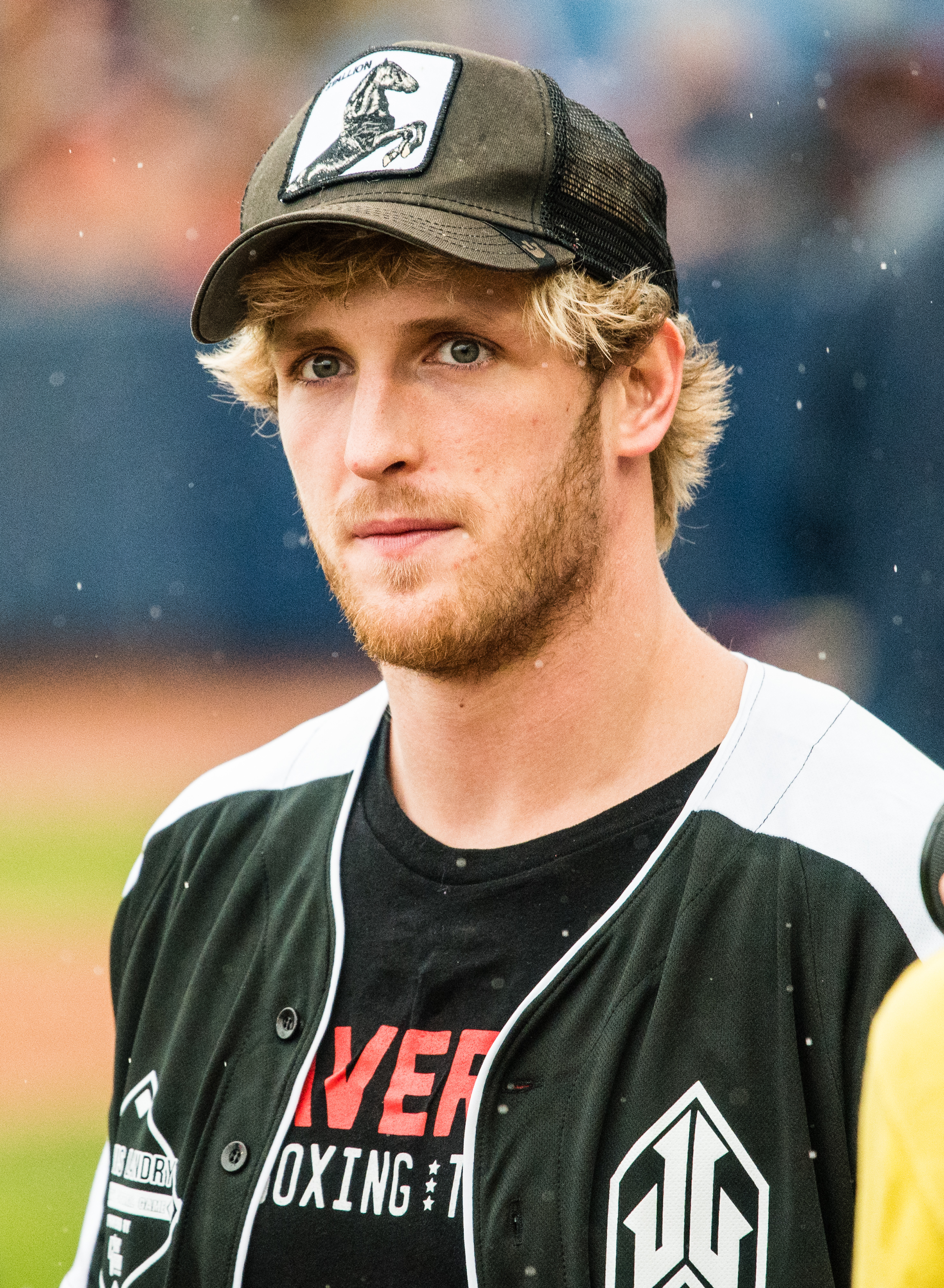
Logan Paul (* 1995)

- Paul, Lothar (* 1945), deutscher Fußballspieler
- Paul, Ludwig (1826–1902), deutscher Lehrer, Pfarrer und Schriftsteller
- Paul, Ludwig (1864–1920), österreichischer Politiker
- Paul, Ludwig (* 1963), deutscher Iranist

##### Paul, M
- Paul, M. B. (1909–1993), US-amerikanischer Filmtechniker
- Paul, Manfred (1932–2021), deutscher Informatik-Pionier
- Paul, Manfred (1938–2020), deutscher Evangelist und Missionsleiter
- Paul, Manfred (1939–2006), deutscher Fußballspieler
- Paul, Manfred (* 1941), deutscher Generalarzt
- Paul, Manfred (* 1942), deutscher Fotograf
- Paul, Marcel (1900–1982), französischer Politiker (PCF)
- Paul, Margaret (* 1939), US-amerikanische Psychologin und Psychotherapeutin
- Paul, Margarethe (* 1902), deutsche NDPD-Funktionärin, MdV
- Paul, Margitta (* 1941), deutsche Kindermissionarin, Referentin in der Frauen- und Seniorenarbeit und Sachbuchautorin
- Paul, Marie (* 1978), deutsche Wirtschaftswissenschaftlerin
- Paul, Martin (* 1954), deutscher MusikerMartin Paul (* 1954)

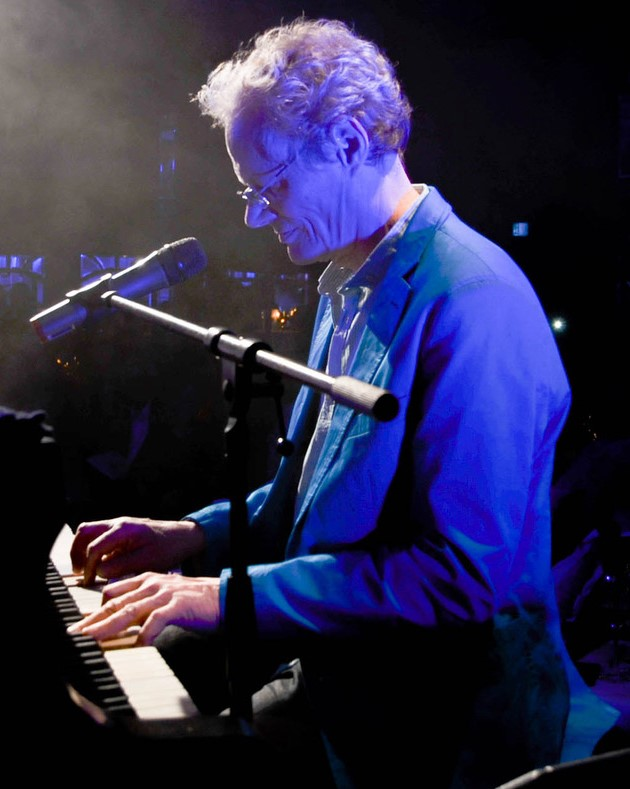
Martin Paul (* 1954)

- Paul, Martin Alfons (* 1958), deutscher Pharmakologe
- Paul, Mascha (* 2002), deutsche Schauspielerin
- Paul, Matthias (* 1964), deutscher Regisseur und Schauspieler
- Paul, Matthias (* 1977), deutscher Politiker (NPD), MdL
- Paul, Maurice (* 1992), deutscher Fußballtorwart
- Paul, Maximilian (* 2000), deutscher Automobilrennfahrer
- Paul, Melanie (* 2000), deutsche Beachvolleyballspielerin
- Paul, Michael (* 1959), deutscher Politikwissenschaftler
- Paul, Michael (* 1961), deutscher Handballspieler
- Paul, Michael (* 1964), deutscher Politiker (CDU), MdB

##### Paul, N
- Paul, Natalie (* 1986), US-amerikanische Filmschauspielerin
- Paul, Nicholas (* 1998), Bahnradsportler aus Trinidad und Tobago
- Paul, Nick (* 1995), kanadischer Eishockeyspieler
- Paul, Nigel (* 1989), Amateurboxer aus Trinidad und Tobago
- Paul, Nils-Ole (* 1997), deutscher Säbelfechter
- Paul, Nina Violetta, österreichische Pianistin
- Paul, Norbert W. (* 1964), deutscher Mediziner und Philosoph

##### Paul, O
- Paul, Optatus (1746–1819), Abt des Klosters Neuzelle
- Paul, Oscar (1836–1898), deutscher Musikwissenschaftler
- Paul, Oswald (1883–1949), deutscher Offizier, zuletzt Konteradmiral der Kriegsmarine
- Paul, Owen (* 1962), britischer PopsängerOwen Paul (* 1962)

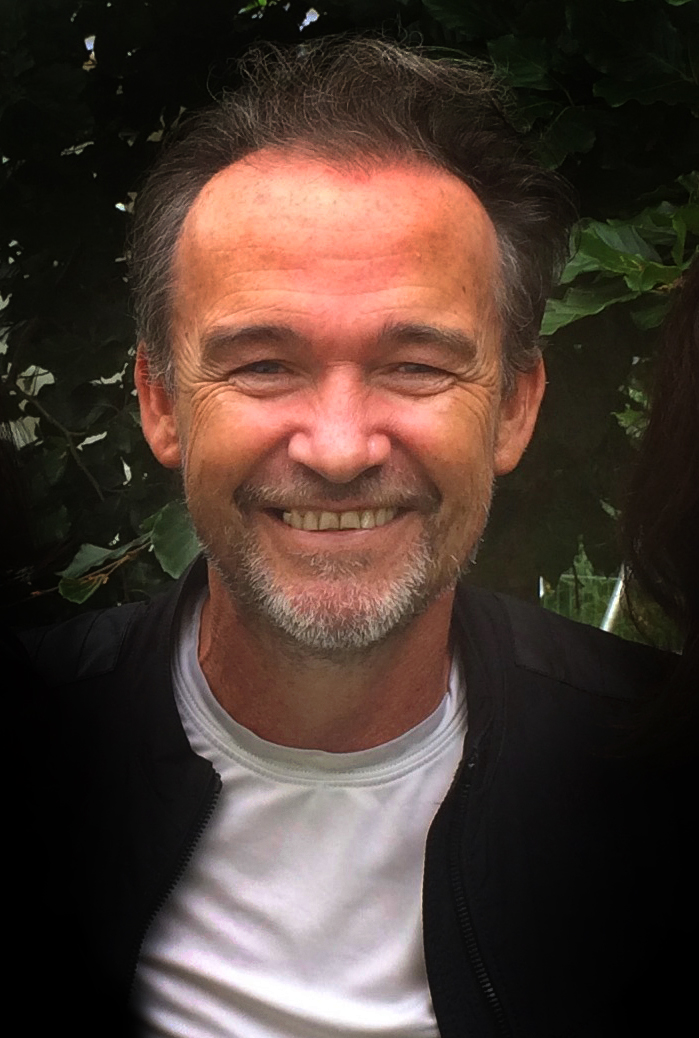
Owen Paul (* 1962)

##### Paul, P
- Paul, Paula (* 1971), deutsche Schauspielerin
- Paul, Perry (* 1953), deutscher Bauchredner und Zauberkünstler
- Paul, Peter (1911–1985), deutscher Schauspieler
- Paul, Peter (1932–2017), deutscher Kernphysiker
- Paul, Peter (1943–2013), deutscher Maler und Grafiker
- Paul, Peter (* 1957), US-amerikanischer Bodybuilder, Schauspieler und Filmproduzent
- Paul, Philip (1925–2022), US-amerikanischer R&B- und Jazzmusiker (Schlagzeug)

##### Paul, Q
- Paul, Queenie (1893–1982), australische Schauspielerin, Sängerin und Tänzerin

##### Paul, R
- Paul, Ralf (* 1971), deutscher Comic-Künstler
- Paul, Rand (* 1963), US-amerikanischer Politiker der Republikanischen Partei
- Paul, Rich (* 1980), US-amerikanischer SportagentRich Paul (* 1980)

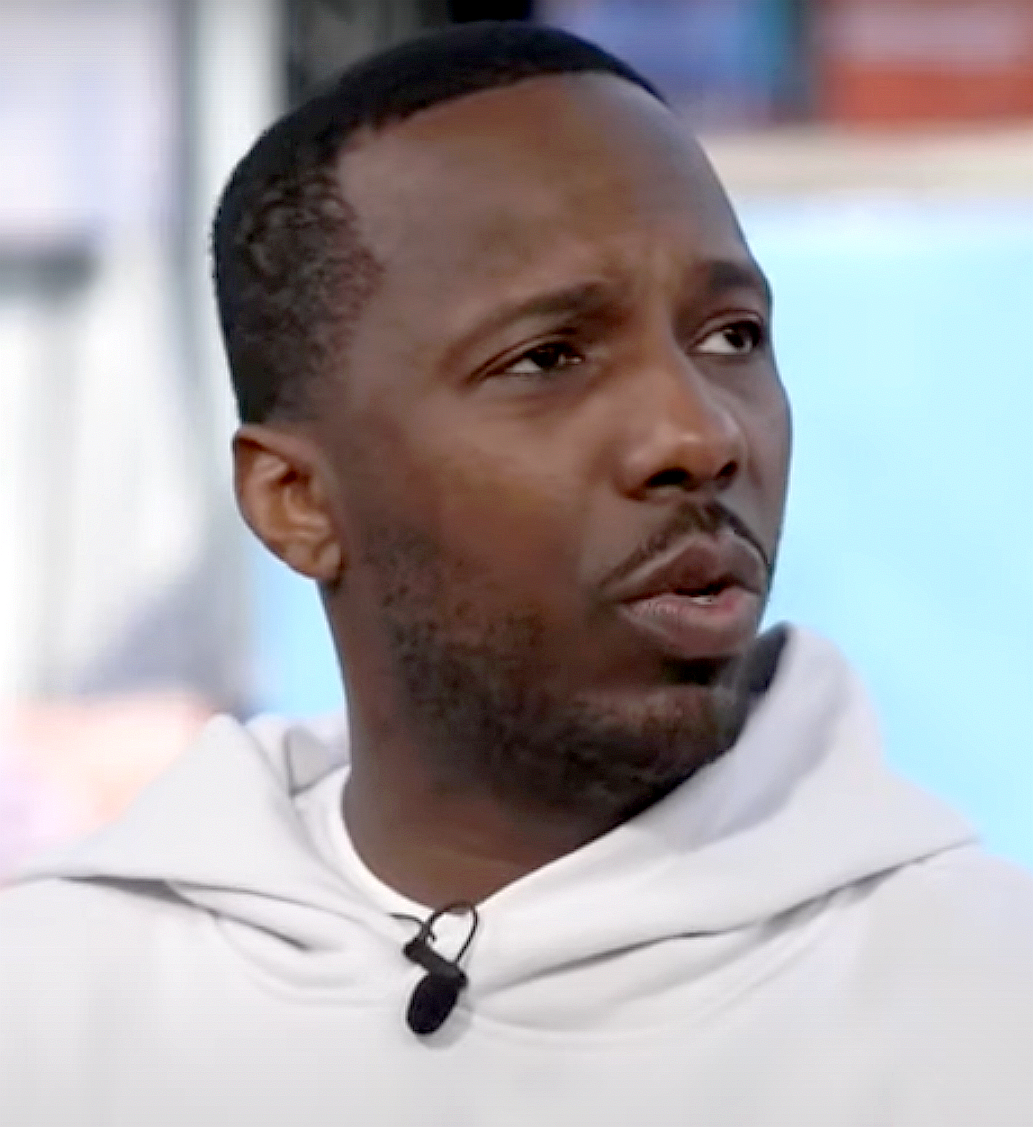
Rich Paul (* 1980)

- Paul, Richard (1843–1900), deutscher Maler und Schriftsteller
- Paul, Richard (1940–1998), US-amerikanischer Schauspieler
- Paul, Richard Joseph (* 1962), US-amerikanischer Schauspieler
- Paul, Rinus (* 1941), niederländischer Radrennfahrer
- Paul, Rita (1928–2021), deutsche Schauspielerin und Sängerin
- Paul, Robert (1910–1998), französischer Weitspringer und Sprinter
- Paul, Robert (1937–2024), kanadischer Eiskunstläufer
- Paul, Robert (* 1984), deutscher Fußballspieler
- Paul, Rodrigo de (* 1994), argentinischer Fußballspieler
- Paul, Roger (* 1965), deutscher Mediziner und Facharzt für Urologie
- Paul, Roland (1951–2023), deutscher Historiker
- Paul, Ron (* 1935), US-amerikanischer Politiker
- Paul, Roy jr. (* 1972), jamaikanischer Badmintonspieler
- Paul, Rudolf (1893–1978), deutscher Jurist und Politiker (DDP, SED), Landespräsident von Thüringen 1945–1947

##### Paul, S
- Paul, Sean (* 1973), jamaikanischer Dancehall-MusikerSean Paul (* 1973)

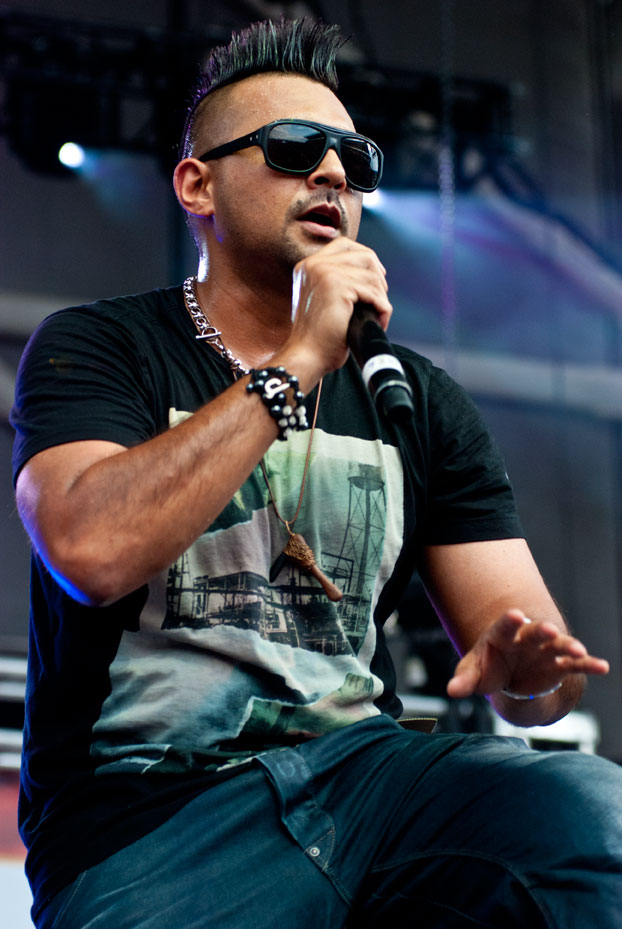
Sean Paul (* 1973)

- Paul, Sigrid (1929–2014), deutsch-österreichische Kultursoziologin
- Paul, Simone Katrin (* 1966), deutsche Schriftstellerin und Übersetzerin
- Paul, Stefan (* 1976), deutscher Jurist, Richter am Bundesfinanzhof
- Paul, Stephan (* 1963), deutscher Ökonom
- Paul, Stephanie, neuseeländische Schauspielerin und Komödiantin
- Paul, Stephen (* 1972), deutscher Politiker (FDP)
- Paul, Stevan (* 1969), deutscher Foodstylist, Journalist und Autor
- Paul, Steven (* 1959), US-amerikanischer Filmproduzent, Filmregisseur, Drehbuchautor und Schauspieler
- Paul, Stuart St. (* 1954), britischer Filmregisseur, Stuntman und Autor
- Paul, Susanne (* 1970), deutsche Cellistin
- Paul, Swraj, Baron Paul (* 1931), britischer Unternehmer und Politiker

##### Paul, T
- Paul, T. V. (* 1956), indisch-kanadischer Politikwissenschaftler und Hochschullehrer
- Paul, Terrence (* 1964), kanadischer Ruderer
- Paul, Theo (* 1953), deutscher Geistlicher, langjähriger Generalvikar des Bistums Osnabrück
- Paul, Theodor (1862–1928), deutscher Chemiker und Apotheker
- Paul, Tommy (1909–1991), US-amerikanischer Boxer im Federgewicht
- Paul, Tommy (* 1997), US-amerikanischer Tennisspieler
- Paul, Triyasha (* 2002), indische Radsportlerin

##### Paul, V
- Paul, Vinnie (1964–2018), US-amerikanischer Musiker, Schlagzeuger von Pantera, Damageplan und HellyeahVinnie Paul (1964–2018)

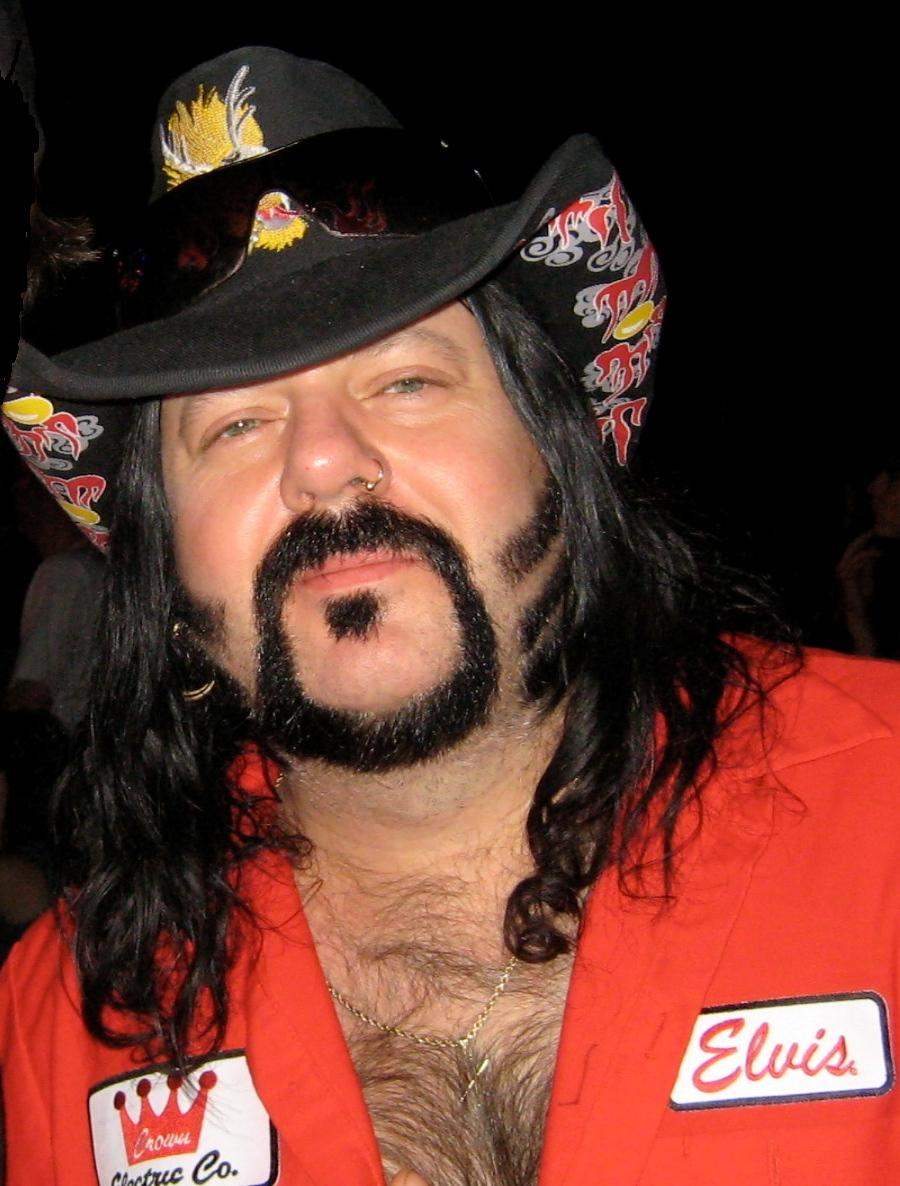
Vinnie Paul (1964–2018)

##### Paul, W
- Paul, Willard S. (1894–1966), US-amerikanischer Offizier, Generalleutnant der US Army
- Paul, Willi (1897–1979), deutscher Autor, Zeitschriften-Herausgeber, Widerstandskämpfer und Anarchosyndikalist
- Paul, William (1822–1905), britischer Rosenzüchter und Autor
- Paul, William E. (1936–2015), US-amerikanischer Immunologe
- Paul, Wolf (1935–2021), deutscher Rechtswissenschaftler
- Paul, Wolfgang (1913–1993), deutscher Physiker und Nobelpreisträger für Physik
- Paul, Wolfgang (1918–1993), deutscher Schriftsteller und Journalist
- Paul, Wolfgang (* 1940), deutscher Fußballspieler
- Paul, Wolfgang (* 1947), österreichischer Diplomat
- Paul, Wolfgang (* 1951), deutscher Informatiker

##### Paul, Y
- Paul, Yung Saint, deutscher Rapper

##### Paul, Z
- Paul, Zoltan (1953–2022), österreichischer Schauspieler, Regisseur und Musiker

#### Paul-

##### Paul-B
- Paul-Boncour, Joseph (1873–1972), französischer Politiker (SFIO, PRS)

##### Paul-P
- Paul-Pescatore, Anni (1884–1947), deutsche Kunsthistorikerin

##### Paul-R
- Paul-Roncalli, Lili (* 1998), österreichische Artistin und ModelLili Paul-Roncalli (* 1998)

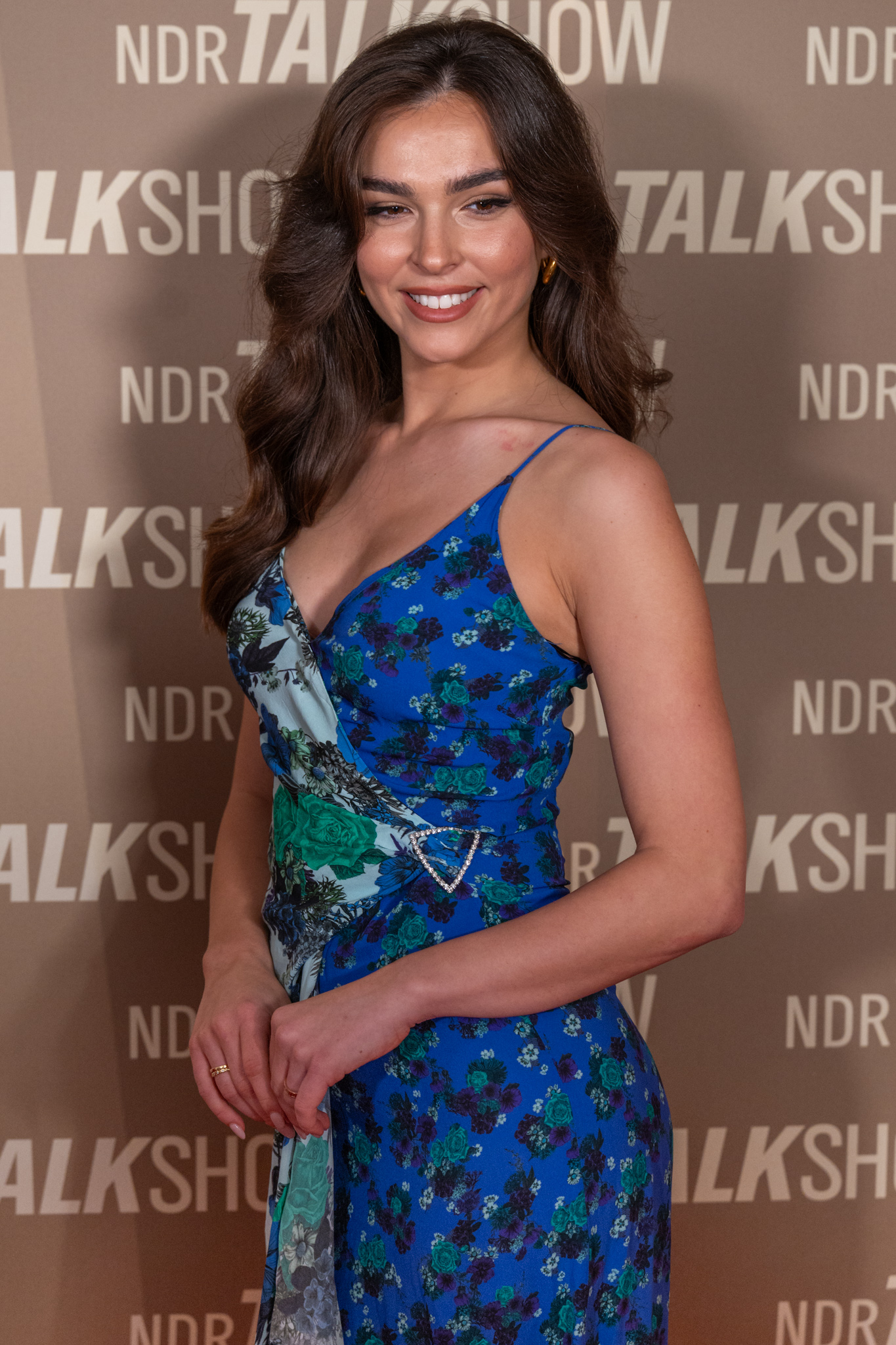
Lili Paul-Roncalli (* 1998)

##### Paul-Z
- Paul-Zinserling, Verena (* 1942), deutsche Klassische Archäologin

#### Paula
- Paula Cristina (* 1975), portugiesische Fußballspielerin
- Paula Dultra, Mateus De (* 2001), brasilianischer Beachvolleyballspieler
- Paula Martí Mora, Francisco de (1761–1827), spanischer Graveur und Schriftsteller
- Paula Viana, Julia de (* 2005), spanische Volleyballspielerin
- Paula von Rom (347–404), römische Christin, Asketin, HeiligePaula von Rom (347–404)

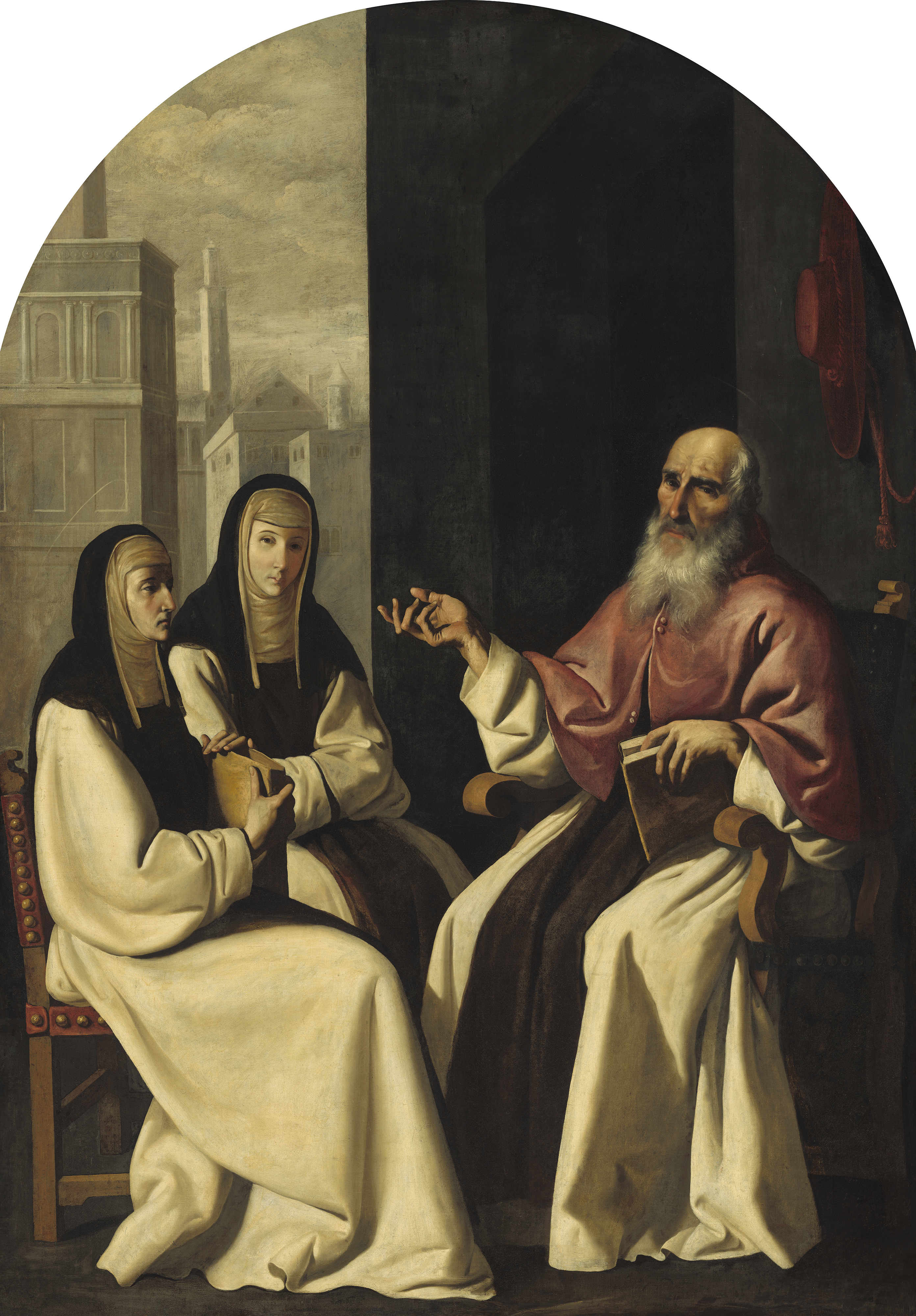
Paula von Rom (347–404)

- Paula, Ana (* 1997), brasilianische Fußballspielerin
- Paula, Bruna de (* 1996), brasilianische Handballspielerin
- Paula, David de (* 1984), spanischer Fußballspieler
- Paula, Emanuela de (* 1989), brasilianisches Fotomodell
- Paula, Ernesto de (1899–1994), brasilianischer Geistlicher, Bischof von Piracicaba
- Paula, Eurípedes Simões de (1910–1977), brasilianischer Jurist, Historiker und Hochschullehrer
- Paula, Fabiano de (* 1988), brasilianischer Tennisspieler
- Paula, Franz de (1849–1911), österreichisch-deutscher Theaterschauspieler und -regisseur
- Paula, Georg (1955–2014), deutscher Kunsthistoriker und Denkmalpfleger
- Paula, Heinz (* 1951), deutscher Politiker (SPD), MdB
- Paula, Irio De (1939–2017), brasilianischer Jazzgitarrist und Komponist
- Paula, Iulia, erste Ehefrau des römischen Kaisers ElagabalIulia Paula

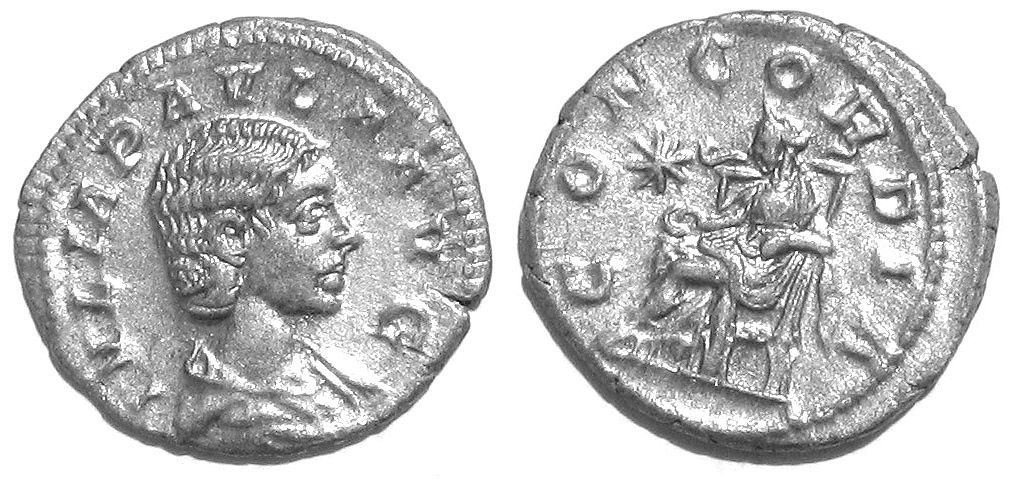
Iulia Paula

- Paula, João da (1930–2021), portugiesischer Ruderer
- Paula, Julio de, brasilianischer Chemiker
- Paula, Manfred (* 1964), deutscher Fußballfunktionär und -trainer
- Paula, Marcos Ariel de (* 1983), brasilianischer Fußballspieler
- Paula, Netinho de (* 1970), brasilianischer Sänger, TV-Moderator, Schauspieler und Kommunalpolitiker
- Paula, Raul (* 2004), deutsch-portugiesischer Fußballspieler
- Paula, Thales (* 2001), brasilianischer Fußballspieler
- Paula, Washington Luiz de (1953–2010), brasilianischer Fußballspieler
- Pauland, Hartmut (1955–2023), deutscher Brigadegeneral der Bundeswehr
- Paulas, Erika (* 1875), ungarische Architektin
- Paulas, Hans (1913–1988), österreichischer Politiker (SPÖ) und Wirtschaftskammerfunktionär, Landtagsabgeordneter, Bezirksvorsteher
- Paulat, Monika (* 1948), deutsche Juristin, Richterin, Gerichtspräsidentin
- Pauláthová, Kateřina (* 1993), tschechische Skirennläuferin
- Paulau, Aljaksandr (* 1973), belarussischer Ringer
- Paulauskaitė, Natalija (* 1991), litauische Biathletin
- Paulauskas, Artūras (* 1953), litauischer Politiker, Parlamentsvorsitzender von Litauen (2000–2006)
- Paulauskas, Gediminas (* 1982), litauischer Fußballspieler
- Paulauskas, Modestas (* 1945), sowjetischer Basketballspieler
- Paulauskas, Rolandas (* 1954), litauischer Politiker, Mitglied des Seimas und Journalist
- Paulauskas, Rytis (* 1969), litauischer Verwaltungsjurist und Diplomat
- Paulavičienė, Antanina (1905–1988), Gerechte unter den Völkern
- Paulavičius, Jonas (1898–1952), litauischer Zimmermann
- Paulavičius, Kęstutis (1927–2019), litauischer Gerechter unter den Völkern
- Paulavičiūtė, Danutė (1926–1947), litauische Gerechte unter den Völkern
- Paulawez, Aljaksandr (* 1996), belarussischer Fußballspieler
- Paulay, Thomas (1923–2009), ungarisch-neuseeländischer Bauingenieur

#### Paulc
- Paulcke, Wilhelm (1873–1949), deutscher Geologe und LawinenforscherWilhelm Paulcke (1873–1949)

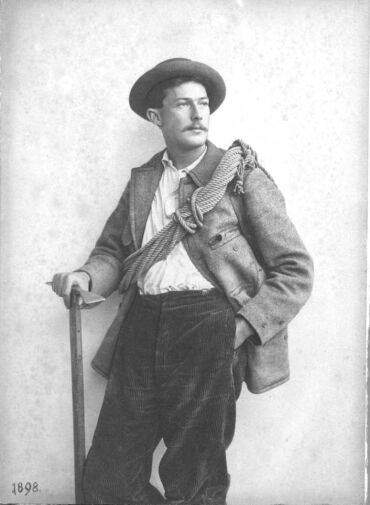
Wilhelm Paulcke (1873–1949)

#### Pauld
- Paulding, James Kirke (1778–1860), amerikanischer Schriftsteller und Marineminister
- Paulding, Rickey (* 1982), US-amerikanischer BasketballspielerRickey Paulding (* 1982)

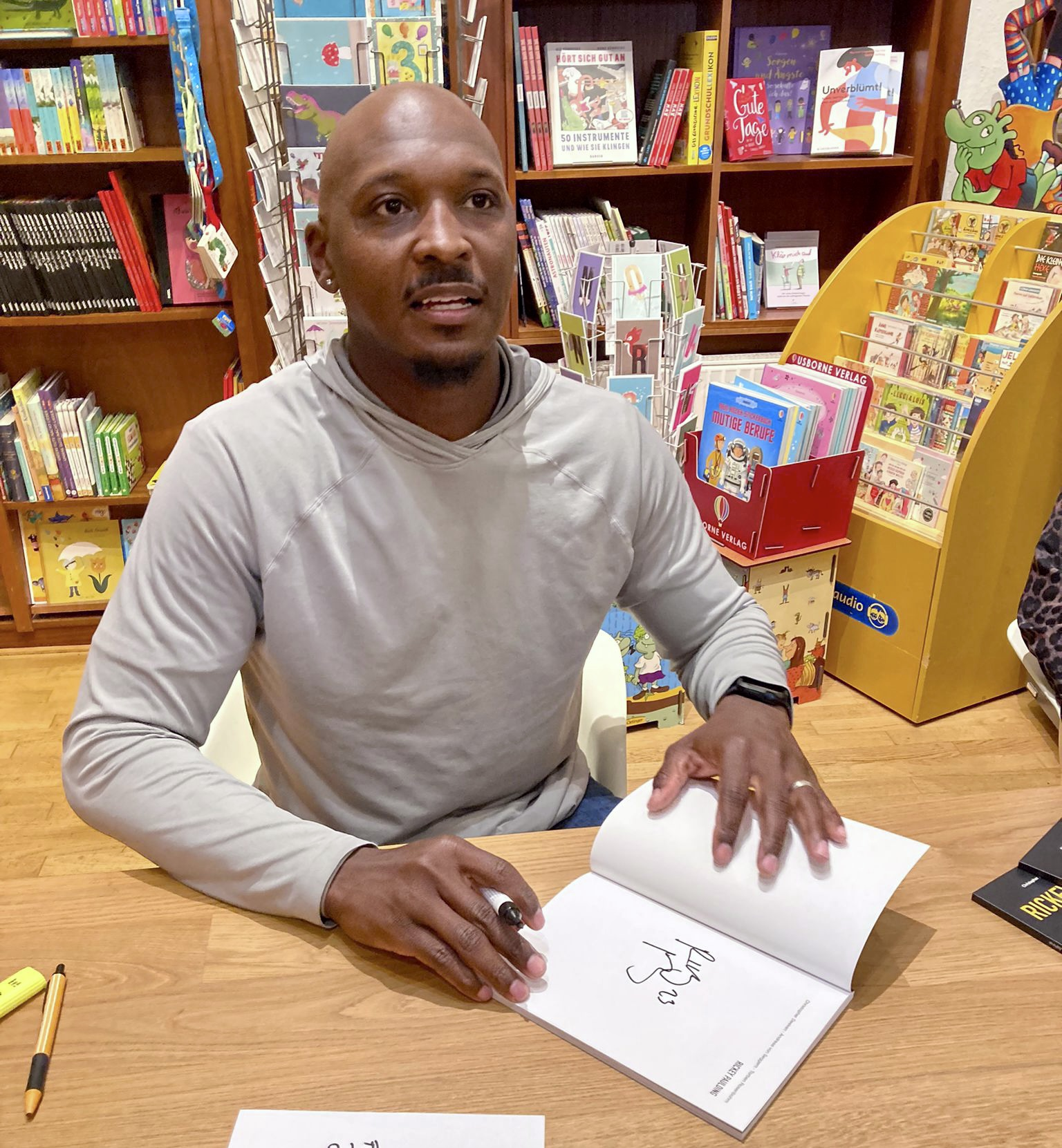
Rickey Paulding (* 1982)

- Paulding, Steve (* 1961), britischer Radrennfahrer
- Paulding, William junior (1770–1854), US-amerikanischer Jurist und Politiker
- Pauldrach, Adalbert (1958–2020), deutscher Astrophysiker und Astronom

#### Paule
- Paule, Antoine de († 1636), Großmeister des Malteserorden
- Paule, Hans (1879–1951), österreichischer Maler
- Paule, Peter (* 1958), österreichischer Mathematiker und Hochschullehrer
- Pauleikhoff, Bernhard (1920–2005), deutscher Psychiater, Neurologe, Psychologe und Universitätsprofessor
- Paulekas, Vito (1913–1992), US-amerikanischer Künstler und Lebenskünstler
- Paulen, Adriaan (1902–1985), niederländischer Präsident des Weltleichtathletikverbandes (1976 bis 1981)
- Paulen, Ben (1869–1961), US-amerikanischer Politiker
- Paulenka, Kazjaryna (* 2000), belarussische Tennisspielerin
- Pauler, Ernst (1903–1959), österreichischer Fußballtorhüter und Trainer
- Pauler, Ildefons (1903–1996), österreichischer Hochmeister des Deutschen Ordens
- Pauler, Roland (* 1954), deutscher Mittelalterhistoriker und Autor
- Pauler, Tivadar (1816–1886), ungarischer Jurist und Minister
- Paulescu, Nicolae (1869–1931), rumänischer Physiologe, Hochschullehrer und Forscher
- Paulet, Charles, 5. Duke of Bolton († 1765), britischer Peer und Politiker
- Paulet, Christopher, 19. Marquess of Winchester (* 1969), britischer Peer
- Paulet, Harry, 6. Duke of Bolton (1720–1794), britischer Admiral, Peer und Politiker
- Păuleț, Iosif (* 1954), rumänischer Geistlicher und römisch-katholischer Bischof von Iași
- Paulet, Nigel, 18. Marquess of Winchester (1941–2016), britischer Peer
- Paulet, Pedro (1874–1945), peruanischer Chemiker, Architekt, Diplomat und Visionär der Raumfahrt
- Paulet, Richard, 17. Marquess of Winchester (1905–1968), britischer Peer
- Paulet, William (1804–1893), britischer Generalfeldmarschall
- Paulet, William, 1. Marquess of Winchester († 1572), englischer Adliger
- Pauleta (* 1973), portugiesischer FußballspielerPauleta (* 1973)

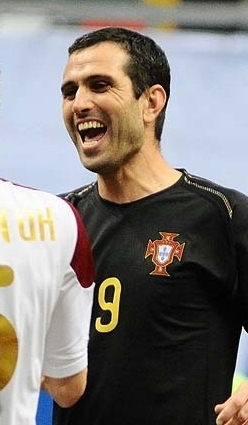
Pauleta (* 1973)

- Pauletto, Alfred (1927–1985), Schweizer Maler, Grafiker, Zeichner und Illustrator
- Pauletto, Bruno (* 1954), kanadischer Kugelstoßer
- Pauletto, Kurt (1933–2023), Schweizer Maler und Grafiker
- Pauley, Bruce F. (* 1937), US-amerikanischer Historiker
- Pauley, Edwin (1903–1981), US-amerikanischer Geschäftsmann
- Pauley, Eric (* 1970), US-amerikanischer Basketballspieler
- Pauley, William H. III (1952–2021), US-amerikanischer Bundesrichter

#### Paulg
- Paulger, Gregory, britischer EU-Beamter

#### Paulh
- Paulhan, Jean (1884–1968), französischer Schriftsteller und PublizistJean Paulhan (1884–1968)

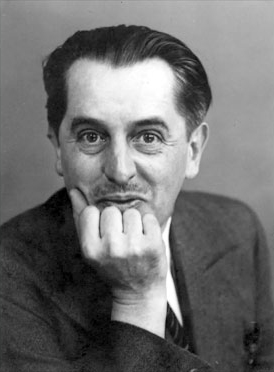
Jean Paulhan (1884–1968)

- Paulhan, Louis (1883–1963), französischer Pilot
- Paulhofer, Christina (* 1969), deutsche Regisseurin

#### Pauli
- Pauli, Adolf (1860–1947), deutscher Diplomat
- Pauli, Adolph Frederick (1893–1976), US-amerikanischer Klassischer Philologe
- Pauli, Alfred (1896–1938), deutscher Kunsthistoriker und Kunsthändler
- Pauli, Alfred Dominicus (1827–1915), deutscher Jurist und Politiker, MdBB, Senator und Bürgermeister in Bremen
- Pauli, Alice (1922–2022), Schweizer Galeristin und Mäzenin
- Pauli, Andreas (* 1993), deutscher Eishockeyspieler
- Pauli, Andreas Alois Di (1761–1839), österreichischer Jurist
- Pauli, Anton Di (1828–1883), österreichischer Politiker
- Pauli, Arnold (1900–1977), Schweizer Sänger, Chorleiter und Komponist
- Pauli, Arthur (* 1989), österreichischer Skispringer
- Pauli, August (1852–1923), deutscher Tischlermeister und Politiker, MdR
- Pauli, August Wilhelm (1781–1858), deutsch-dänischer Kaufmann und hanseatischer Gesandter in Kopenhagen
- Pauli, Benedikt (1490–1552), deutscher Rechtswissenschaftler
- Pauli, Bertha (1878–1927), österreichische Journalistin
- Pauli, Broderus (1598–1679), deutscher Jurist und Bürgermeister der Hansestadt Hamburg
- Pauli, Carl (1839–1901), deutscher Gymnasiallehrer, Sprachwissenschaftler und Erforscher der etruskischen Sprache
- Pauli, Carl Wilhelm (1792–1879), deutscher Rechtswissenschaftler, Richter und Historiker
- Pauli, Christian (* 1992), deutsch-österreichischer Fußballspieler
- Pauli, Christian Moritz (1785–1825), deutscher Gymnasiallehrer und Sprachwissenschaftler
- Pauli, Christiane, deutsche SchauspielerinChristiane Pauli

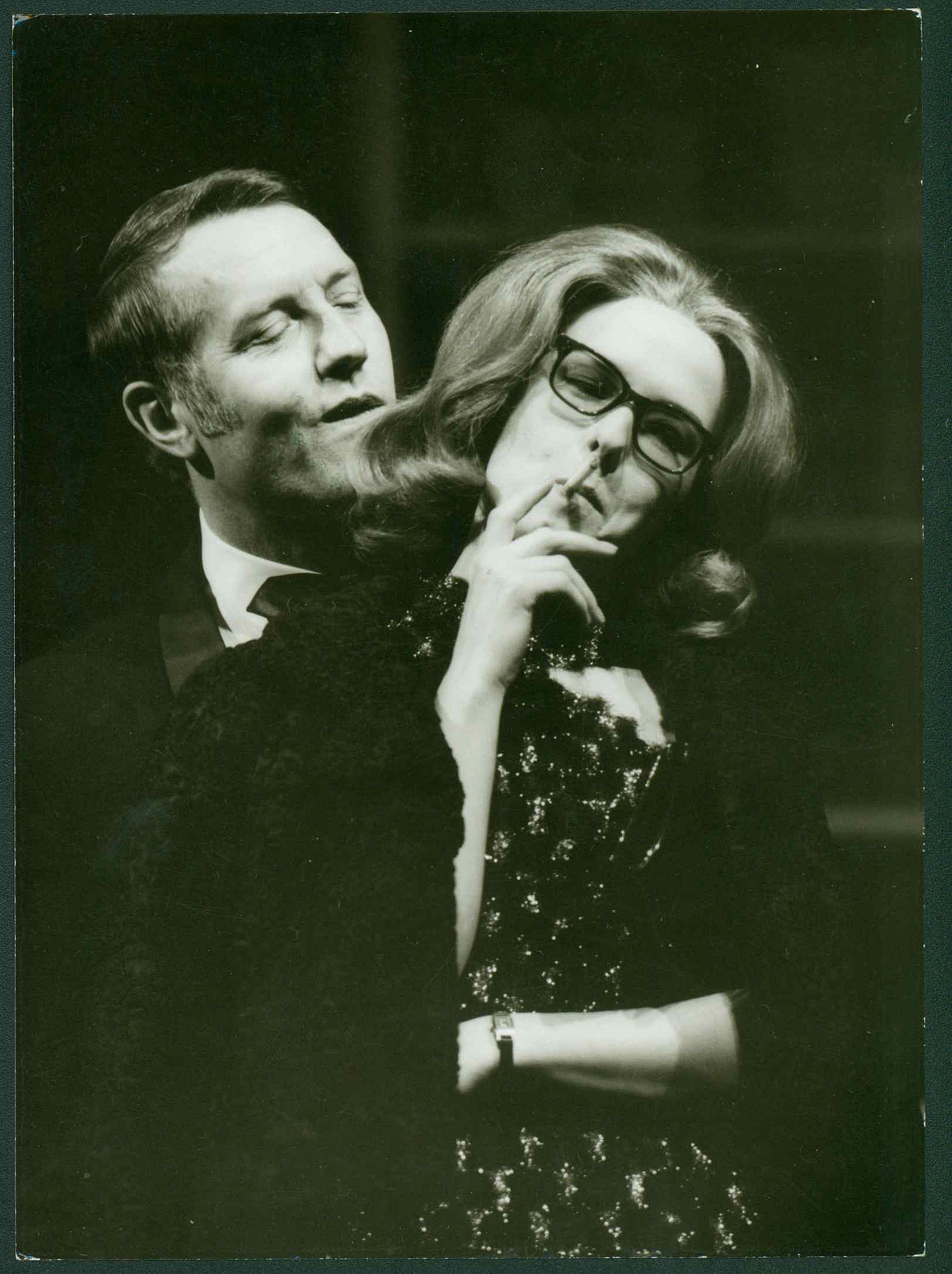
Christiane Pauli

- Pauli, Constantin (* 1942), deutscher Dokumentarfilmer
- Pauli, Denis (* 1978), deutscher Politiker (AfD)
- Pauli, Erika (* 1912), deutsche Schauspielerin
- Pauli, Ernst (1886–1960), Schweizer Koch und Autor
- Pauli, Ernst Ludwig (1716–1783), deutscher evangelischer Theologe
- Pauli, Franz (1927–1970), deutscher Glasmaler
- Pauli, Friedrich (1804–1868), deutscher Arzt und Chirurg
- Pauli, Friedrich August von (1802–1883), deutscher Bauingenieur, bayerischer Baubeamter und Pionier des Eisenbahnbrückenbaus
- Pauli, Fritz (1832–1898), deutscher Jurist und Politiker
- Pauli, Fritz Eduard (1891–1968), Schweizer Maler und Radierer
- Pauli, Gabriele (* 1957), deutsche Politikerin (CSU), MdLGabriele Pauli (* 1957)

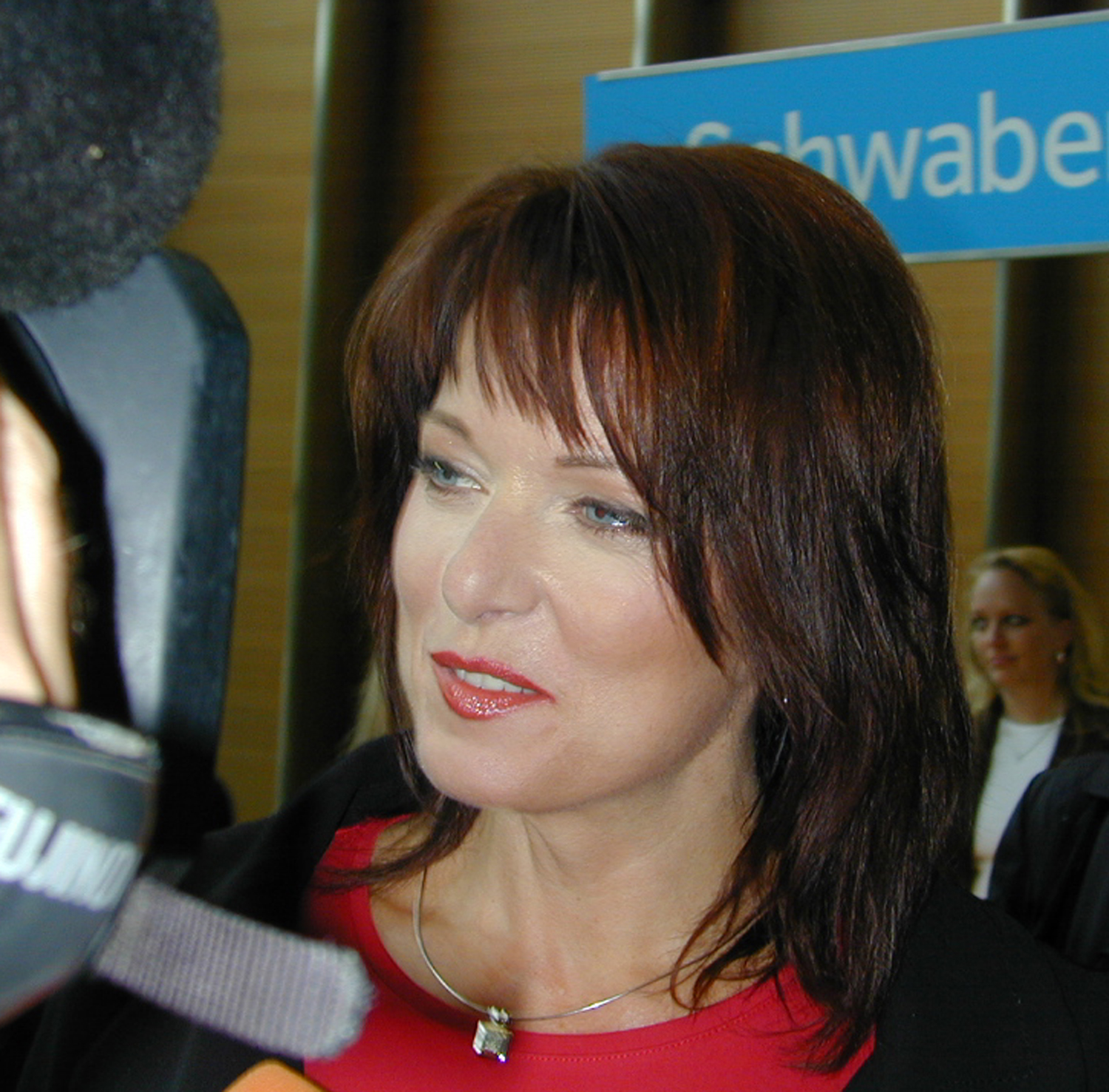
Gabriele Pauli (* 1957)

- Pauli, Georg (1855–1935), schwedischer Maler
- Pauli, Georg (1867–1949), deutscher Lehrer und Gründer des Lausitzer Radfahrer-Bundes
- Pauli, Georg Jakob (1722–1795), deutscher evangelischer Theologe
- Pauli, Gregor (1525–1591), unitarischer Schriftsteller und Theologe
- Pauli, Günter (1929–2010), deutscher Politiker (SPD), MdL, MdB
- Pauli, Gunter (* 1956), belgischer Unternehmer und Publizist
- Pauli, Günther-Martin (* 1965), deutscher Politiker (CDU), MdL
- Pauli, Guntram (* 1952), deutscher Musiker
- Pauli, Gustav (1866–1938), deutscher Kunsthistoriker und Museumsdirektor in Bremen und Hamburg
- Pauli, Hanna (1864–1940), schwedische MalerinHanna Pauli (1864–1940)

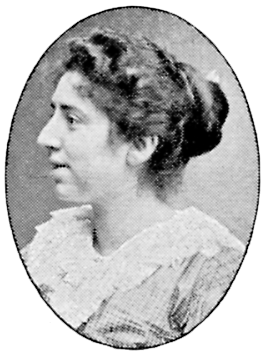
Hanna Pauli (1864–1940)

- Pauli, Hannes G. (1924–2003), Schweizer Medizinprofessor
- Pauli, Hans (1948–2019), Schweizer Politiker der Schweizerischen Volkspartei (SVP)
- Pauli, Hansjörg (1931–2007), Schweizer Musikwissenschaftler und Schriftsteller
- Pauli, Heinrich (1565–1610), deutscher Mediziner, Rektor der Universität Rostock
- Pauli, Heinrich (1893–1962), deutscher Hochfrequenztechniker
- Pauli, Heinrich Wilhelm Ludwig (* 1779), deutscher Buchdrucker, später auch Buchhändler und Verleger
- Pauli, Herbert (* 1952), österreichischer Schriftsteller
- Pauli, Hermann Gottfried (1720–1786), deutscher evangelischer Theologe
- Pauli, Hermann Reinhold (1682–1750), deutscher evangelischer Theologe und Prediger
- Pauli, Hertha (1906–1973), österreichisch-US-amerikanische Schauspielerin, antifaschistische Aktivistin, Autorin und Journalistin
- Pauli, Irms (1926–1988), deutsche Kostümbildnerin
- Pauli, Jacqueline (* 1982), Schweizer Bauingenieurin und Hochschullehrerin
- Pauli, Joachim (1733–1812), deutscher Buchdrucker und Verleger
- Pauli, Joachim Friedrich (1719–1791), deutscher Kommunaljurist, Oberbürgermeister von Stettin
- Pauli, Johann Wilhelm (1793–1813), Freiheitskämpfer im sogenannten Knüppelrussenaufstand
- Pauli, Johannes, elsässer Franziskaner und deutscher Schwankdichter
- Pauli, Josef (* 1844), deutscher Politiker (Zentrum)
- Pauli, Josef Di (1844–1905), österreichischer Politiker und Handelsminister
- Pauli, Joseph (1769–1846), österreichischer Geigenbauer in Linz
- Pauli, Julia (* 1970), deutsche Ethnologin
- Pauli, Julian (* 2005), deutscher Fußballspieler
- Pauli, Karl Friedrich (1723–1778), deutscher Rechtswissenschaftler und Historiker
- Pauli, Lorenz (* 1967), Schweizer Schriftsteller
- Pauli, Louise (1774–1823), deutsche Buchdruckerin und Verlegerin
- Pauli, Ludwig Ferdinand (1793–1841), deutscher Theaterschauspieler und -regisseur
- Pauli, Lukas (* 2000), deutscher Komponist
- Pauli, Magdalena (1757–1825), deutsche Philanthropin
- Pauli, Magdalene (1875–1970), deutsche Schriftstellerin
- Pauli, Manuel (1930–2002), Schweizer Architekt
- Pauli, Martin Gottlieb (1721–1796), deutscher Rechtswissenschaftler
- Pauli, Max (* 1864), deutscher Opernsänger (Tenor) und Gesangspädagoge
- Pauli, Michael († 1729), Erster Physikus in Breslau und Mitglied der Leopoldina
- Pauli, Michael († 1713), deutscher Politiker und Bürgermeister von Kiel
- Pauli, Moritz (1838–1917), deutscher Gymnasialprofessor, Politiker und Mitglied des Deutschen Reichstags
- Pauli, Moritz (* 2006), deutscher Filmschauspieler und Kinderdarsteller
- Pauli, Oscar (1938–2005), deutscher Politiker (SPD), MdL Baden-Württemberg
- Pauli, Paul (* 1960), deutscher Psychologe, Hochschullehrer und UniversitätspräsidentPaul Pauli (* 1960)

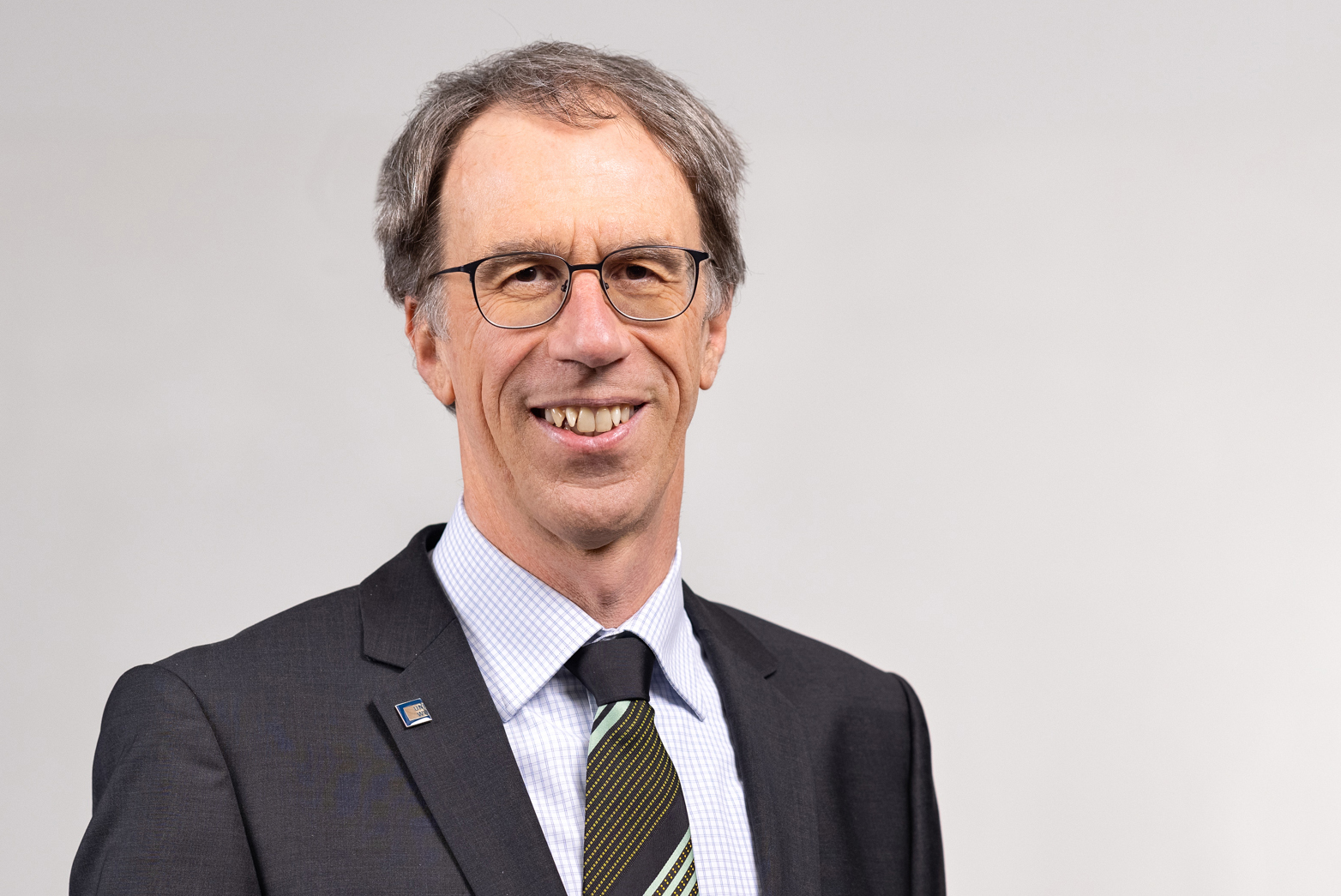
Paul Pauli (* 1960)

- Pauli, Peter (* 1940), deutscher Film- und Theater-Schauspieler
- Pauli, Philipp Victor (1836–1920), deutscher Chemiker, Gründer chemischer Werke und Vorstandsmitglied der Farbwerke Hoechst
- Pauli, Reinhold (1638–1682), deutscher reformierter Prediger, Theologe und Hochschullehrer
- Pauli, Reinhold (1823–1882), Historiker
- Pauli, Rüdiger (1935–2001), deutscher Grafiker und Kunsterzieher
- Pauli, Samuel Johann (1766–1821), Büchsenmacher und Erfinder
- Pauli, Sebastian (* 1989), deutscher Pokerspieler
- Pauli, Simon (1534–1591), deutscher lutherischer Theologe und erster Stadtsuperintendent von Rostock
- Pauli, Simon der Jüngere (1603–1680), deutsch-dänischer Arzt und Botaniker
- Pauli, Theodor (1648–1716), deutscher Rechtswissenschaftler
- Pauli, Tobias Ferdinand (1688–1750), schlesischer Mediziner, Stadtarzt in Breslau, Mitglied der Leopoldina
- Pauli, Virgílio de (1923–1999), brasilianischer Geistlicher und römisch-katholischer Bischof von Campo Mourão
- Pauli, Walter (1898–1991), deutscher Unternehmer
- Pauli, Walter (1953–1975), deutscher Polizist
- Pauli, Werner (* 1930), deutscher Gitarrist, Arrangeur und Komponist
- Pauli, Wolfgang (1900–1958), österreichischer Physiker und NobelpreisträgerWolfgang Pauli (1900–1958)

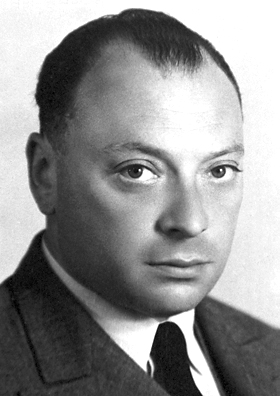
Wolfgang Pauli (1900–1958)

- Pauli, Wolfgang Josef (1869–1955), österreichischer Mediziner und Biochemiker
- Pauli-Gabi, Thomas (* 1966), Schweizer Archäologe und Kulturmanager
- Pauli-Magnus, Christiane (* 1969), Schweizer Ärztin und Hochschullehrerin
- Pauli-Stravius, Georg (1593–1661), Weihbischof in Köln
- Paulian, Renaud (1913–2003), französischer Entomologe und Hochschullehrer
- Paulicius, legendärer erster Doge Venedigs
- Paulick, Christiane (* 1980), deutsche Schauspielerin
- Paulick, Friedrich (1824–1904), österreichischer Kunsttischler und Zeichner
- Paulick, Joachim (* 1958), deutscher Politiker (parteilos), Oberbürgermeister von Görlitz
- Paulick, Jörg, deutscher Handballspieler
- Paulick, Lea (* 1999), deutsche Fußballspielerin
- Paulick, Margarete (1869–1964), deutsche Verfasserin von Lustspielen und Operettenlibretti
- Paulick, Natascha (* 1970), deutsche Schauspielerin
- Paulick, Otto (1938–2012), deutscher Fußballfunktionär und Rechtsanwalt
- Paulick, Richard (1876–1952), deutscher Politiker (SPD)
- Paulick, Richard (1903–1979), deutscher ArchitektRichard Paulick (1903–1979)

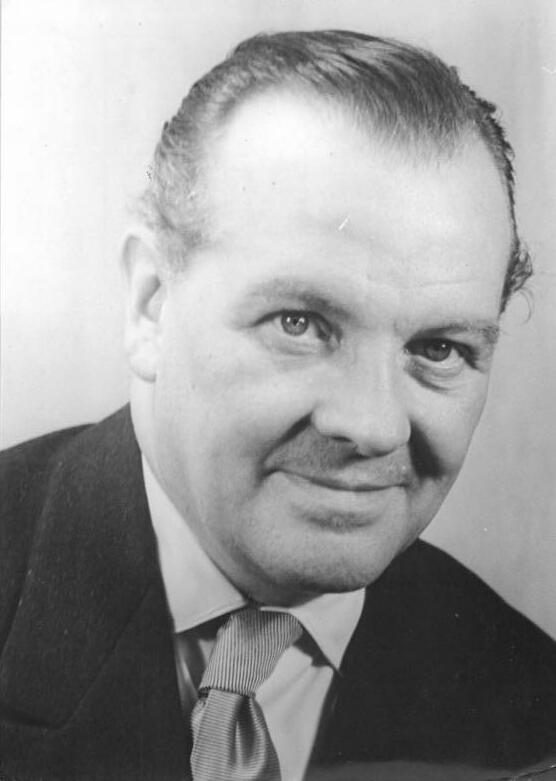
Richard Paulick (1903–1979)

- Paulig, Albert (1873–1933), deutscher Theater- und Filmschauspieler
- Paulig, Maria (* 1994), deutsche Triathletin und Para-Triathlon-Guide
- Paulig, Oswald (1922–2006), deutscher Politiker (SPD), MdHB, Konsumgenossenschafter
- Paulig, Ruth (* 1949), bayerische Politikerin (Bündnis 90/Die Grünen), MdL
- Paulik, Anton (1901–1975), österreichischer Dirigent
- Paulik, Johan (* 1975), slowakischer PornodarstellerJohan Paulik (* 1975)

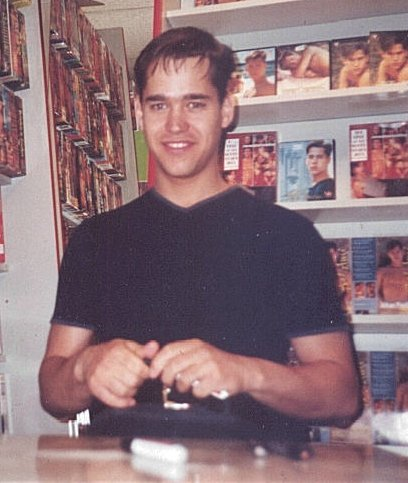
Johan Paulik (* 1975)

- Paulik, Rudolf (1863–1925), österreichischer Politiker (DnP), Abgeordneter zum Nationalrat
- Paulikas, Vygandas Kazimieras (* 1940), litauischer Veterinärmediziner und Helmintologe
- Paulikat, Hugo (1918–1998), deutscher Politiker (SPD)
- Paulikienė, Monika (* 1994), litauische Beachvolleyballspielerin
- Paulin, Alojz (1930–2022), jugoslawischer bzw. slowenischer Physiker
- Paulin, Andrew (* 1958), US-amerikanischer Radrennfahrer
- Paulin, Catherina (* 1985), seychellische Badmintonspielerin
- Paulin, Doc (1907–2007), amerikanischer Jazzmusiker (Trompete)
- Paulin, Don (1929–2013), US-amerikanischer Folksänger
- Paulin, Eva (* 1955), österreichische Theaterregisseurin und Bühnenbildnerin
- Paulin, Ida (1880–1955), deutsche Malerin und Glaskünstlerin
- Paulin, Karl, deutscher Bauunternehmer
- Paulin, Karl (1888–1960), österreichischer Schriftsteller, Volkkundler und Publizist
- Paulin, Louis-François (1711–1770), französischer Schauspieler
- Paulin, Louisa (1888–1944), französische Dichterin französischer und okzitanischer Sprache
- Paulin, Pierre (1927–2009), französischer Designer
- Paulin, Scott (* 1950), US-amerikanischer Schauspieler und Regisseur
- Paulin-Mohring, Christine (* 1962), französische Mathematikerin und Informatikerin
- Paulina vom Herzen Jesu im Todeskampf (1865–1942), italienisch-brasilianische Ordensgründerin und Heilige
- Paulina, Hensley (* 1993), niederländischer Leichtathlet
- Paulina, Jordi (* 2004), niederländischer Fußballspieler
- Paulina, Lollia († 49), Frau des römischen Kaisers Caligula
- Paulina-Carabajal, Ariana (* 1977), argentinische Wirbeltier-Paläontologin und Paläoneurologin
- Paulina-Mürl, Lianne (1944–1992), deutsche Politikerin (SPD), MdL
- Pauline (1769–1820), Regentin des Fürstentums Lippe. Gründerin der ersten Kindertagesstätte in DeutschlandPauline (1769–1820)

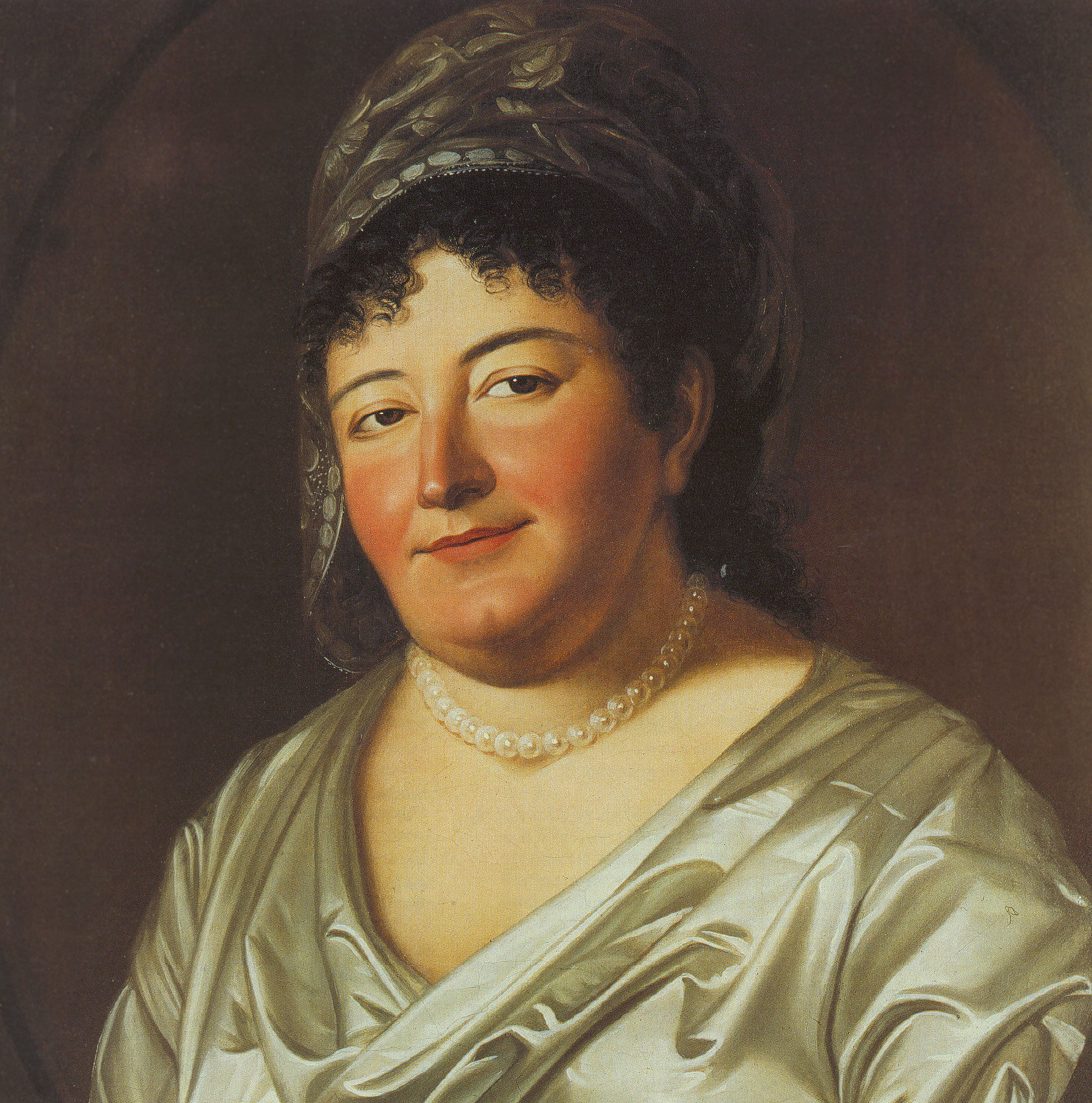
Pauline (1769–1820)

- Pauline (* 1988), französische Komponistin und Sängerin
- Pauline Elisabeth von Baden (1835–1891), Tochter von Markgraf Wilhelm von Baden
- Pauline von Sachsen-Weimar-Eisenach (1852–1904), Erbgroßherzogin von Sachsen-Weimar-Eisenach
- Pauline von Sagan (1782–1845), deutsch-baltische Adlige, Herzogin von Sagan (1839–1845), Prinzessin von Kurland und Semgallen
- Pauline von Württemberg (1800–1873), Königin von Württemberg (1820–1864)
- Pauline von Württemberg (1810–1856), Prinzessin von Württemberg und durch Heirat Herzogin von Nassau
- Pauline von Württemberg (1877–1965), Prinzessin von Württemberg und durch Heirat Fürstin zu Wied
- Pauling, Linus (1901–1994), US-amerikanischer ChemikerLinus Pauling (1901–1994)

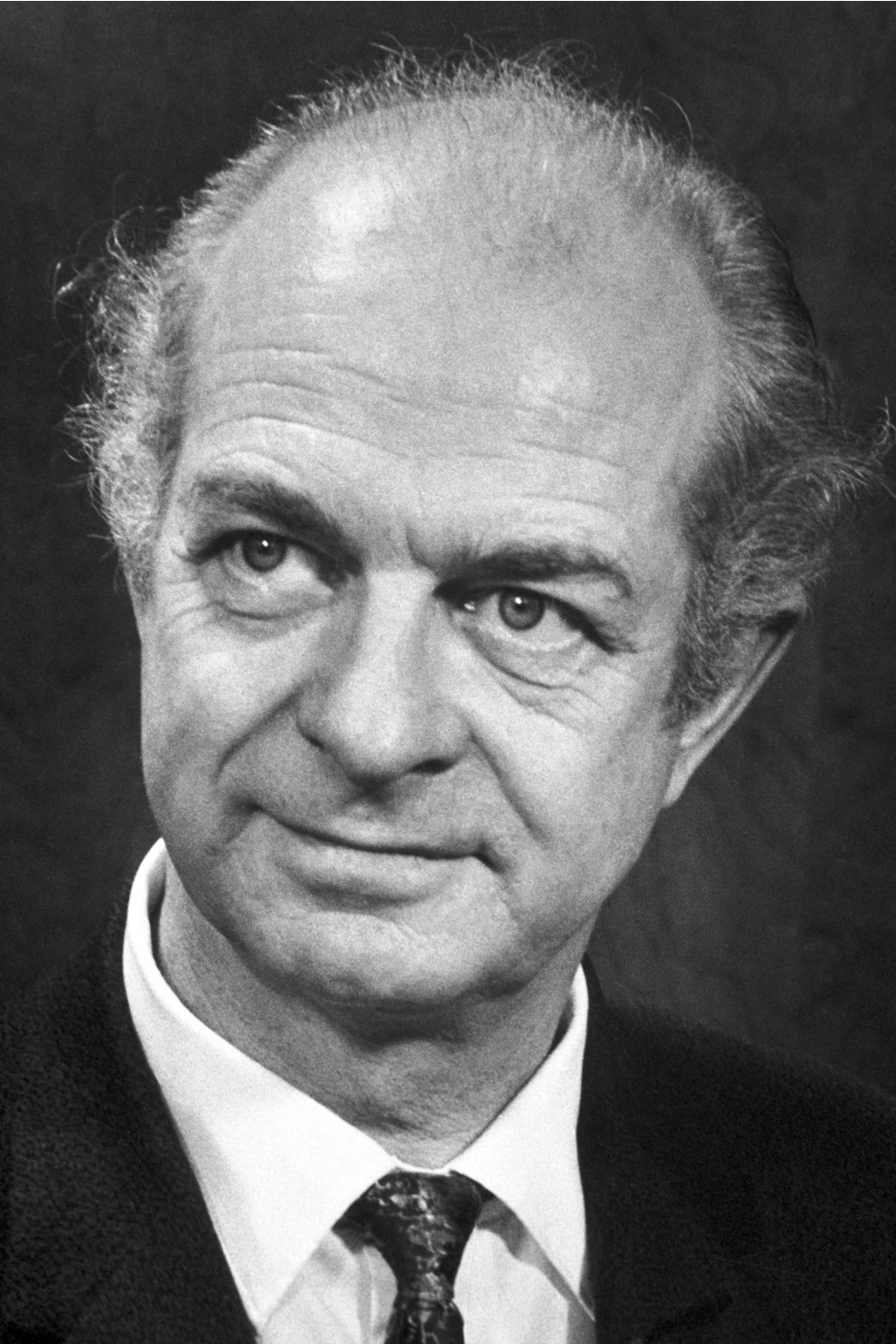
Linus Pauling (1901–1994)

- Pauling, Lowman (1926–1973), US-amerikanischer R&B-Gitarrist, Sänger und Songwriter
- Paulinho (* 1958), brasilianischer Fußballspieler
- Paulinho (* 1981), brasilianischer Fußballspieler
- Paulinho (* 1982), brasilianischer Fußballspieler
- Paulinho (Fußballspieler, Januar 1986) (* 1986), brasilianischer Fußballspieler
- Paulinho (Fußballspieler, März 1986) (* 1986), brasilianischer Fußballspieler

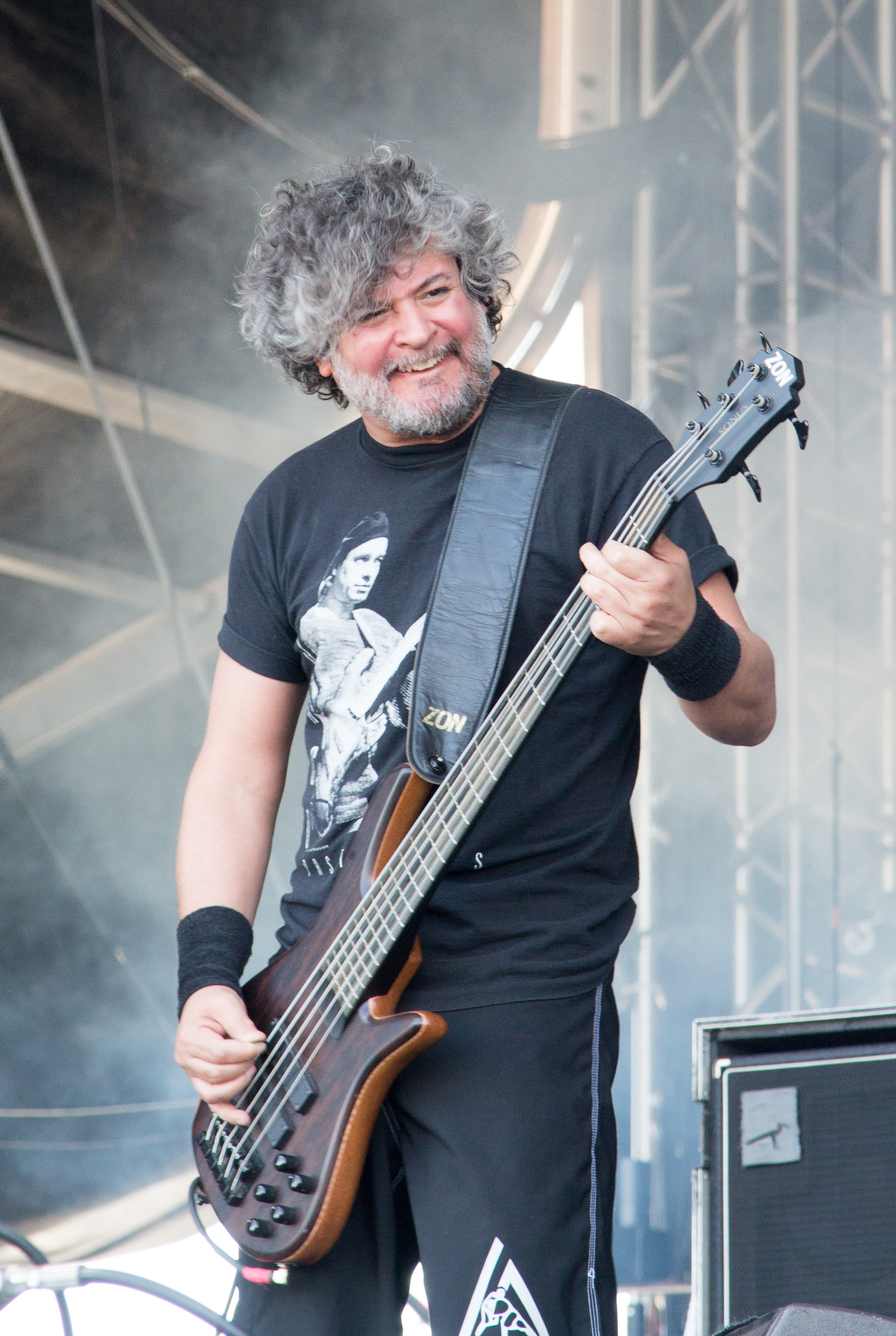
Paulo Jr. (* 1969)

- Paulinho (* 1988), brasilianischer Fußballspieler
- Paulinho (* 1989), brasilianischer Fußballspieler
- Paulinho (* 1992), portugiesischer Fußballspieler
- Paulinho (* 2000), brasilianischer Fußballspieler
- Paulinho Guará (* 1979), brasilianischer Fußballspieler
- Paulinho, Sérgio (* 1980), portugiesischer Radrennfahrer
- Paulini, Inge (* 1960), deutsche Toxikologin und Ernährungswissenschaftlerin
- Paulini, Josef (1770–1806), evangelischer Superintendent
- Paulini, Luigi (1862–1945), italienischer römisch-katholischer Geistlicher
- Paulini, Oskar (1904–1982), deutscher Schriftsteller
- Paulini, Zuzana (* 1979), slowakische Maskenbildnerin und Animationskünstlerin
- Paulino Guajajara, Paulo († 2019), brasilianischer Naturschützer und Umweltaktivist
- Paulino y Hernandez, Amado (1918–1985), philippinischer römisch-katholischer Geistlicher, Weihbischof in Manila
- Paulino, Gonçalo (* 1998), portugiesischer Fußballspieler
- Paulino, Ilia Isorelýs (* 1995), US-amerikanische SchauspielerinIlia Isorelýs Paulino (* 1995)

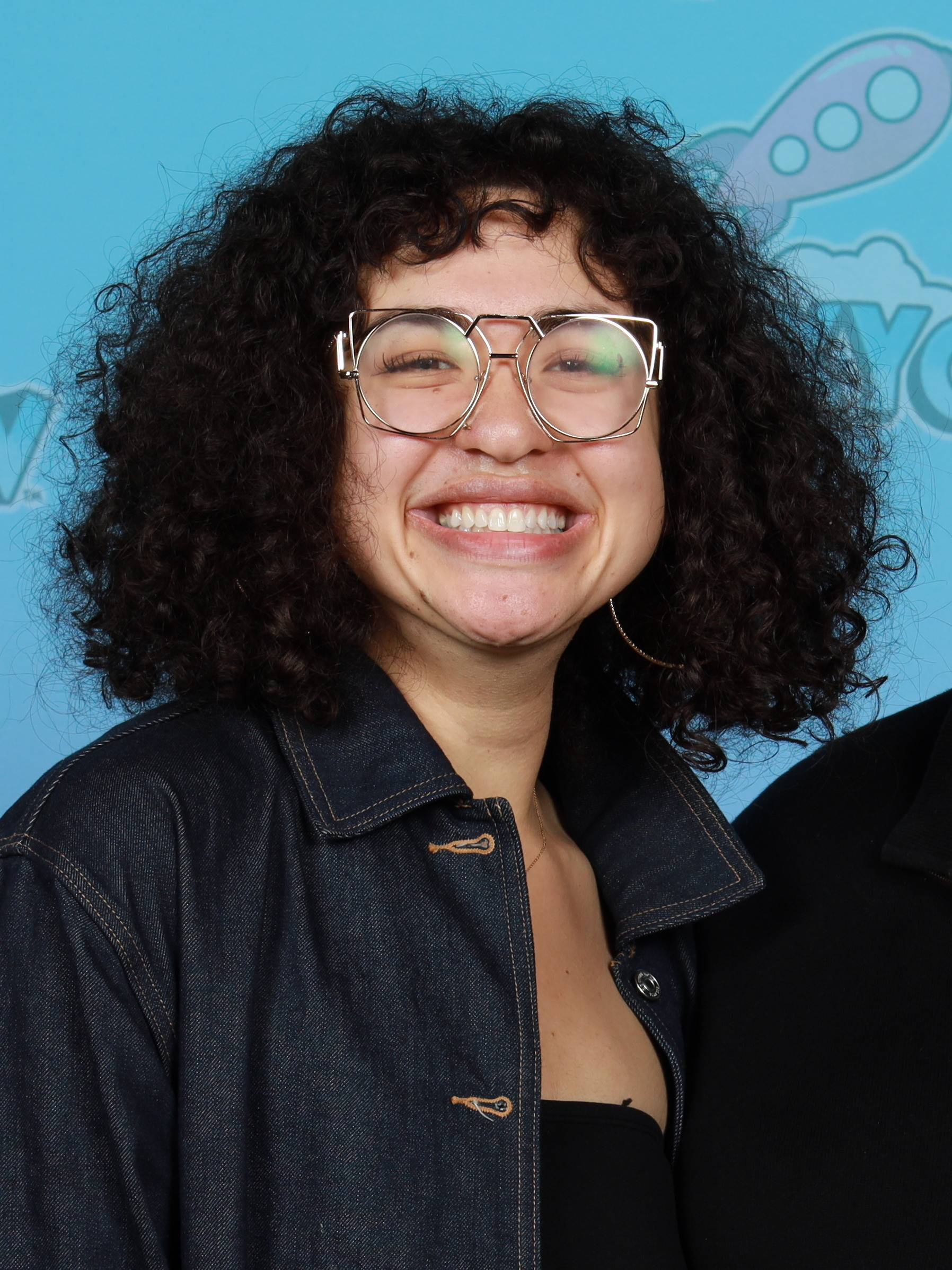
Ilia Isorelýs Paulino (* 1995)

- Paulino, José Miguel (* 1997), dominikanischer Leichtathlet
- Paulino, Marileidy (* 1996), dominikanische Sprinterin
- Paulino, Mário Jorge Malino (* 1986), portugiesischer Fußballspieler
- Paulino, Tina (* 1973), mosambikanische Leichtathletin
- Paulinski, Silvina (* 1962), deutsche Lehrerin und Politikerin (CDU), MdVK
- Paulinus, römischer Konsul 277
- Paulinus, spätantiker Politiker und Konsul (498)
- Paulinus a Sancto Bartholomaeo (1748–1806), christlicher Missionar und Indologe
- Paulinus II. von Aquileia († 802), Heiliger, Patriarch von Aquileia, Grammatiker und Theologe
- Paulinus von Antiochia, legendärer Bischof von Lucca, Märtyrer und Heiliger
- Paulinus von Antiochien († 388), christlicher Kleriker
- Paulinus von Girona, Märtyrer der römisch-katholischen Kirche
- Paulinus von Leeds, Bischof von Carlisle
- Paulinus von Mailand, Diakon sowie Sekretär und Biograf des Bischofs Ambrosius von Mailand
- Paulinus von Nola († 431), Statthalter von Kampanien, Bischof von Nola
- Paulinus von Pella (* 376), spätantiker weströmischer Aristokrat und Autor
- Paulinus von Tiburnia, Bischof in Teurnia (Noricum)
- Paulinus von Trier, Bischof von Trier seit etwa 347, Heiliger
- Paulinus von York († 644), Bischof von York
- Paulinus, Constanze (* 1985), britisch-deutsche Eiskunstläuferin
- Paulinus, Henricus (1537–1602), deutscher Stadtsekretär und Amtmann
- Pauliny-Tóth, Viliam (1826–1877), slowakischer Politiker und Schriftsteller
- Paulinyi, Akoš (1929–2021), tschechoslowakischer Technik- und Wirtschaftshistoriker und Hochschullehrer
- Paulionis, Jonas (1915–1997), litauischer Fußballspieler
- Paulis, Albert (1875–1933), belgischer Kolonialoffizier, Erbauer der Chemins de fer Vicinaux du Congo
- Paulis, Bente (* 1997), niederländische Ruderin
- Paulis, Ilse (* 1993), niederländische Ruderin
- Paulis, Irmgard (* 1943), deutsche Schauspielerin
- Paulisch, Christina (* 1972), deutsche Fernseh- und Hörfunkjournalistin und Moderatorin
- Paulissen, Mitchel (* 1993), niederländischer Fußballspieler
- Paulissen, Roel (* 1976), belgischer Mountainbiker
- Paulissen, Valère (* 1936), belgischer Radrennfahrer
- Paulista, Juninho (* 1973), brasilianischer Fußballspieler
- Paulista, Lucas (* 1996), brasilianisch-argentinischer Fußballspieler
- Paulito FG (1962–2025), kubanischer Musiker
- Paulitsch, Alois (1926–1996), österreichischer Finanzbeamter und Politiker (ÖVP), Landtagsabgeordneter, Abgeordneter zum Nationalrat, Mitglied des Bundesrates
- Paulitsch, Jakob Peregrin (1757–1827), Bischof von Gurk (1824–1827)
- Paulitsch, Michael (1874–1948), österreichischer Geistlicher, Journalist und Politiker (CSP), Abgeordneter zum Nationalrat
- Paulitschke, Ludwig (1901–1985), österreichischer alt-katholischer Geistlicher und Weihbischof in der Altkatholischen Kirche Österreichs
- Paulitschke, Philipp (1854–1899), österreichischer Forschungsreisender
- Paulitz, Albert (1909–1948), deutscher Kommandoführer in Konzentrationslagern
- Paulitz, Benno (* 1951), deutscher Ringer
- Paulitz, Nathanael Theodor von († 1786), preußischer Landrat
- Paulitz, Tanja (* 1966), deutsche Soziologin und Hochschullehrerin
- Paulitz, Viola (* 1967), deutsche Radrennfahrerin
- Paulizky, Heinrich (1752–1791), deutscher Arzt und Schriftsteller

#### Paulk
- Paulk, John (* 1963), US-amerikanisches Mitglied der Ex-Gay-Bewegung
- Paulk, Marcus T. (* 1986), US-amerikanischer Schauspieler und Tänzer
- Paulke, Elmar (* 1970), deutscher Fernsehmoderator und SportjournalistElmar Paulke (* 1970)

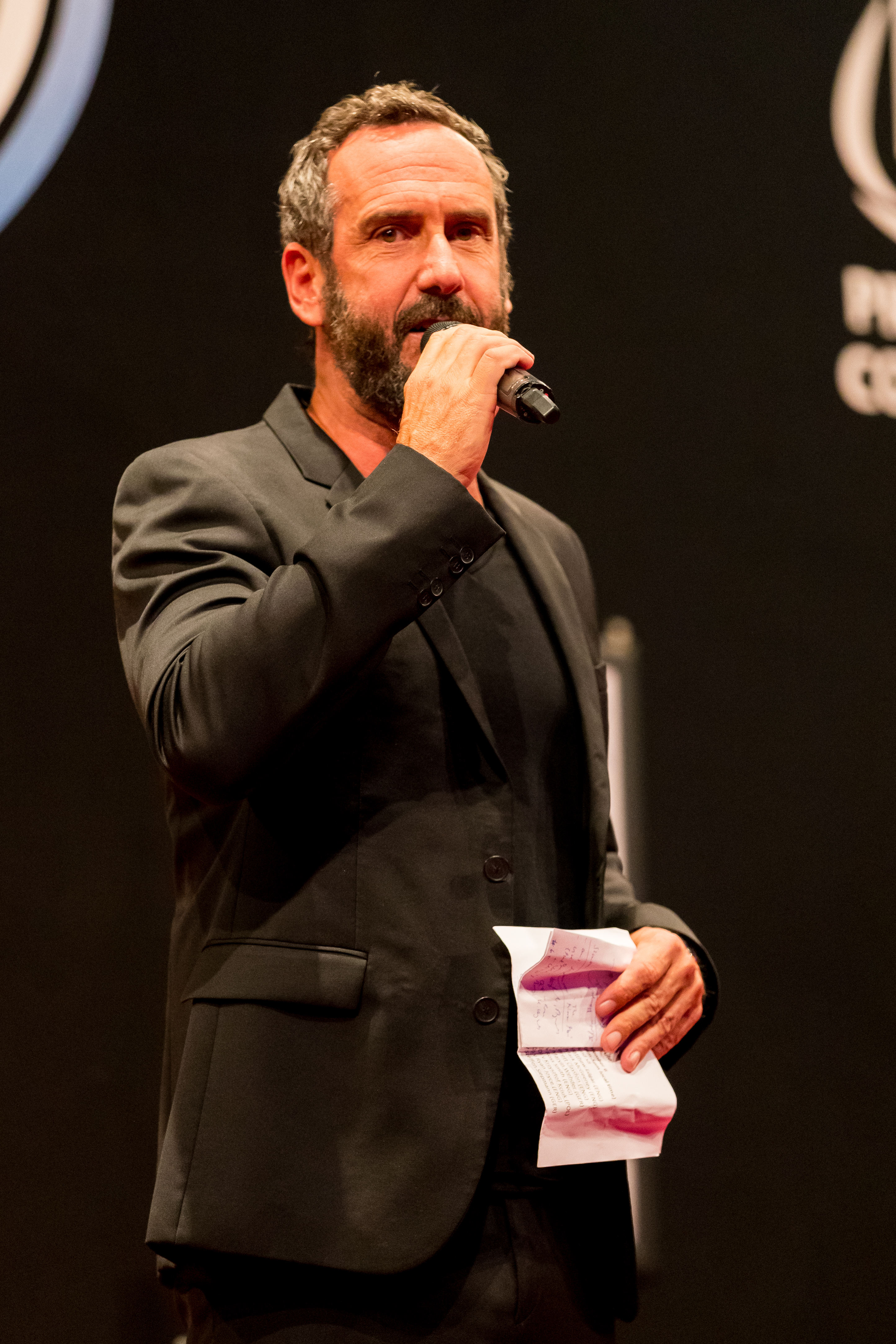
Elmar Paulke (* 1970)

- Paulke, Ines (1958–2010), deutsche Popmusikerin (DDR)
- Paulke, Karl Theodor (1881–1938), deutscher Musiker und Musikhistoriker

#### Paull
- Paull, Hermann (1867–1944), deutscher Mediziner und Autor
- Paull, Laline, britische Autorin
- Paull, Lawrence G. (1938–2019), US-amerikanischer Filmarchitekt
- Paull, Morgan (1944–2012), US-amerikanischer Schauspieler
- Paulla, Aemilia, Tochter des Lucius Aemilius Paullus
- Paulli, Holger Simon (1810–1891), dänischer Dirigent und Komponist
- Paulli, Wilhelm Adolf (1719–1772), deutscher Librettist und Schriftsteller
- Paullig, Ludwig (1859–1934), deutscher Mediziner und Frauenarzt
- Paullin, Charles Oscar (1869–1944), US-amerikanischer Historiker
- Paullini, Christian Franz (1643–1712), deutscher Arzt, Universalgelehrter und Schriftsteller
- Paullu Inca († 1550), peruanischer Prinz

#### Paulm
- Paulmann Kemna, Horst (1935–2025), deutsch-chilenischer Unternehmer
- Paulmann Koepfer, Heike (* 1968), chilenische Geschäftsfrau
- Paulmann, Annette (* 1964), deutsche Schauspielerin
- Paulmann, Carl Ludwig (1789–1832), deutscher Theaterschauspieler und Opernsänger (Tenor)
- Paulmann, Christian (1897–1970), deutscher Politiker (SPD), MdBB
- Paulmann, Friedrich (1878–1958), deutscher Kameramann und Dokumentarfilmproduzent
- Paulmann, Friedrich Ludwig (* 1806), deutscher Hof-Kupferschmied und Kupferwaren-Fabrikant
- Paulmann, Gerhard (1926–2012), deutscher Ingenieur und Hochschullehrer
- Paulmann, Johann Ludwig (1728–1807), deutscher Pastor und Kirchenlieddichter
- Paulmann, Johannes (* 1960), deutscher Historiker und Hochschullehrer
- Paulmann, Julius (1813–1874), deutscher Theaterschauspieler
- Paulmann, Leontine (1836–1914), deutsche Kinderdarstellerin und Theaterschauspielerin
- Paulmann, Otto (1899–1986), deutscher Buchhändler und Verleger
- Paulmann, Therese (1838–1908), deutsche Theaterschauspielerin
- Paulmann, Till (* 1967), deutscher Sänger, Songschreiber und Gitarrist
- Paulmann, Werner (1901–1958), deutscher Jurist, Rechtsanwalt und Notar, SS-Obersturmbannführer, Sturmbannführer der Waffen-SS und SS-RichterWerner Paulmann (1901–1958)

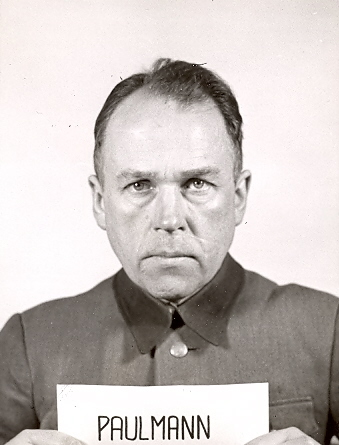
Werner Paulmann (1901–1958)

- Paulmann, Wilhelm (1865–1948), deutscher Apotheker, Lebensmittelchemiker und Kommunalpolitiker in Kassel
- Paulme, Denise (1909–1998), französische Ethnologin, Anthropologin und Afrikanistin
- Paulmichl, Erich (1955–2012), deutscher Karikaturist
- Paulmichl, Georg (1960–2020), italienischer Schriftsteller und Maler (Südtirol)
- Paulmichl, Herbert (* 1935), italienischer Komponist und Organist
- Paulmichl, Karl (1873–1933), österreichischer Architekt
- Paulmichl, Markus (* 1958), italienischer Pharmakologe und Toxikologe
- Paulmier, Bruno (* 1958), französischer Offizier und Vizeadmiral der französischen Marine
- Paulmüller, Herbert (1858–1939), deutscher Schauspieler

#### Pauln
- Paulnsteiner, Nicolas (* 2004), österreichischer Handballspieler

#### Paulo
- Paulo André (* 1983), brasilianischer Fußballspieler
- Paulo Isidoro (* 1953), brasilianischer Fußballspieler
- Paulo Jr. (* 1969), brasilianischer MusikerPaulo Jr. (* 1969)
- Paulo Miranda (* 1988), brasilianischer Fußballspieler

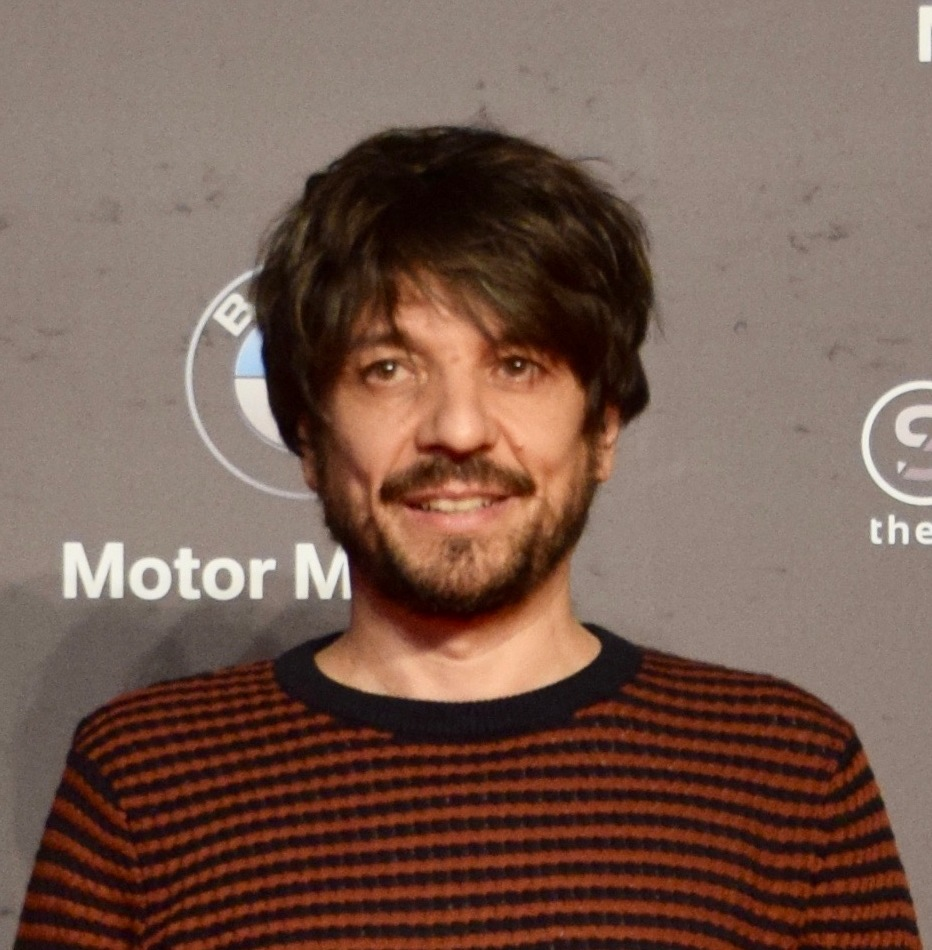
Oriol Paulo (* 1975)

- Paulo Otávio (* 1994), brasilianischer Fußballspieler
- Paulo Rangel (* 1985), brasilianischer Fußballspieler
- Paulo Sérgio (* 1954), brasilianischer Fußballspieler
- Paulo Sérgio (* 1968), portugiesischer Fußballspieler und -trainer
- Paulo Sérgio (* 1969), brasilianischer FußballspielerPaulo Sérgio (* 1969)

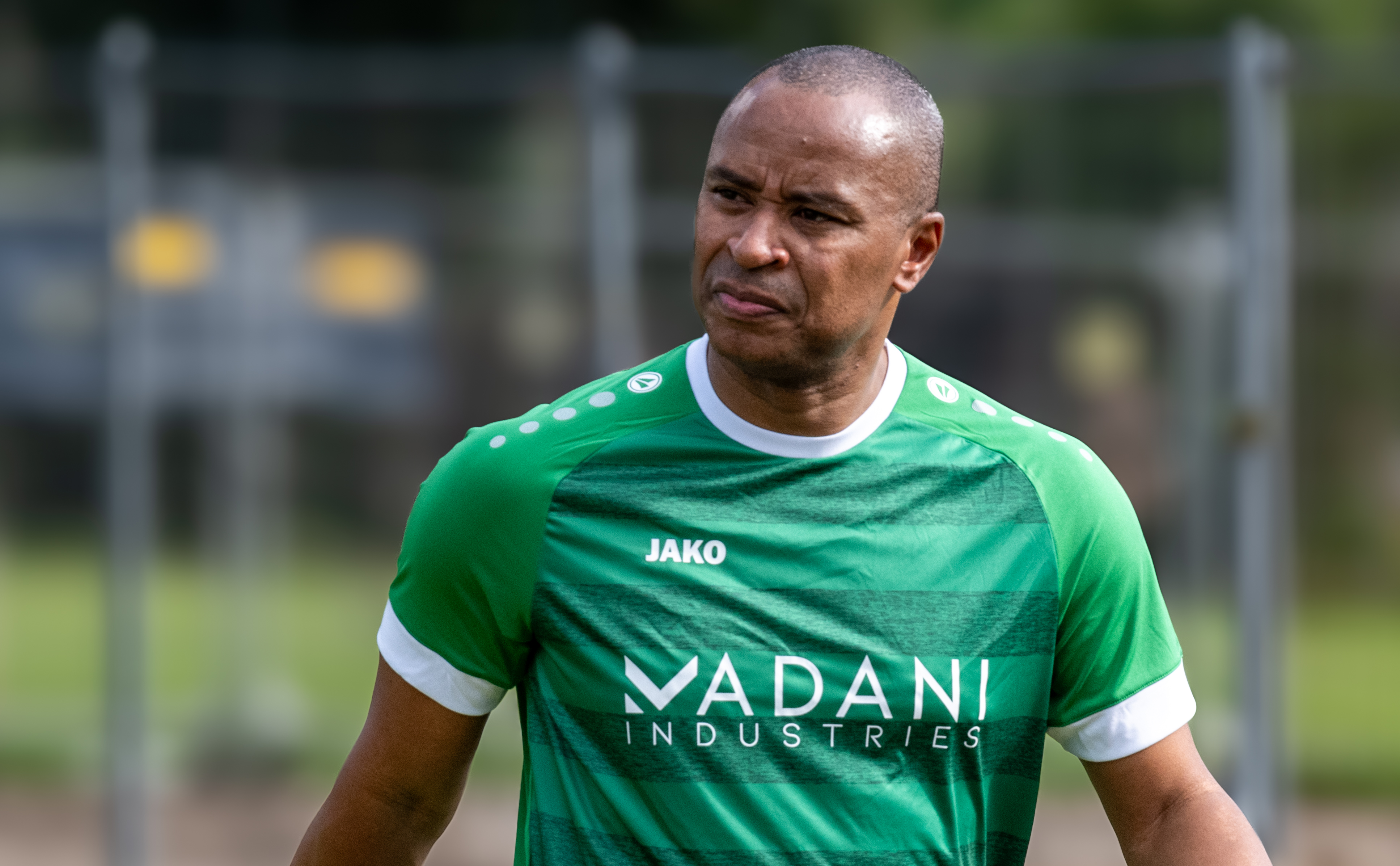
Paulo Sérgio (* 1969)

- Paulo Sérgio (* 1976), portugiesischer Fußballspieler
- Paulo Silas (* 1965), brasilianischer Fußballspieler und -trainer
- Paulo Thiago (* 1981), brasilianischer Mixed-Martial-Arts-Kämpfer
- Paulo Victor (* 1987), brasilianischer Fußballtorhüter
- Paulo Vitor (* 1957), brasilianischer Fußballspieler
- Paulo, Bruno (* 1990), brasilianischer Fußballspieler
- Paulo, Hans-Dieter (1956–2021), deutscher Fußballspieler
- Paulo, Helena (* 1998), angolanische Handballspielerin
- Paulo, Joseph (* 1988), neuseeländischer Rugby-League-Spieler
- Paulo, Julião Mateus (* 1942), angolanischer Politiker, General und Freiheitskämpfer
- Paulo, Marco (1945–2024), portugiesischer Popsänger
- Paulo, Marcos (* 1977), brasilianischer Fußballspieler
- Paulo, Oriol (* 1975), spanischer Drehbuchautor und FilmregisseurOriol Paulo (* 1975)
- Paulo, Pedro (* 1994), brasilianischer Fußballspieler
- Paulo, Pierre-Antoine (1944–2021), haitianischer Ordensgeistlicher und römisch-katholischer Bischof von Port-de-Paix
- Paulo, Viviane de Santana (* 1966), brasilianische Schriftstellerin
- Paulos, griechischer Steinmetz
- Paulos (1935–2012), äthiopischer Patriarch der Orthodoxen Tewahedo-Kirche
- Paulos I., Bischof von Konstantinopel (337-um 339, 341, 347–350)
- Paulos II. († 653), ökumenischer Patriarch von Konstantinopel
- Paulos III., Patriarch von Konstantinopel
- Paulos IV. († 784), Patriarch von Konstantinopel
- Paulos Mar Gregorios (1922–1996), syrisch-orthodoxer Theologe und Bischof
- Paulos von Aigina, alexandrinischer Mediziner
- Paulos, John Allen (* 1945), US-amerikanischer Mathematiker
- Paulos, Peregrino (1889–1921), argentinischer Geiger, Bandleader und Tangokomponist
- Paulose, Sinimole (* 1983), indische Leichtathletin
- Paulouski, Aljaksandr (1936–1977), sowjetischer Degenfechter
- Paulovič, Ľubomír (1952–2024), slowakischer Schauspieler
- Paulovič, Matej (* 1995), slowakischer Eishockeyspieler
- Paulovics, István (1892–1952), ungarischer Provinzialrömischer Archäologe und Altphilologe
- Paulowitsch, Aljaksandr (* 1988), belarussischer Eishockeyspieler
- Paulowitsch, Jaraslawa (* 1969), belarussische Steuerfrau im Rudern
- Paulowitsch, Weranika (* 1978), belarussische Tischtennisspielerin
- Paulowitsch, Wiktoryja (* 1978), belarussische Tischtennisspielerin
- Paulowitsch-Jelsakowa, Julija (* 1978), belarussische Shorttrackerin

#### Paulr
- Paulraj, Jude Gerald (* 1943), indischer Geistlicher und römisch-katholischer Bischof von Palayamkottai
- Paulrud, Anders (1951–2008), schwedischer Schriftsteller

#### Pauls
- Pauls, Alan (* 1959), argentinischer Schriftsteller und Hochschullehrer
- Pauls, Birte (* 1965), deutsche Politikerin (SPD), MdL
- Pauls, Christian (* 1944), deutscher Diplomat
- Pauls, Dennis (* 1980), deutscher Kameramann und Filmregisseur
- Pauls, Eilhard Erich (1877–1961), deutscher Autor und Gymnasiallehrer
- Pauls, Emil (1840–1911), rheinischer Apotheker und Heimatforscher
- Pauls, Helmut (* 1952), deutscher Diplom-Psychologe und Psychologischer Psychotherapeut sowie Klinischer Sozialarbeiter
- Pauls, Irina (* 1961), deutsche Choreografin und Regisseurin
- Pauls, Jakob (* 1857), deutscher Politiker
- Pauls, Jann Eduard (1890–1976), deutscher Politiker (fraktionslos), MdL
- Pauls, Johann Peter (1783–1845), königlich preussischer Geheimer Begierungs-, Medizinal- und Oberpräsidialrat
- Pauls, John (1908–1946), deutscher SS-Oberscharführer im KZ Stutthof
- Pauls, Kristina (* 1983), deutsche Schauspielerin
- Pauls, Margarete (* 1950), deutsche Maschinenbauingenieurin und Pionierin der zweiten Welle der Frauenbewegung
- Pauls, Peter (* 1953), deutscher Journalist, Chefredakteur Kölner Stadt-Anzeiger
- Pauls, Raimonds (* 1936), sowjetisch-lettischer Komponist
- Pauls, Rolf Friedemann (1915–2002), deutscher Offizier der Wehrmacht und Diplomat
- Pauls, Thomas (* 1986), deutscher Politiker (CDU)
- Pauls, Tom (* 1959), deutscher Schauspieler und KabarettistTom Pauls (* 1959)

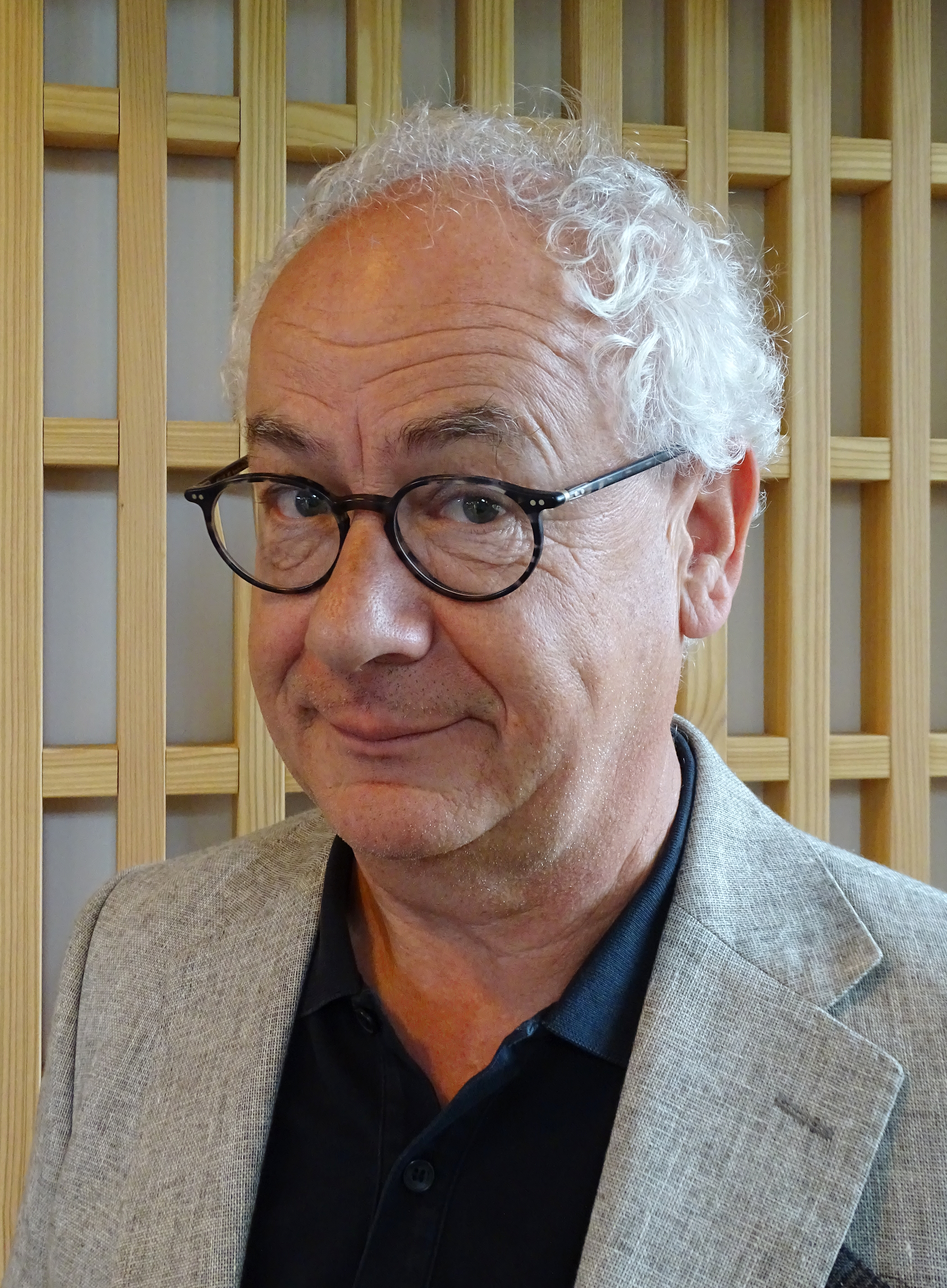
Tom Pauls (* 1959)

- Pauls, Volquart (1884–1954), deutscher Historiker
- Pauls-Harding, John (1922–1988), deutscher Schauspieler, Kabarettist, Regisseur und Synchronsprecher
- Paulsackel, Johann (1805–1855), Vorkämpfer für demokratische Freiheitsrechte
- Paulsamy, Thomas (* 1951), indischer Geistlicher, römisch-katholischer Bischof von Dindigul
- Paulsberg, Dieter (1941–2016), deutscher Fußballspieler
- Paulsberg, Hanna (* 1987), norwegische Jazzmusikerin (Saxophon, Komposition)
- Paulsch, Axel (* 1966), deutscher Geoökologe
- Paulsdorff, Ludwig von (1769–1830), preußischer Generalmajor, Herr auf Paulsdorf (Kreis Cammin)
- Paulsen, Adalbert (1889–1974), deutscher Theologe
- Paulsen, Adam (1833–1907), dänischer Physiker
- Paulsen, Albert (1925–2004), ecuadorianischer Schauspieler
- Paulsen, Alex (* 2002), neuseeländisch-südafrikanischer Fußballspieler
- Paulsen, Andreas (1899–1977), deutscher Wirtschaftswissenschaftler und Rektor der Freien Universität Berlin
- Paulsen, Anna (1893–1981), deutsche evangelische Theologin
- Paulsen, Arno (1900–1969), deutscher Filmschauspieler
- Paulsen, Axel (1855–1938), norwegischer Eiskunstläufer und Erfinder des Eiskunstlaufsprunges Axel
- Paulsen, Bjørn (* 1991), dänischer Fußballspieler
- Paulsen, Carl Arnold (1808–1862), dänischer Maler des Biedermeier
- Paulsen, Carsten (1932–2004), deutscher Politiker (SPD), MdL
- Paulsen, Charlotte (1797–1862), deutsche Sozialreformerin und Frauenrechtlerin
- Paulsen, Christian (1798–1854), dänischer Rechtswissenschaftler, Autor und Politiker
- Paulsen, Dirk (* 1959), deutscher Schachspieler
- Paulsen, Edvin (1889–1963), norwegischer Turner
- Paulsen, Elisabeth (1879–1951), deutsche Dichterin und Übersetzerin
- Paulsen, Erik (* 1954), deutscher Synchronregisseur und Dialogbuchautor
- Paulsen, Erik (* 1965), US-amerikanischer Politiker
- Paulsen, Folke (* 1960), deutscher Theater-, Film- und Fernseh-Schauspieler
- Paulsen, Frederik (1909–1997), deutsch-schwedischer Mediziner und Unternehmer
- Paulsen, Frederik (* 1950), schwedischer Chemiker, Betriebsökonom und UnternehmerFrederik Paulsen (* 1950)

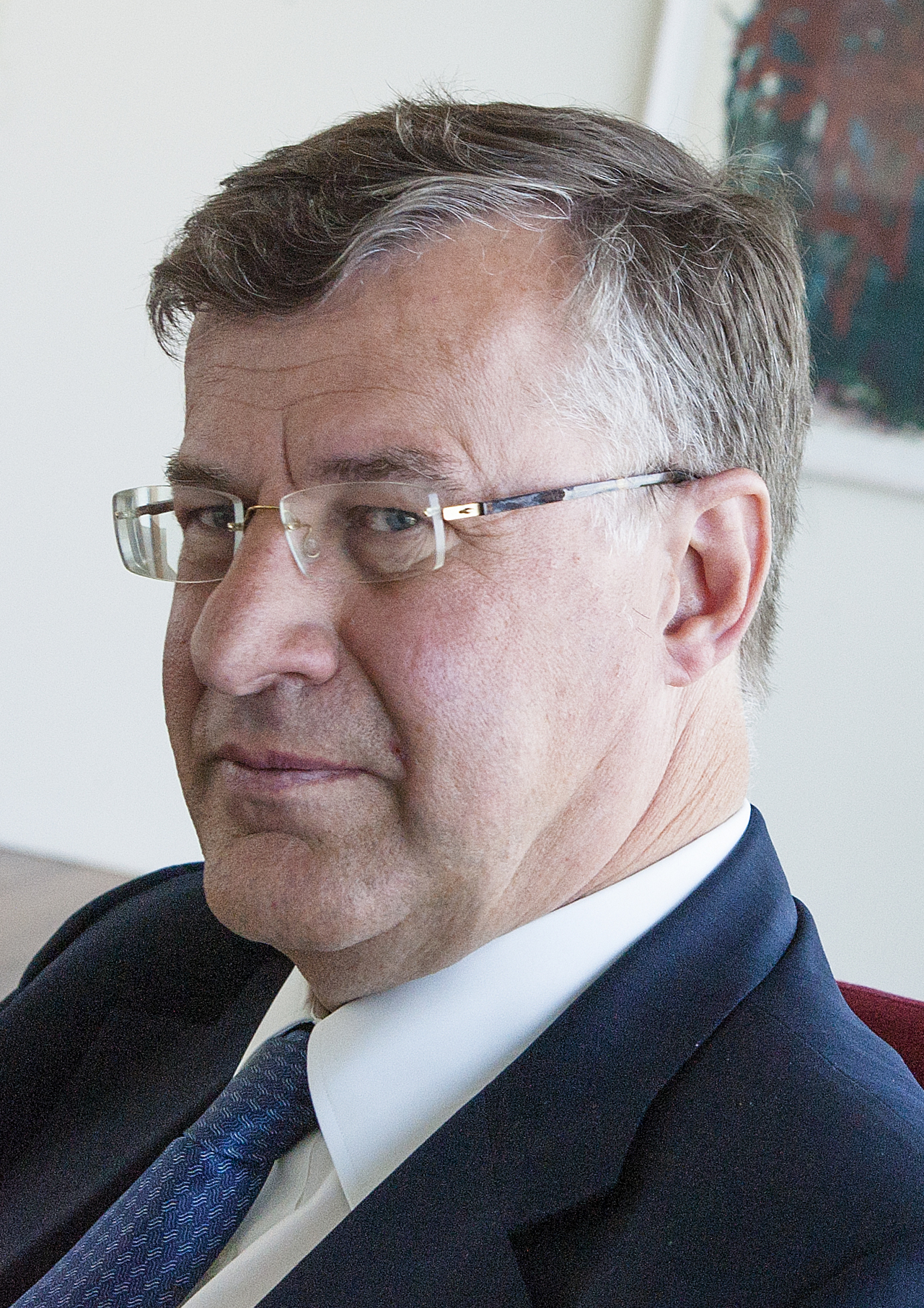
Frederik Paulsen (* 1950)

- Paulsen, Friedrich (1846–1908), deutscher Pädagoge und Philosoph
- Paulsen, Friedrich (1874–1947), deutscher Architekt, Verbandsfunktionär des Bundes Deutscher Architekten und Chefredakteur der Bauwelt
- Paulsen, Frithjof (1895–1988), norwegischer Eisschnellläufer
- Paulsen, Fritz (1838–1898), deutscher Genre- und Porträtmaler
- Paulsen, Gary (1939–2021), US-amerikanischer Jugendbuchautor
- Paulsen, Gitte (* 1965), dänische Badmintonspielerin
- Paulsen, Gundel (1926–2018), deutsche Pädagogin und Herausgeberin von Anthologien
- Paulsen, Gustav (1876–1955), deutscher Politiker (fraktionslos), MdL
- Paulsen, Hans (1922–2024), deutscher Chemiker
- Paulsen, Harald (1895–1954), deutscher Theater- und Filmschauspieler und RegisseurHarald Paulsen (1895–1954)

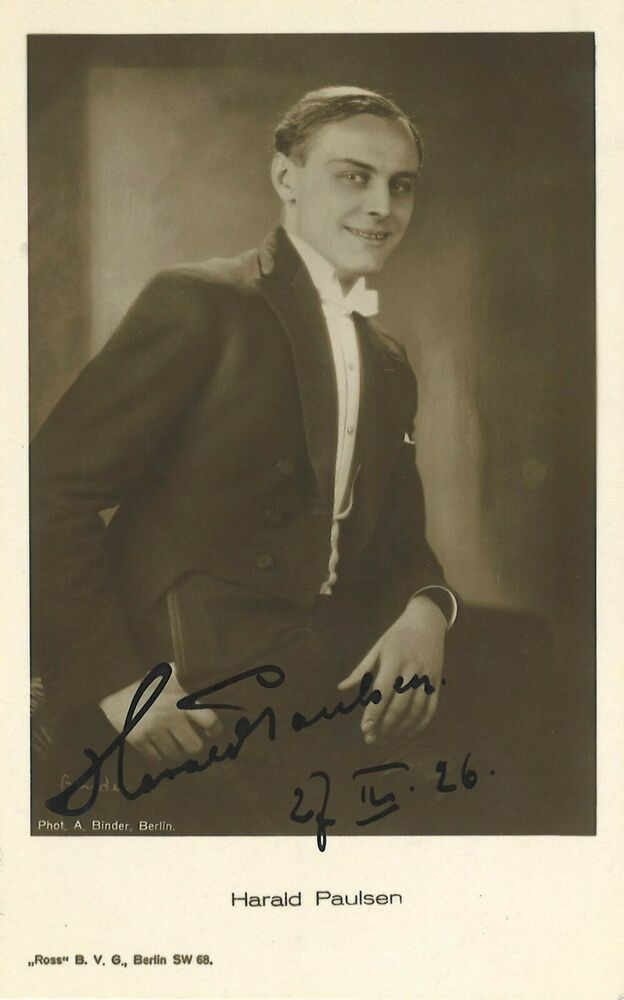
Harald Paulsen (1895–1954)

- Paulsen, Harm (* 1944), deutscher Experimentalarchäologe
- Paulsen, Henning (1944–1994), deutscher evangelischer Neutestamentler
- Paulsen, Herbert (1901–1979), deutscher Widerstandskämpfer, Polizist und Sportfunktionär
- Paulsen, Hermann (1918–2011), deutscher Künstler
- Paulsen, Hermann Neuton (1898–1951), deutscher Pädagoge und Besitzer der Hallig Süderoog
- Paulsen, Ingwer (1883–1943), deutscher Grafiker und Maler
- Paulsen, Jan (* 1967), dänischer Badmintonspieler
- Paulsen, Johann Christian (1748–1825), deutscher Forstmann
- Paulsen, Johannes (1847–1916), deutscher Pastor
- Paulsen, Karl-Heinz (1909–1941), deutscher Ozeanograph und Polarforscher
- Paulsen, Lasse (* 1974), norwegischer Skirennläufer
- Paulsen, Liv (1925–2001), norwegische Kugelstoßerin und Sprinterin
- Paulsen, Logan (* 1987), US-amerikanischer American-Football-Spieler
- Paulsen, Louis (1833–1891), deutscher Schachspieler
- Paulsen, Marianne (* 1980), norwegische Fußballspielerin
- Paulsen, Marit (* 1939), schwedische Autorin und Politikerin, MdEP
- Paulsen, Max (1876–1956), österreichischer Schauspieler, Regisseur und Theaterleiter
- Paulsen, Nina (* 1950), russlanddeutsche Journalistin, Publizistin und Literaturkritikerin
- Paulsen, Paul (1882–1963), deutscher Theater- und Filmschauspieler
- Paulsen, Peter (1902–1985), deutscher Prähistoriker
- Paulsen, Ralf (1929–2015), deutscher Sänger der Schlager- und Countrymusik-SzeneRalf Paulsen (1929–2015)

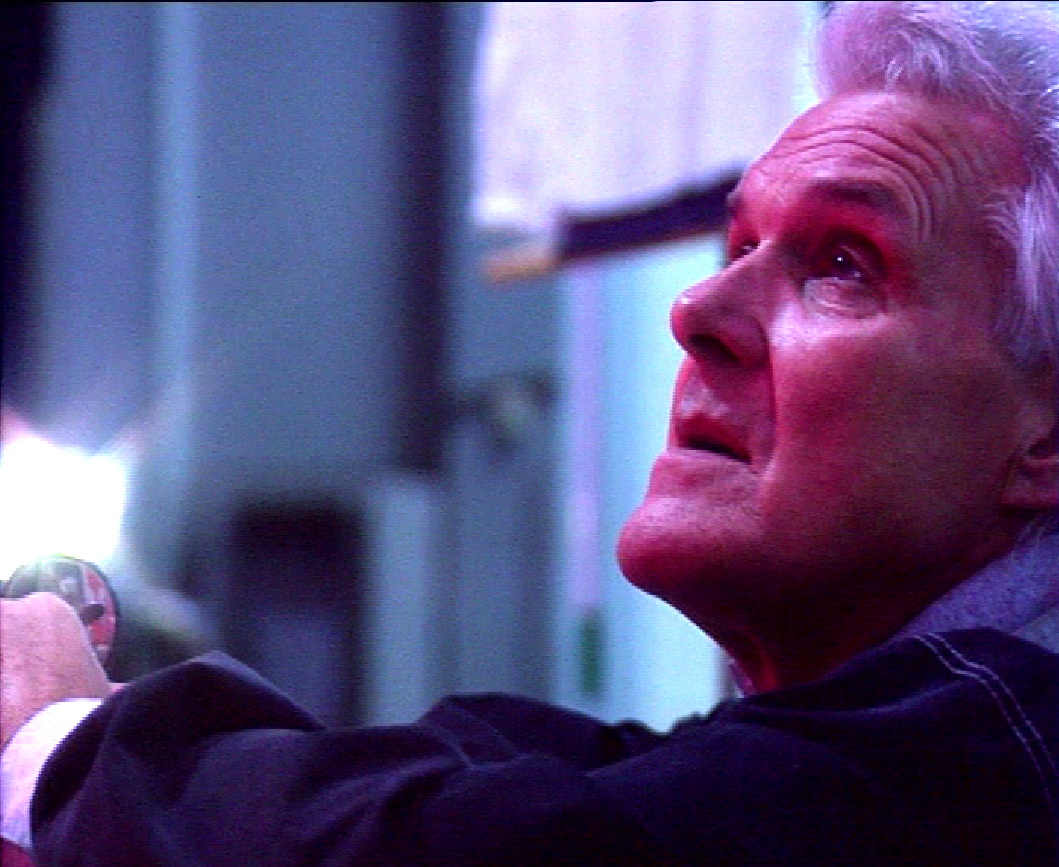
Ralf Paulsen (1929–2015)

- Paulsen, Rob (* 1956), US-amerikanischer Schauspieler und SynchronsprecherRob Paulsen (* 1956)

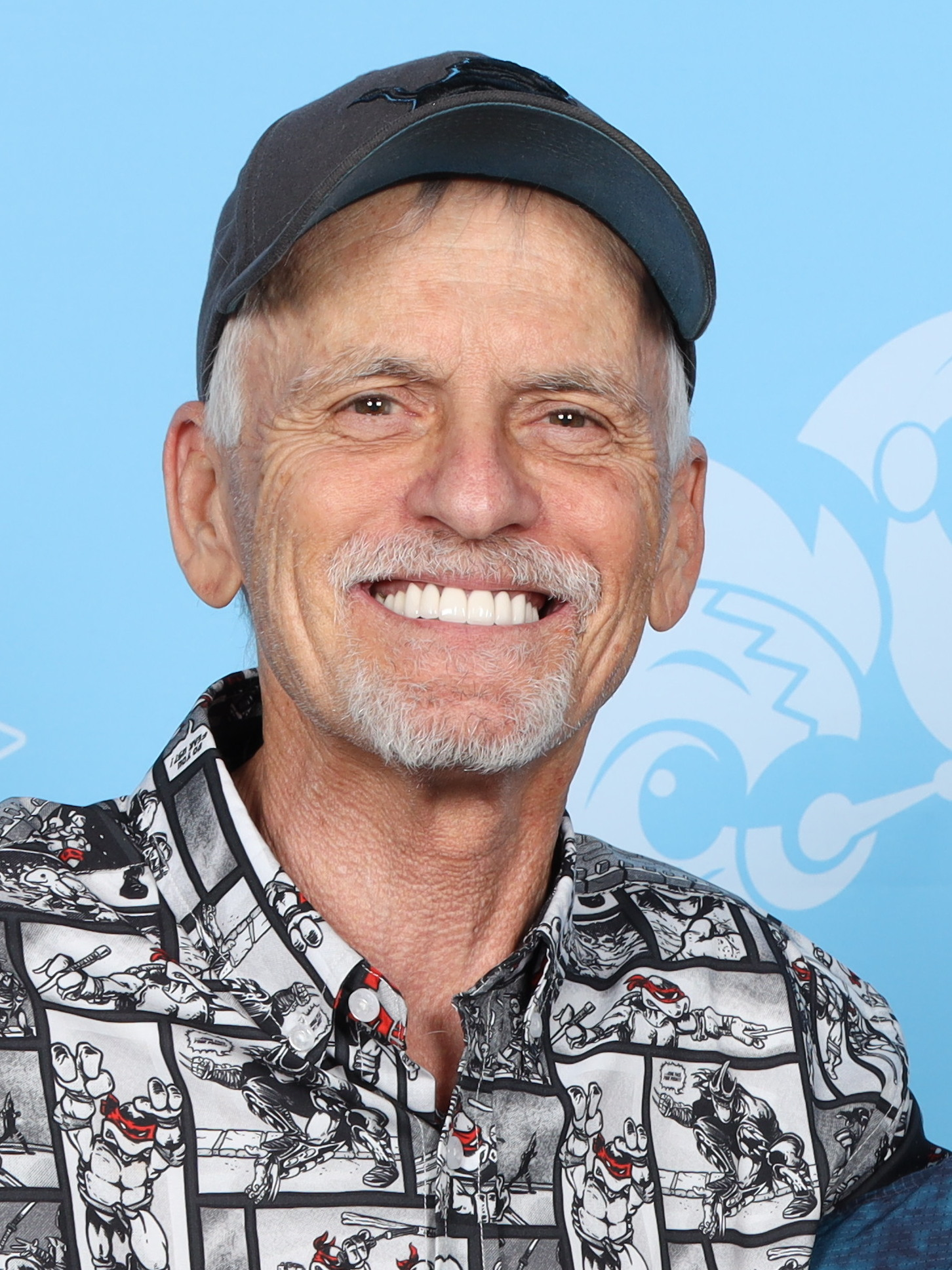
Rob Paulsen (* 1956)

- Paulsen, Rolf (* 1934), norwegischer Radrennfahrer
- Paulsen, Rudolf (1883–1966), deutscher Schriftsteller
- Paulsen, Sigrun (* 1945), deutsche Malerin
- Paulsen, Sondre (* 1988), norwegischer Handballspieler
- Paulsen, Svenja (* 2003), deutsche Fußballspielerin
- Paulsen, Theodor (1839–1921), deutscher Theologe und Schulgründer
- Paulsen, Thomas (* 1959), deutscher Altphilologe
- Paulsen, Ursula (* 1935), deutsche Tischtennisspielerin
- Paulsen, Uwe (1944–2014), deutscher Schauspieler und Synchronsprecher
- Paulsen, Vetle (* 2000), norwegischer Biathlet
- Paulsen, Viktor (1913–1987), österreichischer Slawist, der während des Zweiten Weltkriegs am NS-Kulturraub beteiligt war
- Paulsen, Wilfried (1828–1901), deutscher Kartoffelzüchter und Schachspieler
- Paulsen, Wilhelm (1875–1943), deutscher Pädagoge
- Paulson, Andrew (* 2001), tschechischer Tennisspieler
- Paulson, Anna (* 1984), schwedische Fußballspielerin
- Paulson, Barbara (1928–2023), US-amerikanische Mathematikerin
- Paulson, Bjørn (1923–2008), norwegischer Leichtathlet
- Paulson, Brandon (* 1973), US-amerikanischer Ringer
- Paulson, Chris (* 1958), US-amerikanischer Sänger und Gitarrist
- Paulson, Henry (* 1946), US-amerikanischer Geschäftsmann und Politiker
- Paulson, Ilsa (* 1988), US-amerikanische Marathonläuferin
- Paulson, Ivar (1922–1966), estnischer Ethnologe, Religionswissenschaftler und Dichter
- Paulson, Jamie (* 1948), kanadischer Badmintonspieler
- Paulson, John (* 1955), US-amerikanischer Hedgefondsmanager
- Paulson, Kyle (* 2002), US-amerikanischer Volleyballspieler
- Paulson, Mikkel, kanadischer Politiker und Vorsitzender der Pirate Party of Canada (PPCA)
- Paulson, Sarah, US-amerikanische SchauspielerinSarah Paulson

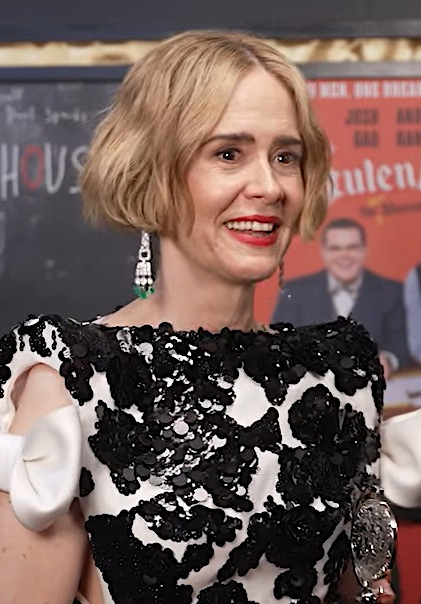
Sarah Paulson

- Paulson, Stanley L. (* 1941), US-amerikanischer Rechtswissenschaftler, Philosoph und Hochschullehrer
- Paulson, William (* 1994), britisch-kanadischer Mittel- und Langstreckenläufer
- Paulssen, Anton Jacob (1792–1835), deutscher Klassischer Philologe und Gymnasiallehrer
- Paulssen, Arnold (1864–1942), deutscher Jurist und Politiker (DDP), Ministerpräsident des Landes Thüringen
- Paulssen, Bertha (1891–1973), deutsch-US-amerikanische Sozialarbeiterin
- Paulssen, Carl Christian August (1766–1813), Bürgermeister der Stadt Weimar (1813)
- Paulssen, Christoph (* 1963), deutscher Musikproduzent, Komponist und Musiker
- Paulssen, Hans Constantin (1892–1984), deutscher Industriemanager und Präsident der Bundesvereinigung der Deutschen Arbeitgeberverbände
- Paulssen, Hermann Joseph (1813–1877), preußischer Bürgermeister und Landrat des Kreises Heinsberg
- Paulsson, Gregor (1889–1977), schwedischer Kunsthistoriker
- Paulsson, Marcus (* 1984), schwedischer Eishockeyspieler
- Paulsson, Robin (* 1983), schwedischer Stand-up-Comedian, Drehbuchautor und Fernsehmoderator

#### Paulu
- Paulů, Blanka (* 1954), tschechoslowakische Skilangläuferin
- Paulucci di Calboli, Raniero (1861–1931), italienischer Diplomat und Politiker, Gesandter in Portugal, der Schweiz, Japan sowie Spanien und Senator
- Paulucci, Amilcare (1773–1845), Generalinspektor
- Paulucci, Filippo (1779–1849), italienischer Soldat und Politiker
- Pauluhn, Stefan (* 1962), deutscher Politiker (SPD), MdL
- Pauļuks, Jānis (1865–1937), lettischer Politiker und Ministerpräsident
- Paulun, Benedikt (* 1990), deutscher Schauspieler
- Paulun, Carsten (* 1967), deutscher Journalist und Reporter
- Paulun, Dirks (1903–1976), deutscher Autor
- Paulun, Erich (1862–1909), deutscher MarinearztErich Paulun (1862–1909)
- Paulus, Alchemist

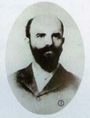
Erich Paulun (1862–1909)

- Paulus, spätantiker Politiker und Konsul (512)
- Paulus, spätrömischer Militärbefehlshaber
- Paulus, römischer Beamter
- Paulus, byzantinischer Exarch von Ravenna
- Paulus († 1505), deutscher Benediktinerabt
- Paulus (1845–1908), französischer Sänger des leichten Fachs
- Paulus Aurelianus, keltischer Heiliger
- Paulus Crosnensis († 1517), polnischer Dichter
- Paulus de Roda († 1514), franko-flämischer Komponist und Sänger der Renaissance
- Paulus de Santa Maria († 1435), jüdischer Apostat und Bischof von Cartagena und Burgos
- Paulus Diaconus, langobardischer Mönch und Geschichtsschreiber
- Paulus Huthenne († 1532), Mainzer, Naumburger, Würzburger Weihbischof
- Paulus I. von Aquileia, Erzbischof und später Patriarch von Aquileia
- Paulus Italus († 1610), italienischer Bildhauer und Architekt der Renaissance
- Paulus Paulirinus de Praga (* 1413), böhmischer Universalgelehrter
- Paulus Silentiarius, byzantinischer Dichter
- Paulus Venetus († 1429), italienischer Philosoph und Theologe
- Paulus von Molfetta, Minorit und Bischof von Molfetta
- Paulus von Narbonne, erste Bischof von Narbonne
- Paulus von Tarsus, ApostelPaulus von Tarsus

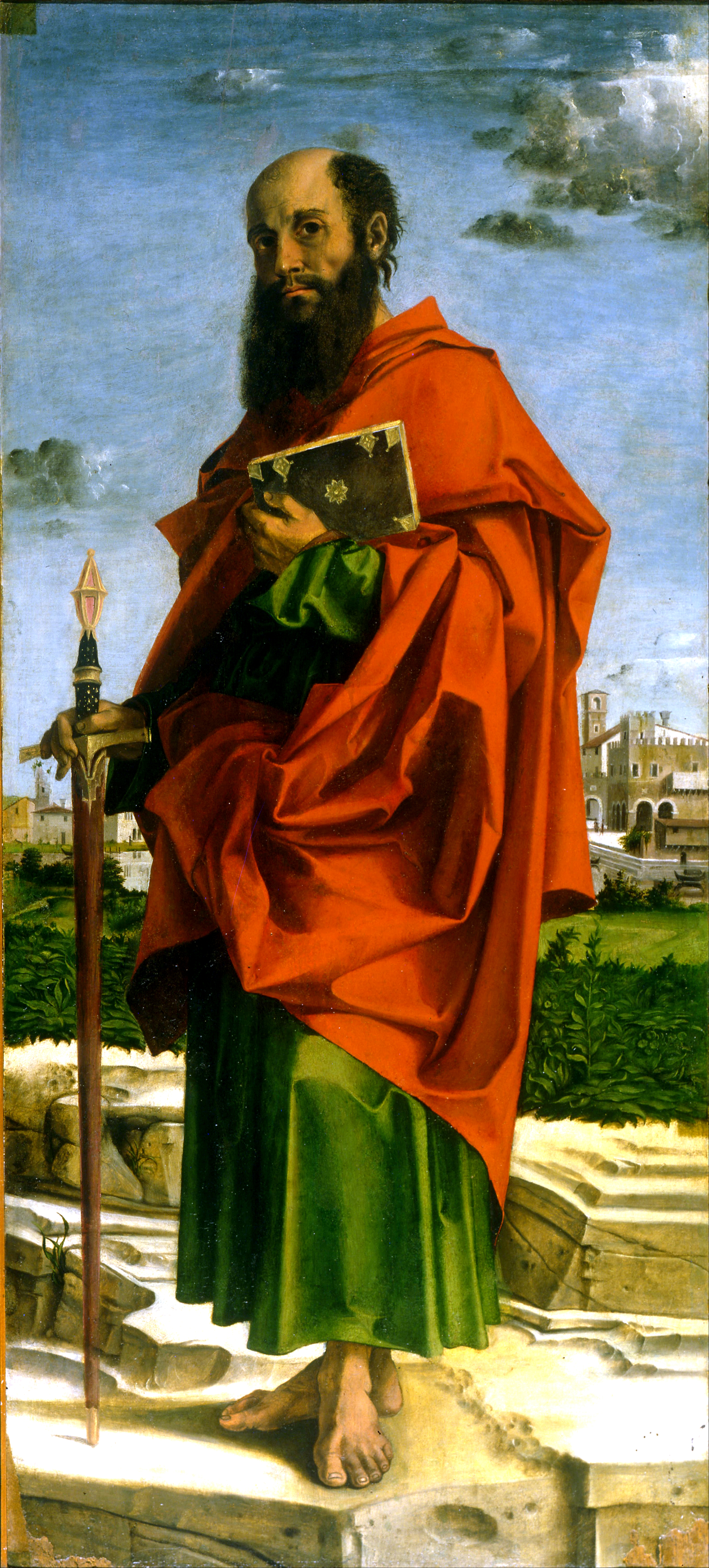
Paulus von Tarsus

- Paulus von Theben (228–341), christlicher Heiliger, erster ägyptischer Einsiedler
- Paulus, Adolf (1851–1924), deutscher Kunsthändler
- Paulus, Alfons (1918–1987), deutscher Arzt und Politiker der SVP
- Paulus, Andreas (* 1968), deutscher Rechtswissenschaftler, Richter des Bundesverfassungsgerichts
- Paulus, Anete (* 1991), estnische Fußballspielerin
- Paulus, Annelie (* 1956), saarländische Politikerin (CDU), MdL
- Paulus, Ariane (* 1976), deutsche Rechtsanwältin und scripted-reality-Darstellerin
- Paulus, Barbara (* 1970), österreichische Tennisspielerin
- Paulus, Beate (1778–1842), württembergische Pietistin und Pfarrfrau
- Paulus, Beate, deutsche Chemikerin und Hochschullehrerin
- Paulus, Caroline (* 1959), französische Schauspielerin, Sängerin und Model
- Paulus, Charles (1866–1931), deutscher Kameramann
- Paulus, Christof (* 1974), deutscher Historiker
- Paulus, Christoph (* 1952), deutscher Rechtswissenschaftler
- Paulus, Edmund (1837–1910), deutscher Politiker (NLP) und Musikinstrumentenbauer
- Paulus, Eduard (1837–1907), deutscher Kunsthistoriker, Denkmalpfleger, Archäologe und Dichter
- Paulus, Ernst (1868–1936), deutscher Architekt
- Paulus, Ernst (1897–1986), deutscher Leichtathlet
- Paulus, Francis Petrus (1862–1933), US-amerikanischer Maler, Radierer und Kunstlehrer
- Paulus, Frank (* 1978), deutscher Fußballspieler
- Paulus, Franz Wilhelm (1896–1959), deutscher Verleger
- Paulus, Friedrich (1890–1957), deutscher Generalfeldmarschall in der Zeit des NationalsozialismusFriedrich Paulus (1890–1957)

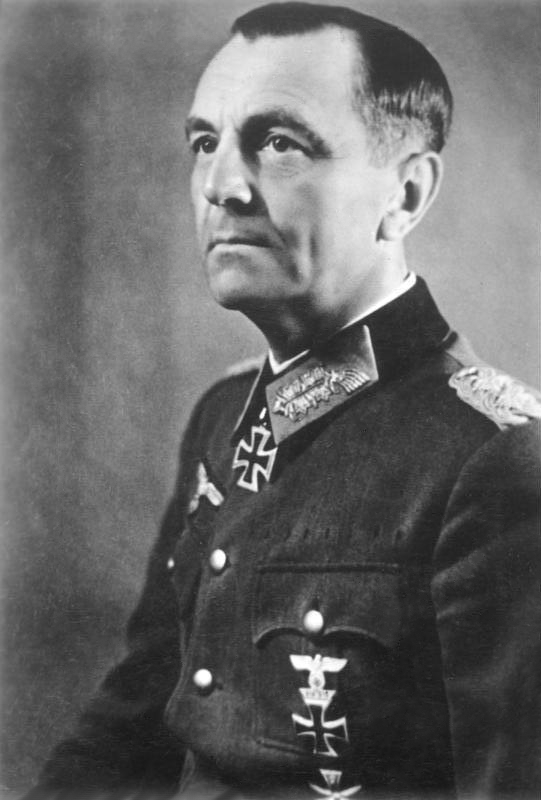
Friedrich Paulus (1890–1957)

- Paulus, Fritz (1918–1982), deutscher Maler
- Paulus, George (1948–2014), US-amerikanischer Blues-Produzent
- Paulus, Georges (1896–1937), französischer Schwimmer
- Paulus, Gerd (* 1953), deutscher Fußballspieler
- Paulus, Gerhard (1922–2002), deutscher Politiker (FDP), MdL
- Paulus, Gotthard (1912–1977), deutscher Rechtswissenschaftler
- Paulus, Gottlob Christoph (1727–1790), lutherischer Pfarrer, als Mystiker des Amts enthoben
- Paulus, Günter (* 1927), deutscher Historiker
- Paulus, Günther (1898–1976), deutscher Architekt
- Paulus, Gustav (1842–1902), preußischer Generalleutnant und Präses des Ingenieurkomitees
- Paulus, Hannes F. (* 1943), deutscher Zoologe und Hochschullehrer
- Paulus, Hans (1919–1985), deutscher Landwirt und Politiker (parteilos)
- Paulus, Heidrun (* 1961), deutsche Flötistin, Komponistin und Musikpädagogin
- Paulus, Heinrich Eberhard Gottlob (1761–1851), Theologe
- Paulus, Helmut (1900–1975), deutscher Dichter und Schriftsteller
- Paulus, Helmut-Eberhard (* 1951), deutscher Kunsthistoriker, Denkmalpfleger und Sachbuchautor
- Paulus, Herbert (1913–1993), deutscher Kunsthistoriker
- Paulus, Jochen (* 1969), deutscher Politiker (FDP, AfD), MdL
- Paulus, Johann Georg (* 1678), Bildhauer
- Paulus, Jordan (* 1990), belgischer Eishockeyspieler
- Paulus, Josef (1877–1955), deutscher Maler, Illustrator und Fotograf
- Paulus, Josef (1908–1985), deutscher Geistlicher und Generalvikar Bistum Trier
- Paulus, Jutta (* 1967), deutsche Politikerin (Bündnis 90/Die Grünen), Landesvorsitzende Bündnis 90/Die Grünen Rheinland-Pfalz, MdEPJutta Paulus (* 1967)

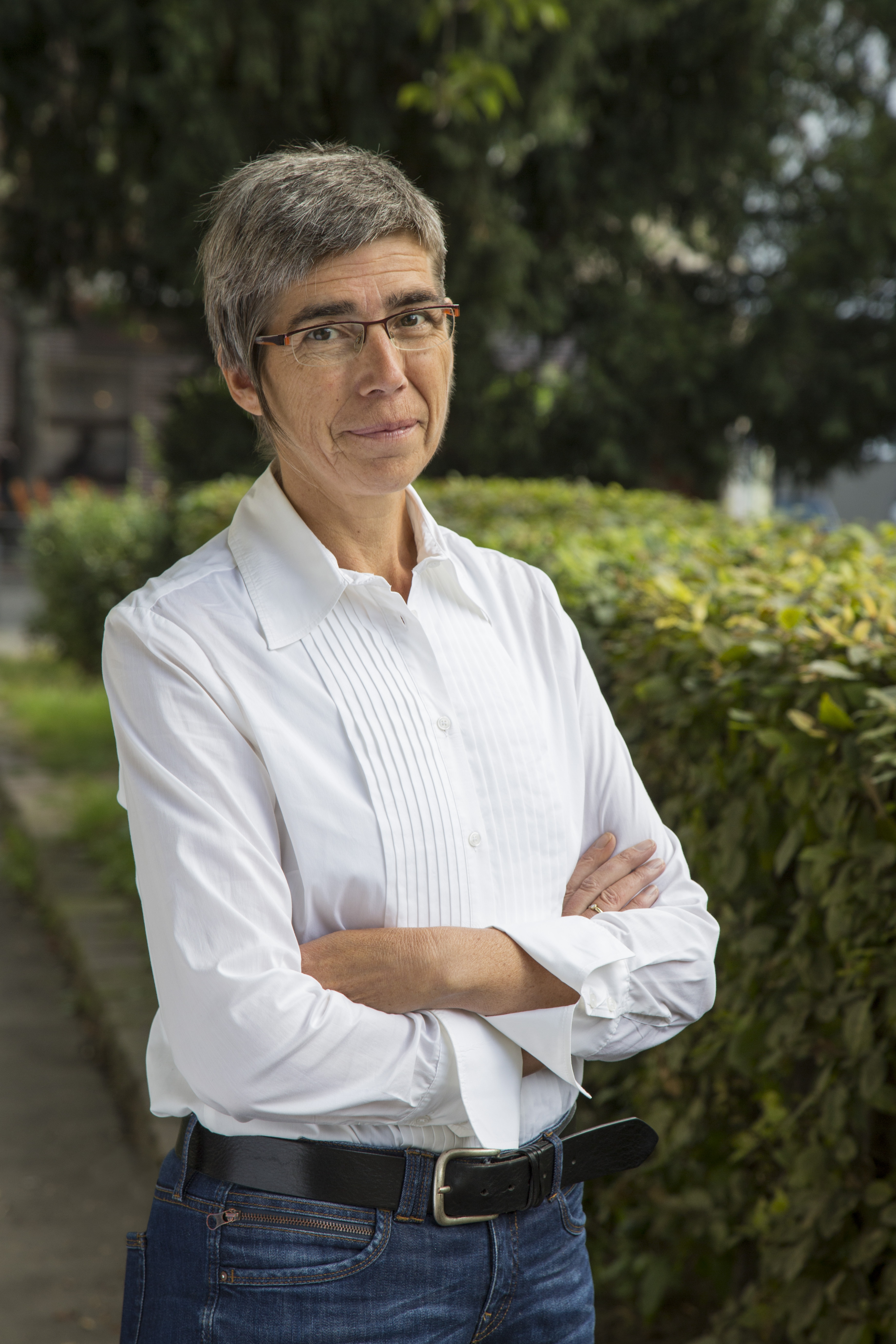
Jutta Paulus (* 1967)

- Paulus, Karl Eduard (1803–1878), württembergischer Topograph
- Paulus, Käthe (1868–1935), deutsche Berufsluftschifferin, Luftakrobatin und Erfinderin des zusammenlegbaren Fallschirms
- Paulus, Lieve (* 1966), belgische Triathletin
- Paulus, Manfred (* 1943), deutscher Kriminalhauptkommissar
- Paulus, Monica, papua-neuguineische Frauen- und Menschenrechtsaktivistin
- Paulus, Nikolaus (1853–1930), deutscher katholischer Kirchenhistoriker
- Paulus, Norma (1933–2019), US-amerikanische Juristin und Politikerin (Republikanische Partei)
- Paulus, Paul (1915–2013), deutscher Maler
- Paulus, Peter (* 1948), deutscher Psychologe
- Paulus, Philipp (1809–1878), württembergischer evangelischer Theologe, Lehrer, Schriftsteller und Abgeordneter des Württembergischen Landtags sowie Gründer der Evangelischen Altenheimat
- Paulus, Rainer (1939–2011), deutscher Rechtswissenschaftler und Hochschullehrer
- Paulus, Richard (1883–1929), deutscher Kunsthistoriker und Kunsthändler
- Paulus, Thomas (* 1982), deutscher Fußballspieler
- Paulus, Uli (* 1974), deutscher Schriftsteller und Spieleautor
- Paulus, Volker (* 1947), deutscher Volleyballspieler und -trainer
- Paulus, Walter (* 1953), deutscher Neurologe und Neurophysiologe
- Paulus, Wolfram (1957–2020), österreichischer Filmregisseur und Drehbuchautor
- Paulusch, Bernd-Arthur (1942–2000), deutscher Jurist, Richter am Bundesgerichtshof
- Paulusová-Benešová, Eva (1937–2017), tschechoslowakische Skilangläuferin
- Paulussen, Elke (* 1944), deutsche Dozentin und niederdeutsche Autorin
- Paulussen, Grit (* 1983), deutsche Theater- und Filmschauspielerin sowie Hörspielsprecherin
- Paulussen, Werner (* 1960), deutscher Industriedesigner
- Pauluzzi, Daniel (1866–1956), österreichischer Maler und Bildhauer

#### Paulv
- Paulvé, André (1898–1982), französischer Filmproduzent

#### Paulw
- Paulwitz, Michael (* 1965), deutscher Historiker, Journalist und Redakteur
- Paulwitz, Thomas (* 1973), deutscher Historiker, Journalist und Publizist

#### Pauly
- Pauly, Adrienne (* 1977), französische Schauspielerin und Sängerin
- Pauly, August (1850–1914), deutscher Zoologe und Philosoph
- Pauly, August Friedrich (1796–1845), deutscher klassischer Philologe
- Pauly, Charlotte E. (1886–1981), deutsche Malerin
- Pauly, Dieter (1942–2024), deutscher Fußballschiedsrichter
- Pauly, Edgar (1880–1951), deutscher Schauspieler und Spielleiter
- Pauly, Erik (* 1970), deutscher Kommunalpolitiker (CDU), Oberbürgermeister von DonaueschingenErik Pauly (* 1970)

Erik Pauly (* 1970)

- Pauly, Ferdinand (1917–1992), deutscher Theologe und Kirchenhistoriker
- Pauly, Franz (1837–1913), deutscher Maler
- Pauly, Franz-Josef (1949–2025), deutscher Fußballspieler
- Pauly, Friedrich (1875–1954), deutscher Verwaltungsjurist und Landrat
- Pauly, Georg (1865–1951), deutscher Stadtbaurat
- Pauly, Georg (1883–1950), deutscher Dramaturg, Theaterwissenschaftler und -regisseur
- Pauly, Georg (1928–2004), deutscher Politiker (SPD), MdL
- Pauly, Gisa (* 1947), deutsche Schriftstellerin und Drehbuchautorin
- Pauly, Harry (1914–1985), deutscher Schauspieler, Intendant, Dramatiker und KZ-Überlebender
- Pauly, Henning (* 1975), deutscher Musiker, Musikproduzent, Gitarrist und Youtuber
- Pauly, Hermann (1870–1950), deutscher Chemiker und Hochschullehrer
- Pauly, Hubert Joseph (1781–1854), Kaufmann und Abgeordneter
- Pauly, Jacob Rudolph (1850–1919), deutscher Kaufmann, Weingutsbesitzer und Politiker (Zentrum), MdR
- Pauly, John W. (1923–2013), US-amerikanischer Offizier, General der US Air Force
- Pauly, Julius (1901–1988), deutscher Jurist und Politiker (NSDAP)
- Pauly, Karl Johann (1904–1970), deutscher Politiker (CDU), MdL
- Pauly, Ladi-Joseph (* 1892), deutscher paramilitärischer Aktivist und SA-Führer, zuletzt Oberführer
- Pauly, Lothar (* 1959), deutscher Manager
- Pauly, Max (1849–1917), deutscher Lebensmittelchemiker, Industrieller und Optiker
- Pauly, Max (1876–1934), österreichischer Politiker (GdP), Abgeordneter zum Nationalrat
- Pauly, Max (1907–1946), deutscher KZ-Lagerkommandant in Stutthof, Hohengemma und NeuengammeMax Pauly (1907–1946)

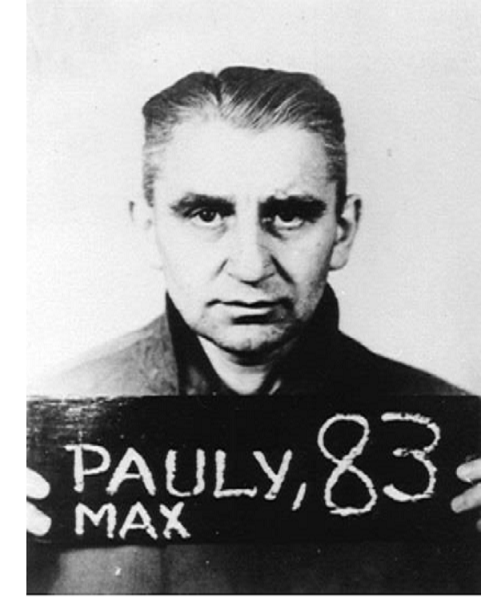
Max Pauly (1907–1946)

- Pauly, Michel (* 1952), luxemburgischer Historiker
- Pauly, Peter (1917–2021), deutsch-namibischer Theologe
- Pauly, Rebecca (* 1954), französische Schauspielerin
- Pauly, Reinhard G. (1920–2019), deutsch-amerikanischer Musikwissenschaftler und
- Pauly, Rose, Opernsängerin (Sopran)
- Pauly, Rose (* 1938), deutsche Politikerin (FDP), MdHB und MdB (Hamburg)
- Pauly, Stefan, deutscher Flottillenadmiral
- Pauly, Stephan (* 1958), deutscher Rechtsanwalt und Autor
- Pauly, Stephan (* 1972), deutscher Musikmanager und Intendant
- Pauly, Ulrich (* 1948), deutscher Japanologe und Autor
- Pauly, Walter (1871–1959), deutscher Verwaltungsjurist, Landrat in Ostpreußen
- Pauly, Walter (* 1960), deutscher Rechtswissenschaftler und Hochschullehrer
- Pauly, Wolfgang (1876–1934), deutsch-rumänischer Schachkomponist
- Pauly, Wolfgang (* 1954), deutscher römisch-katholischer Theologe
- Pauly-Bender, Judith (* 1957), deutsche Politikerin (SPD), MdL
- Pauly-Winterstein, Hedwig (1866–1965), deutsche Schauspielerin

### Paum
- Pauman, Dániel (* 1986), ungarischer Kanute
- Paumann, Conrad († 1473), deutscher Komponist, Organist und Lautenist der frühen Renaissance
- Paumen, Hans (1929–2007), deutscher Politiker (CDU), MdL
- Paumen, Maartje (* 1985), niederländische Feldhockeyspielerin
- Paumer, Milan (1931–2010), tschechischer Aktivist; gehörte zum antikommunistischen Widerstand in der Tschechoslowakei
- Paumgarten, Fridtjof (1903–1986), österreichischer Skisportler
- Paumgarten, Gerda (1907–2000), österreichische Skirennläuferin
- Paumgarten, Harald (1904–1952), österreichischer Skisportler
- Paumgartner, Andreas Georg (1613–1686), zweiter Losunger (Bürgermeister), Patrizier und Kriegshauptmann von Nürnberg
- Paumgartner, Bernhard (1887–1971), österreichischer MusikerBernhard Paumgartner (1887–1971)

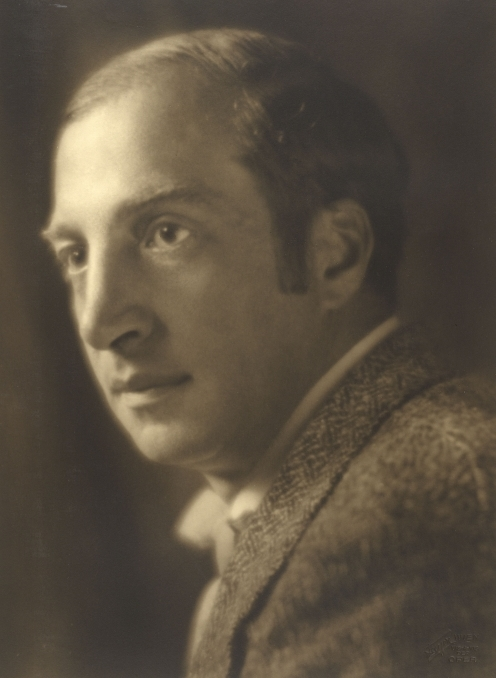
Bernhard Paumgartner (1887–1971)

- Paumgartner, Erhard († 1508), Bischof von Lavant
- Paumgartner, Gustav (1933–2023), österreichischer Gastroenterologe
- Paumgartner, Tim (* 2005), österreichischer Fußballspieler
- Paumgartner, Urban († 1630), Humanist
- Paumgartten, Franz Xaver von (1811–1866), österreichischer General, Gouverneur, Ehrenbürger der Stadt Mainz
- Paumgartten, Johann Baptist von (1772–1849), österreichischer General, Stadt- und Festungskommandant von Prag
- Paumgartten, Maximilian von († 1827), österreichischer Feldmarschalleutnant
- Paumgartten, Zdenko (1903–1984), österreichischer General der Infanterie
- Paumier du Verger, Charles (* 1874), belgischer Sportschütze
- Paumola, Ville (* 1991), finnischer Snowboarder

### Paun
- Păun, Adrian (* 1995), rumänischer Fußballspieler
- Păun, Ion (* 1951), rumänischer Ringer
- Păun, Nicolae (* 1964), rumänischer Politiker
- Paun, Tom (* 1952), serbischer Maler
- Păun, Vili Viorel (1997–2020), Opfer des Anschlags in Hanau vom 19. Februar 2020
- Pauncefort, George (1869–1942), US-amerikanischer Filmschauspieler und Bühnenschauspieler
- Pauncefote, Julian, 1. Baron Pauncefote (1828–1902), britischer Diplomat und Regierungsbeamter, Botschafter in den Vereinigten Staaten und Peer
- Paunel, Eugen (1888–1966), österreichischer Bibliothekar
- Pauner, Carlos (* 1964), spanischer Bergsteiger
- Paunero, Wenceslao (1887–1937), argentinischer Fechter
- Păunescu, Adrian (1943–2010), rumänischer Dichter und Politiker
- Paunescu, Alessandro (* 2003), österreichisch-rumänischer Fußballspieler
- Paunetto, Bobby (1944–2010), US-amerikanischer Jazzmusiker
- Paungarten, Emmy (1874–1947), österreichische Malerin
- Paungger Poppe, Johanna (* 1953), österreichische Autorin (Esoterik)
- Paunić, Ivan (* 1987), serbischer BasketballspielerIvan Paunić (* 1987)

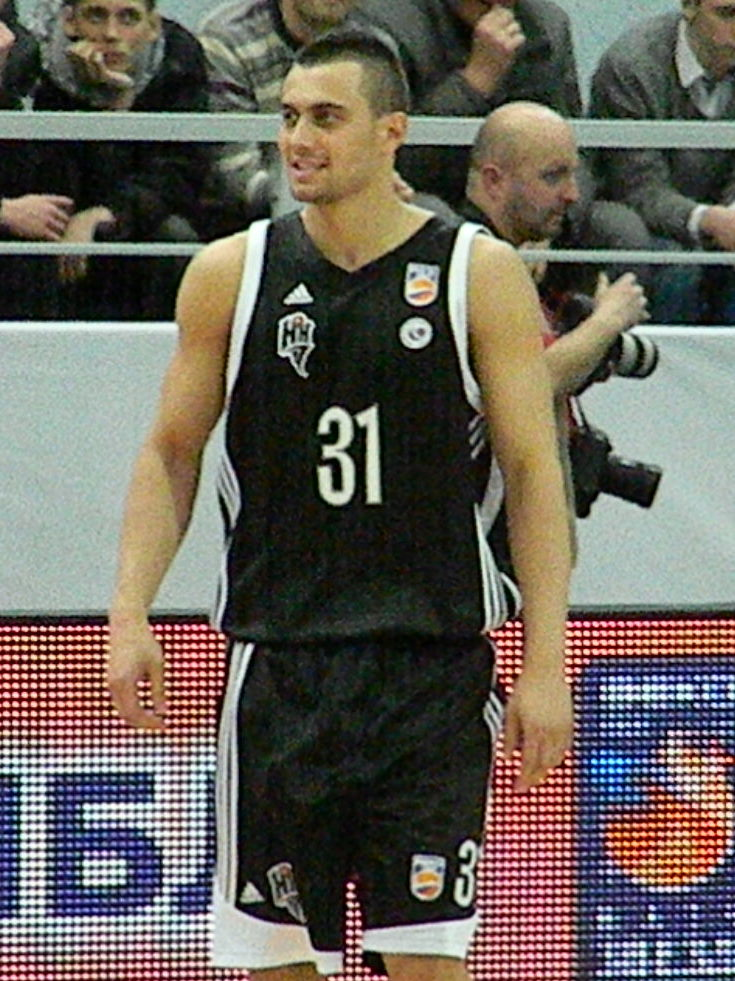
Ivan Paunić (* 1987)

- Paunier, Daniel (1936–2025), Schweizer Altertumsforscher
- Paunov, Ivo, bulgarischer Komponist
- Paunova, Mariana (1951–2002), kanadische Sängerin und Pianistin bulgarischer Herkunft
- Paunovic, Aleks (* 1969), kanadischer Schauspieler, Stuntman, Filmproduzent und ehemaliger Boxer
- Paunović, Blagoje (1947–2014), jugoslawischer Fußballspieler und -trainer
- Paunović, Miodrag (1951–2020), jugoslawischer Fußballspieler und -trainer
- Paunović, Mirna (* 1976), deutsche Basketballspielerin
- Paunovic, Nadine (1903–1981), österreichische Politikerin (ÖVP), Abgeordnete zum Nationalrat
- Paunović, Sava (* 1947), jugoslawisch-serbischer Fußballspieler und -trainer
- Paunović, Veljko (* 1977), serbisch-spanischer Fußballspieler und -trainer
- Paunu, Päivi (1946–2016), finnische Schlagersängerin

### Paup
- Paup, Don (1939–2012), US-amerikanischer Badmintonspieler
- Paupe, Elien (* 1995), Schweizer Eishockeytorhüter
- Paupe, Pierre (1937–2016), Schweizer Politiker (CVP)
- Pauphilet, Albert (1884–1948), französischer Romanist und Mediävist
- Paupié, Kurt (1920–1981), österreichischer Hochschullehrer, Professor für Zeitungswissenschaft
- Paupini, Giuseppe (1907–1992), italienischer Kardinal der römisch-katholischen Kirche
- Pauppill, Theodor (* 1887), österreichischer Politiker (SDAP), Landtagsabgeordneter

### Pauq
- Pauquet, Benjamin (* 1984), deutscher Schauspieler

### Paur
- Paur, Adolph Xaver (1802–1871), deutscher Politiker und Jurist
- Paur, Carl von (1804–1873), bayerischer Beamter und Politiker
- Paur, Emil (1855–1932), österreichischer Dirigent
- Paur, Franz Peter von (1703–1757), Reichsritter und churfürstlicher Hofkammerrat
- Paur, Henning (* 1943), deutscher Jazz-Musiker
- Paur, Hugo (1829–1879), deutscher Richter und Parlamentarier
- Paur, Ignaz (1778–1842), österreichischer Müller und Erfinder
- Paur, Kurt, österreichischer Pianist und Musikpädagoge
- Paur, Taylor (* 1988), US-amerikanischer Pokerspieler
- Paur, Theodor (1815–1892), deutscher Lehrer, Historiker, Philologe und Abgeordneter
- Paurević, Ivan (* 1991), kroatisch-deutscher Fußballspieler
- Pauriol, Fernand (1913–1944), französischer Radiotechniker und Widerstandskämpfer
- Pauriol, Rémi (* 1982), französischer Radrennfahrer
- Pauritsch, Jürgen (* 1977), österreichischer Radrennfahrer
- Pauritsch, René (* 1964), österreichischer Fußballspieler
- Pauritsch, Wolfgang (* 1972), österreichischer Kunst- und Antiquitätenhändler und AuktionatorWolfgang Pauritsch (* 1972)

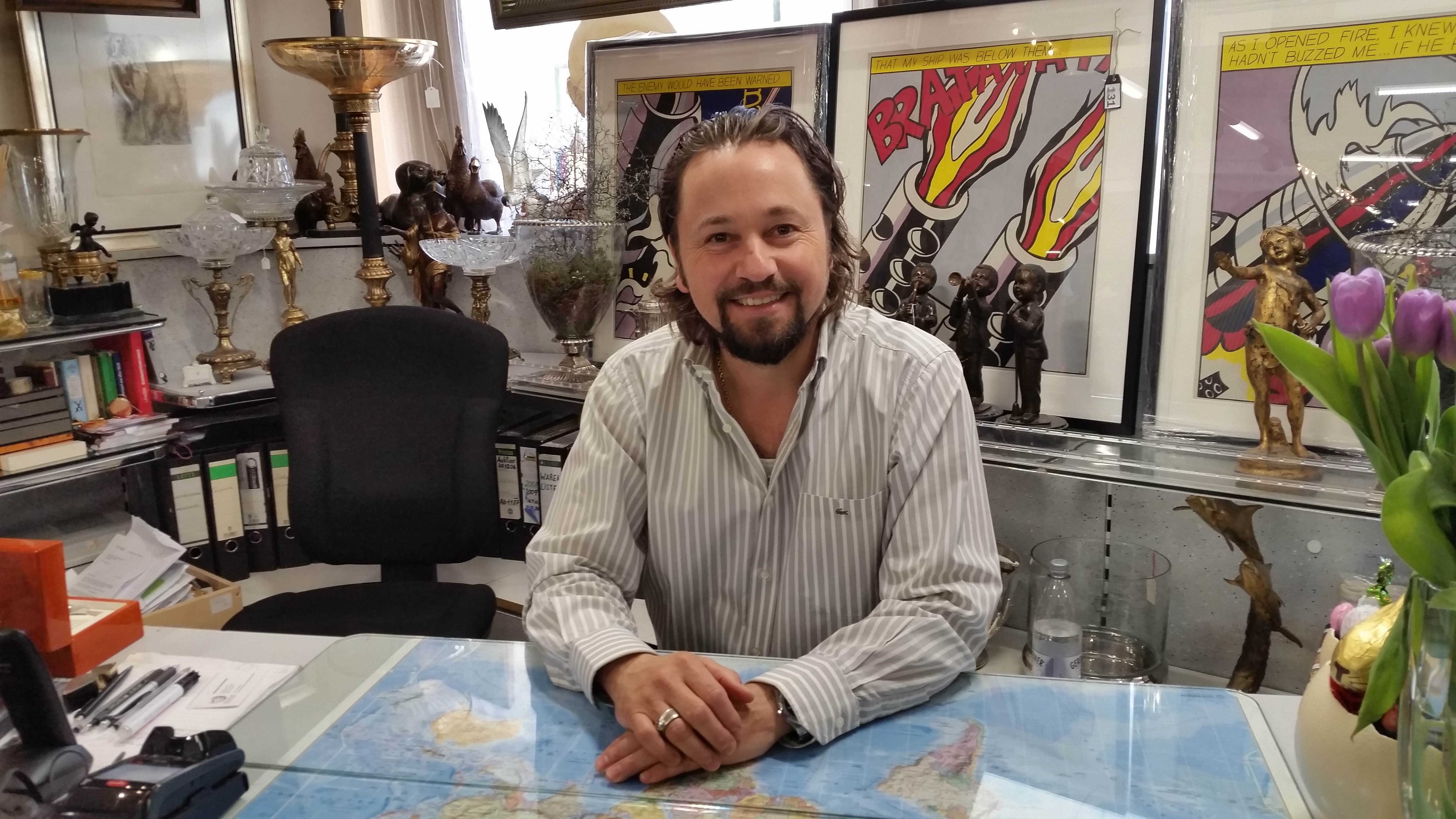
Wolfgang Pauritsch (* 1972)

- Paurnfeind, Johann Christian (1687–1768), Bürgermeister der Stadt Salzburg
- Paurnfeindt, Andre, deutscher Fechtmeister, Autor des ersten gedruckten, illustrierten Buches zum europäischen Schwertkampf

### Paus
- Paus, André (* 1965), niederländischer Fußballspieler
- Paus, Ansgar (1932–2017), deutscher Theologe
- Paus, Arne (* 1943), norwegischer Maler
- Paus, Bernhard (1910–1999), norwegischer Chirurg, Oberstleutnant und Großmeister des Norwegischen Freimaurerordens
- Paus, Christian Cornelius (1800–1879), norwegischer Jurist und Politiker
- Paus, Christopher Blom (1810–1898), norwegischer Kaufmann, Reeder und Bankdirektor
- Paus, Christopher Tostrup (1862–1943), norwegischer päpstlicher Kammerherr, Graf, Gutsbesitzer, Philanthrop und Kunstsammler
- Paus, Gisbert (1955–2019), deutscher Fußballspieler
- Paus, Hans (1937–2011), deutscher Physiker
- Paus, Heinz (* 1948), deutscher Politiker (CDU), MdL, Bürgermeister von Paderborn
- Paus, Herman (1897–1983), norwegisch-schwedischer Skispringer und Gutsbesitzer, Pionier des Skispringens und des nordischen Kombinierten
- Paus, Judith (* 1991), deutsche Schauspielerin
- Paus, Lisa (* 1968), deutsche Politikerin (Bündnis 90/Die Grünen), MdA, MdBLisa Paus (* 1968)

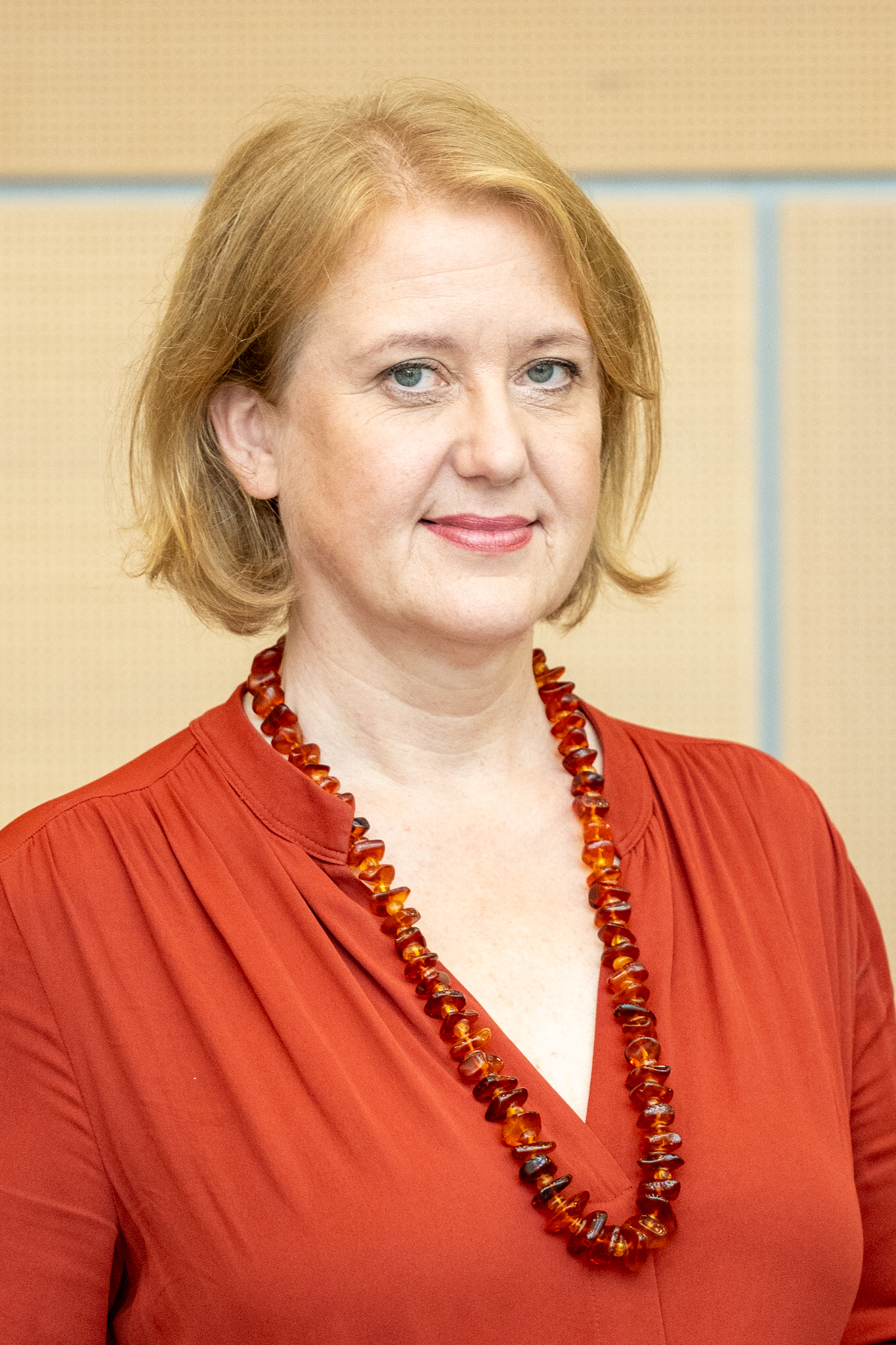
Lisa Paus (* 1968)

- Paus, Marcus (* 1979), norwegischer Komponist
- Paus, Marianne (1935–2015), deutsche Politikerin (CDU), MdL
- Paus, Nikolai Nissen (1877–1956), norwegischer Chirurg, Krankenhausdirektor und Präsident des Norwegischen Roten Kreuzes
- Paus, Ole (1766–1855), norwegischer Reeder und Kapitän
- Paus, Ole (1846–1931), norwegischer Stahlgroßhändler, Fabrikbesitzer und Bankdirektor
- Paus, Ole (1910–2003), norwegischer Generalmajor und NATO-Amtsträger
- Paus, Ole (1947–2023), norwegischer Musiker, Sänger, Schriftsteller und Dichter
- Paus, Peder Povelsson (1590–1653), norwegischer Geistlicher der lutherischen Staatskirche
- Paus, Thorleif (1881–1976), norwegischer Offizier, Generalkonsul in Wien, Unternehmer, Fabrikbesitzer und Gutsbesitzer in Schonen
- Paus-Hasebrink, Ingrid (* 1952), deutsche Kommunikationswissenschaftlerin, Germanistin und Soziologin
- Pausanias, Heerführer der SpartanerPausanias

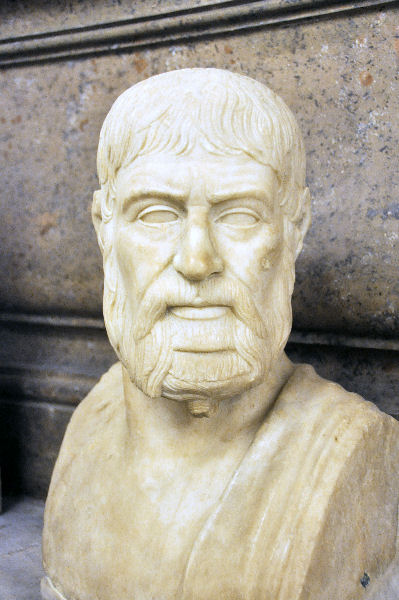
Pausanias

- Pausanias († 393 v. Chr.), König von Makedonien
- Pausanias († 336 v. Chr.), Mörder König Philipps II. von Makedonien
- Pausanias, König von Sparta
- Pausanias, griechisch-römischer Schriftsteller und Geograph
- Pausanias von Antiochia, antiker griechischer Geschichtsschreiber
- Pausch, Anton (* 1938), deutscher Kommunalpolitiker (CDU)
- Pausch, Birgit (* 1942), deutsche Schauspielerin und Schriftstellerin
- Pausch, Daniel, böhmischer Gewerke, Gerichtsbeisitzer und Bergmeister von Frühbuß
- Pausch, Dennis (* 1976), deutscher Klassischer Philologe
- Pausch, Eberhard (* 1961), deutscher evangelischer Theologe
- Pausch, Eugen (1758–1838), deutscher Zisterzienser und Komponist
- Pausch, Hans (1908–1991), deutscher Ingenieur
- Pausch, Hans (* 1957), deutscher Fußballspieler
- Pausch, Johannes (* 1949), österreichischer Benediktiner, Prior des Europaklosters
- Pausch, Josef (1948–2010), österreichischer Fotograf und Grafiker
- Pausch, Markus (* 1974), österreichischer Politologe und Autor
- Pausch, Max von (1842–1934), bayerischer Ministerialbeamter
- Pausch, Oskar (1937–2013), österreichischer Literatur- und Theaterwissenschaftler
- Pausch, Randy (1960–2008), amerikanischer Informatiker, Dozent für Informatik, Mensch-Computer-Interaktion und Design an der Carnegie Mellon UniversityRandy Pausch (1960–2008)

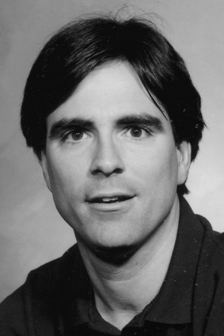
Randy Pausch (1960–2008)

- Pausch, Siegfried (1941–2004), deutscher Museumsdirektor und Politiker (DDR-CDU, CDU), MdL (Sachsen)
- Pausch, Yogo (* 1954), deutscher Schlagzeuger und Performancekünstler
- Pausch-Gruber, Ursula (1933–1996), deutsche Politikerin (SPD), MdL
- Pauschek, Lukáš (* 1992), slowakischer Fußballspieler
- Pauschenwein, Anton (* 1981), österreichischer Fußballspieler
- Pauschinger, Rudolf (1882–1957), deutscher Medailleur und Bildhauer
- Pausder, Verena (* 1979), deutsche Unternehmerin, Gründerin und AutorinVerena Pausder (* 1979)

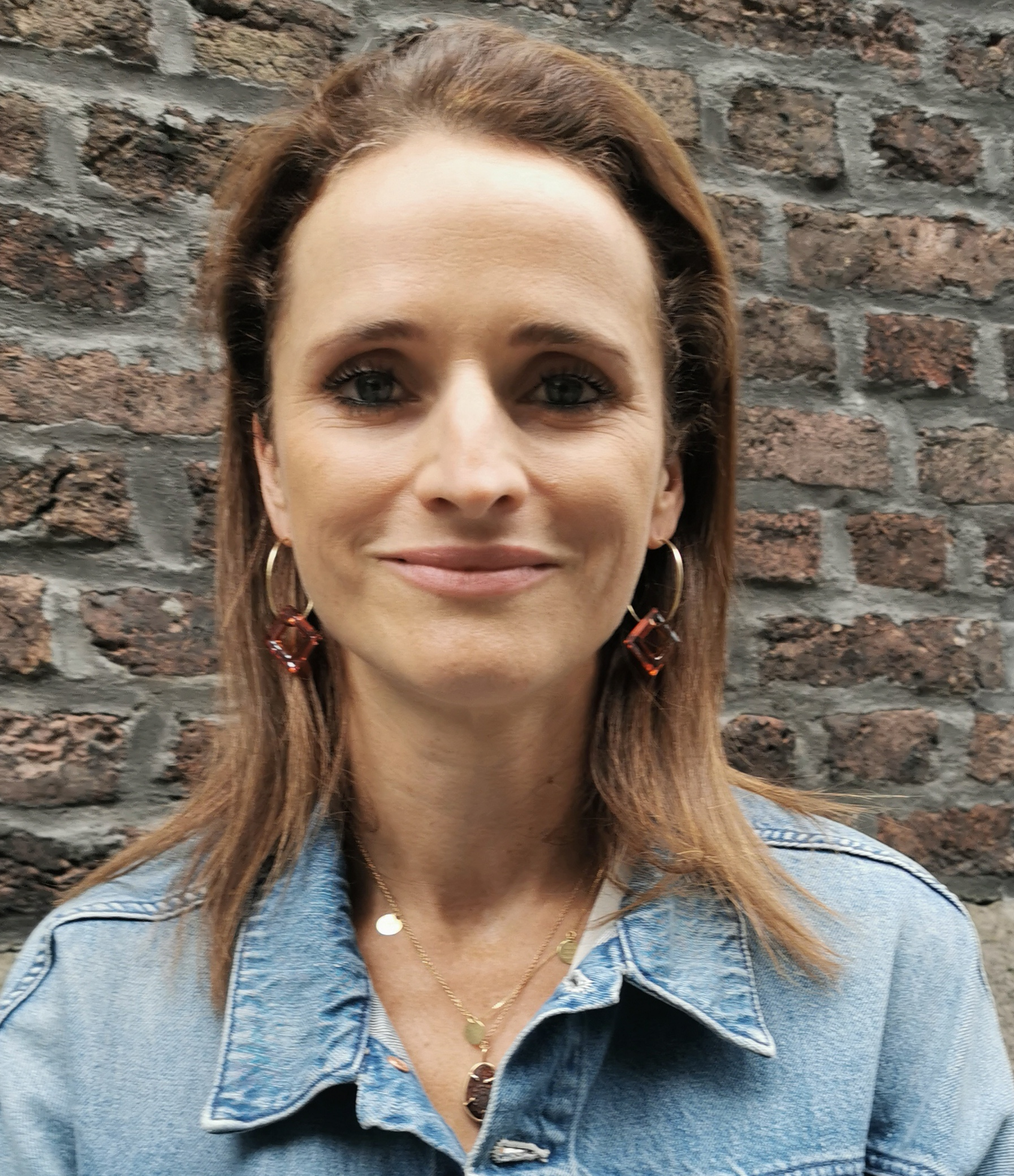
Verena Pausder (* 1979)

- Pause, Aljoscha (* 1972), deutscher Regisseur und Filmemacher
- Pause, Bettina M. (* 1962), deutsche Psychologin und Geruchsforscherin
- Pause, Logan (* 1981), US-amerikanischer Fußballspieler
- Pause, Michael (* 1952), deutscher Filmemacher und Journalist
- Pause, Rainer (* 1947), deutscher Kabarettist
- Pause, Walter (1907–1988), deutscher Schriftsteller und Bergsteiger
- Pauser, Alfred (1930–2022), österreichischer Tragwerksplaner
- Pauser, Heinrich (1899–1989), deutscher Typograf und Grafiker
- Pauser, Sergius (1896–1970), österreichischer Maler
- Pauset, Brice (* 1965), französischer Komponist
- Pausewang, Freya (1932–2020), deutsche Autorin und Sozialpädagogin
- Pausewang, Gudrun (1928–2020), deutsche Schriftstellerin
- Pausewang, Joseph Andreas (1908–1955), deutscher Maler
- Pausias, antiker griechischer Maler
- Pausin, Erik (1920–1997), österreichischer Eiskunstläufer
- Pausin, Ilse (1919–1999), österreichische Eiskunstläuferin
- Pausinger, Clemens (1908–1989), österreichischer Richter und Widerstandskämpfer
- Pausinger, Clemens von (1855–1936), österreichischer Maler
- Pausinger, Franz Xaver von (1839–1915), österreichischer Landschafts- und Tiermaler
- Pausinger, Margarete (1880–1956), österreichische Malerin und Grafikerin
- Pausini, Laura (* 1974), italienische Pop-SängerinLaura Pausini (* 1974)

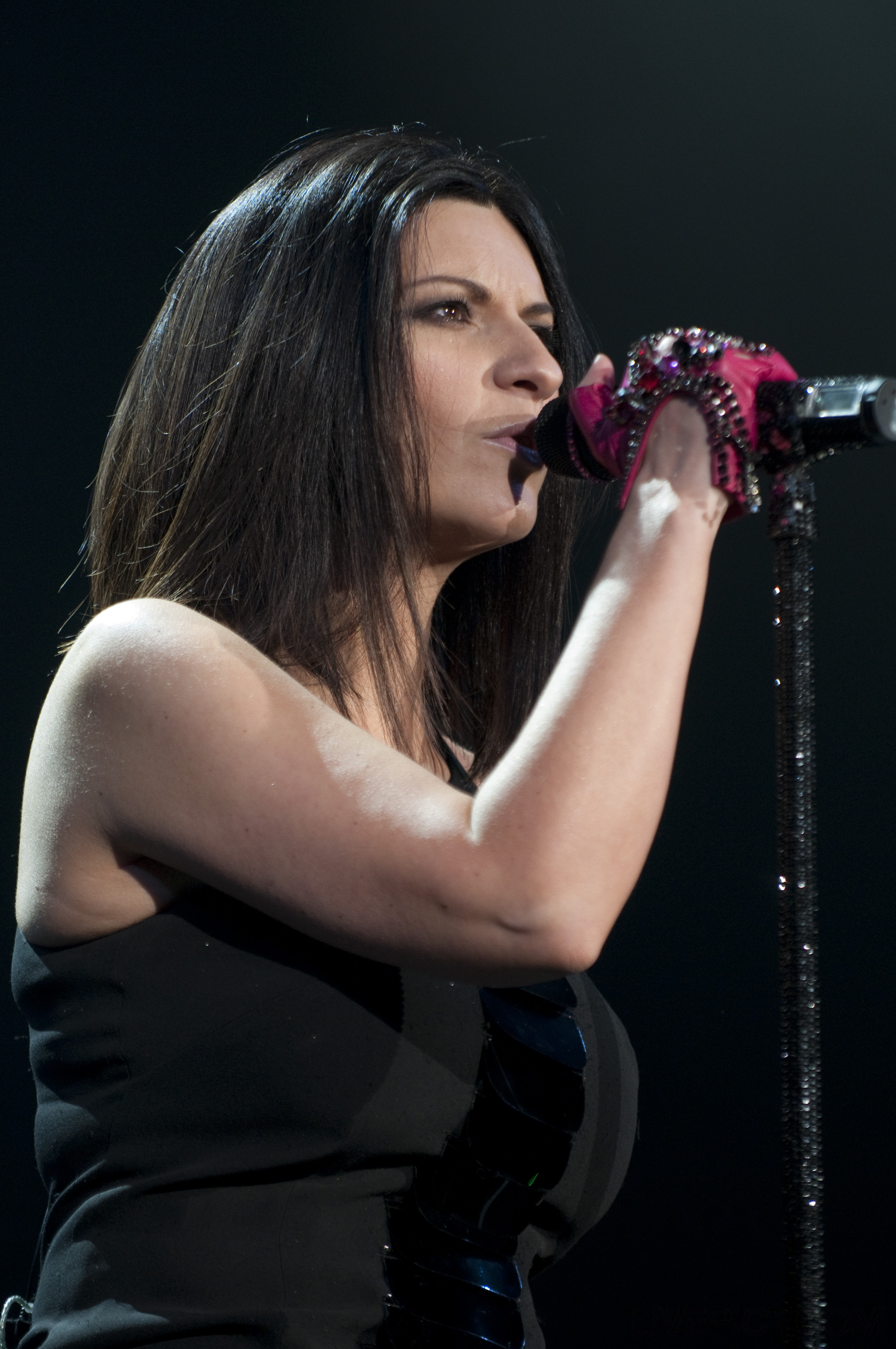
Laura Pausini (* 1974)

- Pauson, antiker griechischer Maler
- Pauson, Peter (1925–2013), deutsch-britischer Chemiker
- Pauspertl, Karl (1897–1963), österreichischer Militärmusiker und Komponist
- Pauß, Baldur (1935–2019), österreichischer Komponist und Musiker
- Pauss, Bernhard (1839–1907), norwegischer Theologe, Pädagoge und Autor
- Pauss, Felicitas (* 1951), österreichische Physikerin
- Paust, Albert (1889–1964), deutscher Bibliothekar
- Paust, Alex (* 1945), deutscher Politiker (SPD)
- Paust, Ingerose (1929–2016), deutsche Schriftstellerin
- Paust, Otto (1897–1975), deutscher nationalsozialistischer Schriftsteller
- Paust-Lassen, Pia (* 1956), deutsche Politikerin (Alternative Liste, Bündnis 90/Die Grünen), MdA
- Paustian-Döscher, Dennis (* 1980), deutscher Politiker (Bündnis 90/Die Grünen), Mitglied der Hamburgischen Bürgerschaft
- Paustowski, Konstantin Georgijewitsch (1892–1968), russischer Schriftsteller und JournalistKonstantin Georgijewitsch Paustowski (1892–1968)

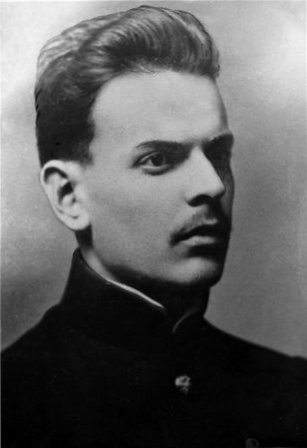
Konstantin Georgijewitsch Paustowski (1892–1968)

- Pausylypos, griechischer Silberschmied

### Paut
- PauT (* 1983), österreichischer Singer-Songwriter
- Pautke, Johannes (1888–1955), deutscher lutherischer Bischof
- Pautrot, Ferdinand (1832–1874), französischer Tierbildhauer
- Pauts, Katrin (* 1977), estnische Schriftstellerin und Journalistin
- Pautsch, Arne (* 1974), deutscher Jurist
- Pautsch, Fryderyk (1877–1950), österreichisch-polnischer Maler und Hochschullehrer
- Pautsch, Oliver (* 1965), deutscher Schriftsteller und Drehbuchautor
- Pautsch, Otto (1873–1945), deutscher Lehrer und Landrat
- Pauty, Maxime (* 1993), französischer Florettfechter
- Pautzke, Annegret (* 1937), deutsche Politikerin (FDP), MdBB

### Pauv
- Pauvert, Jean-Jacques (1926–2014), französischer Verleger und Autor
- Pauvert, Odette (1903–1966), französische Malerin und Illustratorin
- Pauvros, Jean-François (* 1947), französischer Improvisationsmusiker (Gitarre, Komposition)

### Pauw
- Pauw, Adriaan (1585–1653), holländischer Politiker
- Pauw, Adriaen (1516–1578), niederländischer Kaufmann und Politiker
- Pauw, Adriaen († 1697), holländischer Advokat und Präsident des Gerichtshofes Hof van Holland; leitete den Strafprozess gegen Cornelis de Witt
- Pauw, Cornelis de (1739–1799), niederländischer Historiker, Kulturphilosoph und Philologe
- Pauw, Franco (1714–1776), holländischer Lokalpolitiker
- Pauw, Jacques, südafrikanischer Schriftsteller, Journalist und Dokumentarfilmer
- Pauw, Leonard Holvy de (* 1985), indonesischer Badmintonspieler
- Pauw, Marion (* 1973), niederländische Schriftstellerin
- Pauw, Michiel (1590–1640), Schepen von Amsterdam, Direktor der Niederländischen Westindien-Kompanie, sowie Begründer einer eigenen Kolonie an der nordamerikanischen Ostküste, „Pavonia“ genannt
- Pauw, Peter (1564–1617), niederländischer Mediziner und Botaniker
- Pauw, Reinier (1490–1547), holländischer Stadtregent (Gouda)
- Pauw, Reinier (1564–1636), niederländischer Edelmann, Politiker und Amsterdamer Regent
- Pauw, Reinier (1591–1676), holländischer Advokat und Präsident des Hohen Rates von Holland, Zeeland und Westfriesland
- Pauw, Robert de (* 1981), niederländischer Fußballtrainer
- Pauw, Ulysse de (* 2001), belgischer Autorennfahrer
- Pauw, Vera (* 1963), niederländische Fußballspielerin und -trainerin
- Pauwels, Eddy (1935–2017), belgischer Radrennfahrer
- Pauwels, Ferdinand (1830–1904), belgischer Historienmaler
- Pauwels, Frans (1918–2001), niederländischer Radrennfahrer
- Pauwels, Friedrich (1885–1980), deutscher Arzt, Orthopäde und Biomechaniker
- Pauwels, Georges (* 1879), belgischer Reiter
- Pauwels, Gerard (1945–2022), US-amerikanischer Schauspieler und Jurist
- Pauwels, José (1928–2012), belgischer Radrennfahrer
- Pauwels, Kevin (* 1984), belgischer Cyclocrosser, Mountainbike- und Straßenradrennfahrer
- Pauwels, Louis (1920–1997), französischer Journalist und Schriftsteller
- Pauwels, Olivier (* 1971), belgischer Biologe und Herpetologe
- Pauwels, Paul (* 1960), belgischer Linguist und Übersetzungswissenschaftler
- Pauwels, Raymond (1926–1997), belgischer Bahnradsportler
- Pauwels, Serge (* 1983), belgischer Radrennfahrer
- Pauwels, Thierry (* 1957), belgischer Astronom und Asteroidenentdecker
- Pauwels, Willem (1910–2005), belgischer Künstler

### Pauz
- Pauža, Bronius (* 1941), litauischer Politiker
- Pauzenberger, Markus (* 1965), deutscher Politiker (SPD), MdA
- Pauzié, Jérémie (1716–1779), Genfer Juwelier
- Paužolis, Jonas Algimantas (* 1954), litauischer Politiker
- Paužuolis, Robertas (* 1972), litauischer Handballspieler